# Комплексное посттравматическое стрессовое расстройство
Комплексное посттравматическое стрессовое расстройство (КПТСР), также называемое комплексное травматическое расстройство или осложненное посттравматическое стрессовое расстройство ― состояние, которое может развиться в результате длительных, повторяющихся травм в контексте, в котором у человека мало шансов или нет никаких шансов для того, чтобы перестать быть жертвой.
Простое посттравматическое расстройство переходит в комплексное, когда у индивида, помимо прочих посттравматических симптомов, возникает обесценивание себя . КПТСР обычно связано с длительным сексуальным, психологическим или физическим насилием, или (у детей) с пренебрежением и отсутствием заботы со стороны родителей. Оно может развиться, например, у жертв похищений, заложников, людей, захваченных в рабство, людей, вынужденных работать в тяжёлых условиях, военнопленных, узников концлагерей, жертв жестокого обращения в школах-интернатах, заключённых, содержащиеся в одиночных камерах в течение длительного периода времени. Это расстройство чаще развивается у детей или эмоционально уязвимых взрослых. Обычно травма возникает, если вред жертве был причинён умышленно. Однако иногда КПТСР развивается даже тогда, когда тот, кто причинил травму, имел благие, с его точки зрения, намерения. К симптомам комплексного посттравматического стрессового расстройства относятся хронический страх, ощущение своей никчёмности и беспомощности, а также нарушения на уровне личностной идентичности. КПТСР имеет сходство с такими расстройствами, как посттравматическое стрессовое расстройство, соматизированное расстройство, диссоциативное расстройство идентичности и пограничное расстройство личности, но имеется и ряд отличий. Данное расстройство может возникать и у животных, например в результате жестокого обращения или необходимости в юном возрасте постоянно драться за пищу с более сильными членами группы. Конфликты с сородичами особенно травматичны для животных, живущих в организованных группах и имеющих большую продолжительность жизни, таких как слоны, китообразные и приматы.

## История
В период Второй мировой войны последствия пролонгированных травм были обнаружены у бывших узников концентрационных лагерей. Это состояние было названо KZ-синдромом (KZ-Syndrom, от немецкого Konzentrationslager-Syndrom).
В 1987 году Гилл Стракер (Gill Straker) ввёл термин «травматическое расстройство в результате продолжительного стресса» (continuous traumatic stress disorder, или CTSD), также называемое «пролонгированным посттравматическим стрессовым расстройством», для обозначения постоянного воздействия на психику людей высокого уровня насилия, конфликтов и политических репрессий. Этот термин к тому же применяется в случае ситуации постоянного воздействия на людей криминогенной обстановки, а также распространяется на представителей профессий, связанных с постоянным риском для жизни (полицейские, пожарные, работники спасательных служб).
В 1992 году психиатр Джудит Хермэн (Judith Herman) предложила термин «комплексное посттравматическое стрессовое расстройство». Хермэн изучала это расстройство в отношении хронической травматизации (насилие, пренебрежение, отсутствие заботы) в детском возрасте и подчёркивала, что травматические симптомы могут сохраняться во взрослом возрасте, спустя многие годы после того, как индивид перестал подвергаться травматизации. Она писала: «Многие дети живут в надежде вырасти и вырваться на свободу. Но личность, выросшая в условиях контроля с помощью насилия, плохо адаптирована к взрослой жизни. Бывшая жертва вынуждена жить с такими фундаментальными проблемами, как базовое доверие, автономия и инициатива. Во взрослом возрасте бывшая жертва продолжает нести груз серьёзных трудностей при необходимости заботиться о себе, имеет проблемы на уровне когнитивных процессов и памяти, личностной идентичности, а также на уровне способности строить стабильные межличностные отношения. Человек надеется создать для себя новую жизнь, но вместо этого переживает новые травмы».
Изначально симптоматика КПТСР была отнесена к категории «Расстройства, связанные с экстремальным стрессом, не уточнённые»(Disorders of Extreme Stress Not Otherwise Specified — DESNOS). Эта категория не была включена в классификатор DSM-IV, однако была подробно эмпирически изучена. В дальнейшем термины «DESNOS» и «Complex PTSD» стали употребляться в одном значении.
В 2018 году КПТСР было включено в 11-ю редакцию Международной классификации болезней (МКБ-11) как отдельная категория по отношению к уже существующей в классификации категории «посттравматическое стрессовое расстройство (ПТСР)». Помимо трёх групп симптомов ПТСР («повторное переживание», «избегание» и «чувство угрозы»), КПТСР включает три дополнительные группы признаков: эмоциональная дисрегуляция (emotional dysregulation), негативный образ Я (negative self-concept) и нарушения в отношениях (disturbance in relationships). Эти дополнительные симптомы объединяются понятием «нарушения в Я-организации» (disturbances in self-organization).
Диагноз данного расстройства был предложен для включения в классификатор DSM-5, однако не был включён, поскольку проявления комплексного посттравматического стрессового расстройства приблизительно на 90 % совпадают с клинической картиной и основными симптомами посттравматического стрессового расстройства. Кроме того, типичные для КПТСР сложности с регуляцией эмоций, нарушения самовосприятия и отношений достаточно характерны также для ПТСР, что позволило включить оба расстройства в общую диагностическую категорию. По этой причине в DSM-5 КПТСР рассматривается как более тяжёлая форма ПТСР, а не отдельное расстройство. Тем не менее, для включения КПТСР в категорию ПТСР диагностические критерии ПТСР были существенно пересмотрены. В частности, в список критериев ПТСР был внесён критерий «Негативные изменения в когнициях и настроении», куда вошли отдельные признаки нарушений Я-организации. Также был добавлен «диссоциативный» подтип ПТСР (dissociative subtype) с преобладанием симптомов диссоциации (особенно дереализации и деперсонализации), который гораздо более характерен для КПТСР, чем для прочих форм ПТСР.

## Причины КПТСР
Обычно посттравматические расстройства возникают при событиях, оказывающих сверхмощное негативное воздействие на психику индивида. Иногда ситуация сама по себе не является экстраординарной, но по различным субъективным причинам она может оказаться серьёзной психотравмой для конкретного человека. В более широком смысле психологической травмой может считаться любое событие, которое осталось заблокированным на уровне психики. Его можно отнести к травме, если это вызывает разнообразные проблемы на уровне эмоций и поведения, а также физиологические симптомы. Травматичность события тесно связана с ощущением собственной беспомощности: индивид не имеет возможности эффективно реагировать на то, что происходит. Посттравматические расстройства могут также возникнуть у лиц, которые были вынуждены применять насилие, например, участвуя в убийствах или пытках (см. Травма агрессора и Моральная травма). Это может вызвать особую форму посттравматического расстройства, называемую «Perpetration-or participation-induced traumatic stress» (сокращённо PITS) с типичной картиной посттравматического расстройства (флешбэки, кошмары, избегание и т. д.).
Травматичность события для психики зависит от следующих дополнительных факторов:
- внезапность;
- непредсказуемость;
- длительность;
- повторяемость;
- отсутствие похожего жизненного опыта;
- ущерб, который был причинён или мог бы быть причинён жертве или её близким;
- экспозиция смерти (особенно для себя или своих близких): даже краткий опыт этого рода может вызвать серьёзные изменения в психике человека;
- невозможность сохранения контроля, чувство собственной беспомощности;
- вынужденность вести себя в несоответствии со своими моральными нормами и с представлением о своей идентичности;
- унижение личного достоинства[20];
- травма является более тяжёлой, если произошло вторжение в личное пространство человека (например, физическое и сексуальное насилие);
- дополнительным крайне негативным фактором может быть сходство ситуации с психологическими и физическими травмами, пережитыми в детстве. В этом случае воспоминания о детских травмах активизируются, что усиливает травматизацию[21];
- от того, насколько последствия травмы способствуют социальной изоляции индивида;
- необратимость изменений и потеря надежды на восстановление утраченного;
- трудность морального выбора при необходимости принимать важные решения;
- то, как человек ретроспективно оценивает своё поведение во время событий;
- потеря своей социальной роли и статуса;
- стигматизация, которая может возникнуть у жертвы насилия;
- разрушение привычной социальной обстановки, которое вынуждает жертву адаптироваться к новой ситуации[22].

Переживание состояния диссоциации в момент травмы является значимым предиктором того, что у индивида в дальнейшем разовьётся посттравматическое расстройство.
В процессе осознания происшедшего более травматичными событиями для индивида являются те, которые:
- произошли по сознательному умыслу (например, военное нападение, насилие) — они вызывают чувство гнева и потерю доверия к людям;
- произошли по чьей-либо ошибке — такое событие вызывает сильное чувство горечи при мысли, что его можно было бы избежать. Исчезает доверие к компетенции других людей, в том числе руководящих лиц и профессионалов, что становится одним из факторов, усиливающих в дальнейшем посттравматическую тревожность[24];
- имеют физические последствия — это не только является дополнительным стрессогенным фактором, но и постоянно напоминает человеку о пережитом травмирующем событии;
- подразумевают отсутствие поддержки со стороны других людей[25] или негативные реакции окружающих, медицинского персонала и работников социальной сферы на проблемы человека, перенёсшего травму (например, отрицание самого факта травмы, отрицание связи между травмой и страданиями, обвинение жертвы, отказ оказать помощь)[26];
- в то же время вторичная травматизация может быть связана с гиперопекой пострадавшего, которая отгораживает его от внешнего мира и обыденной жизни[26];
- предполагают необходимость давать показания и выступать в суде — это вынуждает человека вспоминать во всех подробностях травматические эпизоды. К тому же основной принцип уголовного судопроизводства заключается в том, что лицо считается невиновным, пока его вина в совершённом преступлении не будет доказана. Для жертвы это является дополнительным травмирующим фактором, усиливая чувство несправедливости случившегося с ней[25];
- пробуждают чувство вины — анализируя случившееся, человек всегда находит нечто, что он мог бы сделать иначе. Существует также так называемая «вина выжившего», когда человек ощущает себя виноватым в том, что он остался жив, а другие погибли; выживший ощущает бремя невыносимой ответственности[27].

Субъективное психологическое воздействие травматического события также связано с тем, насколько это событие нарушает базисные убеждения человека о мире и о самом себе, которые в психологии часто называют «базовыми иллюзиями». Эти иллюзии помогают человеку защищать себя от чувства тревоги по поводу возможных опасностей:
- Иллюзия собственного бессмертия (см. Отрицание смерти) — обычно до переживания травмы человек на подсознательном уровне не верит, что он когда-либо должен будет умереть. Переживание угрозы для своей жизни может кардинально изменить представления человека об окружающем мире, он начинает казаться хаотичным, непредсказуемым и опасным.
- Вера в справедливый мир — человек подсознательно верит, что всё, происходящее в мире, разумно, упорядоченно и справедливо («каждый получает то, что заслуживает»). Травма полностью разрушает эту веру, и у человека постоянно возникают мучительные мысли о несправедливости того, что с ним произошло, или навязчивые вопросы о том, в чём была его вина и почему именно с ним это произошло.
- Иллюзия собственной непогрешимости — человек изначально считает себя сильным и способным всегда действовать правильно. Пережив травму, он теряет самоуважение и упрекает себя в том, что он не сумел вести себя так, как это было необходимо[28].

КПТСР, возникшее в детстве, часто имеет причиной психологическое насилие, в частности, эмоциональный абьюз и неглект. Эмоциональный абьюз включает унижение, обвинение в семейных проблемах, проявление враждебности, избыточные требования, непредсказуемость поведения старших, запугивание, гиперконтроль, и т. д. Неглект означает физическое отсутствие значимого близкого либо его эмоциональную невключённость, а также игнорирование. Именно эмоциональное насилие приводит к крайне тяжёлым отдалённым последствиям по сравнению с другими видами травматизации (например, физическим и сексуальным насилием). В частности, вербальный абьюз со стороны родителей имеет негативное воздействие на развивающийся мозг ребёнка, что приводит к развитию психопатологической симптоматики, сравнимый или даже более интенсивной, чем при других видах травматизации. Риск развития КПТСР выше, если у ребёнка нет человека (любящего родителя, родственника, старшего сиблинга, соседа или учителя), к которому ребёнок мог бы обратиться за утешением и защитой. В современных дисфункциональных семьях дополнительным фактором травматизации детей стало то, что оставленный без родительской заботы ребёнок проводит почти все своё свободное время за просмотром телевизионных программ (причём родители не обращают внимания на то, что он смотрит), и в результате ребёнок постоянно видит пугающие сцены насилия и катастроф или программы, которые возвеличивают сарказм, злословие и издевательства. Это создаёт у ребёнка уверенность в том, что окружающий мир враждебен и опасен, что вызывает сильный страх, постоянное состояние сверхбдительности и размышления о всевозможных опасностях.
Психологическое воздействие травм зависит от возраста ребёнка. Для грудного ребёнка травма может быть связана с влиянием физической болью, расставанием с человеком, который о нём заботился, или неспособностью человека, который о нём заботится, удовлетворить физические и эмоциональные потребности ребёнка (см. Материнская депривация). Для детей младше 5 лет пребывание в больнице может оказаться серьёзной травмой, если ребёнок был оторван от семьи и оказался среди чужих людей. Травмирующим для ребёнка может быть и то, что родители отдали его чужим людям. В возрасте от 2 до 7 лет ребёнок верит тому, что говорят взрослые, особенно родители. Поэтому психологической травмой могут стать угрозы, сказанные в шутку или в воспитательных целях. У детей младшего возраста посттравматическое расстройство может быть вызвано длительной иммобилизацией, например, с лечебными целями. Что касается сексуального насилия над детьми, иногда это становится более травмирующим позже, когда по мере взросления ребёнок осознаёт стыд, связанный с этим.
Если в травматичной ситуации ребёнок не плачет, не чувствует боли и выглядит притихшим, то это с большой вероятностью может указывать на возникновение защитной диссоциации (вытеснение чувства страха и боли). В этом случае подавленные эмоции могут долгое время не проявлять себя и выйти наружу значительно позже, в сходной ситуации. При этом индивид может не осознавать связи своих симптомов с детскими травмами, они могут быть даже забыты на сознательном уровне.
Подростки в целом реагируют на травмы так же, как взрослые. Тем не менее, подросток может потерять доверие к людям, если в травматичный период его жизни значимые для него люди проявили трусость, недостаток сострадания или эгоизм.

### Биологическая предрасположенность
Предполагается, что генетический фактор вовлечён приблизительно на 30 % в предрасположенность к посттравматическим расстройствам. При этом одни и те же гены отвечают и за предрасположенность к другим психологическим проблемам:
- Склонность к токсикомании, алкогольной и никотиновой зависимости имеет как минимум 40 % общих с посттравматическими расстройствами генетических особенностей.
- Для тревожного и панического расстройства эта цифра поднимается до 60 %.

Гамма-аминомасляная кислота (GABA) является важнейшим тормозным нейромедиатором центральной нервной системы (ЦНС). Недостаточный уровень её активности может быть обусловлен генетически, и это делает индивида более уязвимым для стрессоров, увеличивая риск возникновения ПТСР.
Исследования близнецов показали, что существует корреляция между тяжестью симптомов посттравматических расстройств и меньшим объёмом гиппокампа — зоны мозга, которая взаимодействует с миндалевидным телом в процессе запоминания эмоционально окрашенной информации (в том числе травматической). Гиппокамп также участвует в переносе воспоминаний в долговременную память. Однако выяснено, что психотерапия, занятия йогой и медитацией помогают увеличить размер гиппокампа (при практике медитации осознанности рост гиппокампа отмечается приблизительно через 2 месяца, при занятиях йогой — приблизительно через 6 месяцев).
В одном исследовании было показано, что риск возникновения посттравматического расстройства повышается, если имеет место повышенное число рецепторов к стероидным гормонам у лейкоцитов.
Ещё в одном исследовании было обнаружено, что низкий уровень кортизола в периоде, предшествующем травме, увеличивает риск возникновения посттравматического расстройства (кортизол необходим для восстановления гомеостаза организма после реакции на стресс).
Предполагается, что некоторые симптомы посттравматических расстройств приблизительно на 40 % обусловлены генетическим фактором:
- воспалительные реакции в ответ на стресс;
- диссоциация;
- диссоциативные конвульсии (припадки, напоминающие эпилепсию);
- паралич, потеря равновесия и слепота психологического происхождения[42].

На данный момент в предрасположенности к посттравматическим расстройствам выявлена возможная роль следующих генов (нижеследующий список не является исчерпывающим, исследования в данной области продолжаются):
| Ген                                | Однонуклеотидный полиморфизм                                                         | Нейробиологическая система                           |
| ---------------------------------- | ------------------------------------------------------------------------------------ | ---------------------------------------------------- |
| RD2 (D2R, D2DR)                    | rs1799732, rs1801028, rs1079597, rs1800498, rs6277, rs1800497                        | Дофамин                                              |
| DRD4 (D4DR)                        | -                                                                                    | Дофамин                                              |
| SLC6A3 (DAT1)                      | -                                                                                    | Дофамин                                              |
| SLC6A4 (HTT, 5HTT, SERT, 5-HTTLPR) | rs4795541, rs25531, rs57098334                                                       | Серотонин                                            |
| HTR2 (5-HT2A)                      | rs6311                                                                               | Серотонин                                            |
| FKBP5                              | rs3800373, rs992105, rs9296158, rs737054, rs1360780, rs1334894, rs9470080, rs4713916 | FK506 binding protein                                |
| BDNF                               | rs6265                                                                               | BDNF                                                 |
| NPY                                | rs16139                                                                              | Нейропептиды (Нейропептид Y)                         |
| GCCR (NR3C1)                       | rs6189, rs6190, rs56149945                                                           | Глюкокортикоиды                                      |
| DBH                                | rs1611115                                                                            | Дофамин                                              |
| CNR1 (CB1,CNR)                     | rs806369, rs1049353, rs806377, rs6454674                                             | Эндоканнабиноиды                                     |
| GABRA2                             | rs279836, rs279836, rs279858, rs279871                                               | GABA                                                 |
| COMT                               | rs4680                                                                               | Катехол-О-метилтрансфераза                           |
| APOE                               | rs429358                                                                             | Аполипопротеин E                                     |
| RGS2                               | rs4606                                                                               | Белок, регулирующий сигнальную активность G-белков 2 |

По данным исследований, психологическая травма у женщины может усилить предрасположенность к развитию посттравматических симптомов у её будущих детей, в том числе на уровне экспрессии генов.

### Психологическая уязвимость
Уязвимость психики индивида и особенности его реакции на травмы зависят от факторов, имевших место в претравматическом периоде, таких как:
- уровень стресса, состояние усталости или нервного истощения, депрессия, тревожность, аддикции;
- предшествующие психологические травмы (особенно детские травмы), даже если в них нет сходства с нынешним травмирующими событиями;
- завышенные требования человека к самому себе, усиливающие его тревожно-депрессивное состояние, например если после травмы он считает, что должен суметь справиться с негативными эмоциями и вернуться к нормальному функционированию, однако он не способен этого сделать;
- трудности в переживании и выражении собственных эмоций: в этом случае человеку труднее справиться с интенсивными эмоциональными посттравматическими симптомами; также ему труднее обратиться за поддержкой или профессиональной помощью[21];
- такие личностные черты, как незрелость, астенический склад характера, гиперсенситивность (повышенная эмоциональная чувствительность), зависимость, склонность к чрезмерному контролю, направленному на подавление нежелательной эмоции, склонность к виктимизации (тенденция оказываться в роли жертвы при аналогичных ситуациях), склонность к фиксации на травматическом опыте;
- проблемы воспитания в семье, вызывающие последующие нарушения адаптации[21];
- в силу научения на основе подражания ребёнок может усвоить и затем воспроизводить в своей жизни реакции на травмы, которые он наблюдал у своих родителей. В частности, он может воспроизводить их неадекватные реакции совладания[45];
- возрастной фактор: преодоление экстремальных ситуаций труднее даётся юным и пожилым людям;
- склонность к экстериоризации стресса, уменьшающая интенсивность посттравматических симптомов;
- локус контроля: «интернал» (тот, кто считает, что только некоторые факторы находятся вне сферы контроля) склонен к поиску информации и разработке планов действий; ощущение контроля над собой и окружением позволяет ему более успешно справляться с травмирующими ситуациями[27];
- травма может оказаться тяжелее для человека, если до травмы он имел оптимистический взгляд на жизнь или доверял людям[21].

## Симптомы
Психиатр Фрэнк Очберг, один из создателей концепции посттравматического стрессового расстройства, предложил добавить к основным диагностическим критериям посттравматического расстройства дополнительные критерии виктимизации, которые более характерны для жертв насилия (при КПТСР насилие чаще является причиной травмы, чем при ПТСР):
- стыд, самоуничижение;
- самоосуждение; жертва принимает на себя ответственность, даже если её невиновность совершенно очевидна;
- покорность, чувство беспомощности, потеря способности доминировать;
- доходящая до навязчивости ненависть в отношении виновника травмы с желанием отомстить ему или унизить его (что в некоторых случаях может проявляться взрывами гнева);
- «парадоксальная благодарность» по отношению к виновнику травмы — от сострадания до романтической любви. Благодарность может ощущаться, например, за то, что агрессор оставил жертву в живых («Стокгольмский синдром»);
- чувство загрязнённости, отвращение к себе, вплоть до ощущения себя дурным, «испорченным»;
- сексуальные проблемы и трудность сближения с партнёром (что более характерно для жертв сексуального насилия);
- чувство безнадёжности, отказ от борьбы, сломленная воля (часто жертва позволяет продолжать проявлять насилие по отношению к ней или эксплуатировать её);
- заметное снижение интереса к своему прошлому или будущему;
- повторная виктимизация;
- снижение социоэкономического статуса;
- повышенный риск снова оказаться жертвой из-за психологических и социальных последствий травмы[46].

К основным симптомам КПТСР также относятся:
- Когнитивные искажения на уровне представлений о себе, других людях и окружающем мире;
- Депрессивное состояние;
- Постоянное присутствие негативных эмоций (тревожности, стыда, гнева);
- Чувство беспомощности, безнадёжности, отчаяния, одиночества;
- Суицидальные мысли;
- Дискомфортные телесные ощущения и склонность к соматизации;
- Дезориентация во времени: потеря способности различать воспоминания прошлого и восприятие настоящего момента;
- Состояние сверхбдительности: повышенная чувствительность к невербальному поведению и выражению лица других людей, которая развилась для избегания опасности агрессии со стороны окружающих;
- Избегание: индивид избегает всего, что может вызвать ассоциации с травмой (воспоминания, эмоции, телесные ощущения). Это избегание часто поддерживается аддикциями и такими защитными механизмами психики, как отрицание, вытеснение и диссоциация;
- Межличностные проблемы, особенно если травма имело место в детском возрасте. В этом случае индивид сохраняет дисфункциональные паттерны поведения, возникшие в детстве;
- Проблемы со здоровьем;
- Если травмирующая ситуация имела место в детском возрасте, могут наблюдаться проблемы на уровне развития мозга[12].

Часто также имеют место следующие проблемы:
- Эмоциональная нестабильность;
- Трудности с принятием решений;
- Перфекционизм, вызванный желанием всегда сохранять контроль над ситуацией[47] или подсознательной верой индивида в то, что если он станет безупречным и совершенным, то к нему перестанут плохо относиться[48];
- Негативные изменения характера с проявлением таких черт, как цинизм, эгоизм, нетерпимость, появление предрассудков, утрата сострадательности;
- У верующих — потеря веры или участие в деструктивных религиозных течениях;
- Участие в коллективном насилии;
- Неспособность чувствовать себя счастливым;
- Речевые расстройства;
- Проблемы со здоровьем, такие как, например, повышенное артериальное давление;
- Симптомы существующих заболеваний могут стать более тяжёлыми;
- Физическая слабость и быстрая утомляемость;
- Потеря сексуального влечения[47];
- Раздражительность;
- Аутоагрессия (например, нанесение себе порезов или вырывание волос);
- Расстройства пищевого поведения (анорексия, булимия, эпизоды поглощения чрезмерного количества пищи (binge eating) или употребление пищи для самоуспокоения);
- Социальная тревожность;
- Патологическая подозрительность;
- Агорафобия;
- Проблемы с концентрацией внимания;
- Импульсивность;
- Чрезмерная склонность к риску;
- Беспорядочные сексуальные связи;
- Вспышки гнева;
- Аддикции;
- Профессиональные проблемы[12];
- Токсичное чувство вины;
- Пренебрежение своих интересов и потребностей;
- Трудности в отношениях[49];
- Эмоциональные регрессии;
- Наличие «внутреннего тирана» или очень агрессивного «внутреннего критика»;
- Отвержение себя, своих интересов и потребностей;
- Интенсивное чувство одиночества и ненужности;
- Хрупкое чувство собственного достоинства;
- Резкие колебания настроения (например, псевдоциклотимия);
- Диссоциация через отвлекающую активность или мыслительный процесс;
- Сверхактивированная реакция «бей или беги» в случае острого стресса;
- Повышенная чувствительность к стрессовым ситуациям[49];
- на физическом уровне может наблюдаться поверхностное и неполное дыхание, постоянный выброс адреналина, мышечные зажимы (хроническое мышечное напряжение);
- Неспособность к полному присутствию, расслаблению и заземлению в своём теле.
- Проблемы со сном из-за чрезмерной активации нервной системы[50];
- У детей имеют место расстройства привязанности и остановки в развитии[49], неспособность к комфортному восприятию физического прикосновения, в случае вербального и эмоционального насилия ослабляются или остаются неразвитыми способности к зрительному и речевому контакту.[50];.

При КПТСР, особенно возникшем в детском возрасте, пациенты могут лишиться или не иметь возможности развить такие способности, как:
- Принятие себя;
- Отчётливая самоидентификация;
- Сострадание к себе;
- Самозащита;
- Способность испытывать чувство комфорта от отношений;
- Умение расслабляться;
- Способность к полному самовыражению;
- Сила воли, инициатива, упорство, мотивация;
- Способность здоровым образом выразить свой гнев;
- Способность сохранять внутреннее спокойствие и уверенность в себе;
- Способность заботиться о себе;
- Способность верить в то, что жизнь — это дар[51];
- Способность видеть позитивные возможности, которые предлагает жизнь[52].

### Изменения в возбуждении и реактивности нервной системы
При посттравматических расстройствах имеет место состояние хронического перевозбуждения вегетативной нервной системы. Это вызывает такие симптомы, как проблемы со сном, раздражительность (вплоть до вспышек гнева), сверхбдительность в отношении потенциальной угрозы (в крайних случаях напоминающая паранойю). Из-за повышенной реактивности нервной системы пациент может непроизвольно вздрагивать и даже подпрыгивать, услышав неожиданный шум.

### Психопатологические репереживания (флешбэки)
Психопатологическое репереживание, также называемое «флешбэк-эффект», — это внезапно (часто без видимых причин) всплывающее из памяти воспоминание о травматических событиях, причём пациент испытывает ощущение, что событие происходит с ним в данный момент. При флешбэках, связанных с травмами, пережитыми в детстве, взрослому человеку может казаться, что его тело стало маленьким и слабым, как у ребёнка
Этот симптом является очень характерным (почти у всех лиц, страдающих посттравматическими расстройствами, наблюдаются флешбэки) и притом одним из самых тяжёлых и пугающих в клинической картине посттравматических расстройств. Часто пациент стесняется говорить о флешбэках: ему стыдно, что воспоминания вызывают у него такой сильный страх.
Флешбэки могут проявляться в форме зрительных образов, звуков, запахов, тактильных и вкусовых ощущений, имевших место в момент травмы. Иногда у пациента присутствует лишь один тип флешбэка, но часто они возникают одновременно, создавая полную, очень реалистичную и пугающую картину травматического события. Обычно флешбэки активируются внешними стимулами (зрительными, звуковыми, тактильными, вкусовыми и т. д.), напоминающим событие (триггерами). Напоминание о травматических событиях вызывает тяжёлые негативные эмоции у пережившего травму индивида. В частности, запахи являются очень мощным триггером для появления флешбэков.
При возникновении флешбэка могут наблюдаться следующие внешние признаки, которые не возникают при обычных воспоминаниях:
- ригидность мышц рук или ног;
- сжимание кулаков;
- признаки нервного возбуждения (изменение ритма дыхания, усиленное потоотделение, покраснение лица);
- изменение выражения лица;
- отрешённый, пустой взгляд;
- потеря ориентации в пространстве;
- странное и необычное для данного человека поведение;
- внезапное и необъяснимое в контексте ситуации проявление агрессивности, страха или желания уйти;
- спутанная речь, мутизм или внезапное изменение в манере говорить;
- состояние, напоминающее транс (например, ритмичное раскачивание тела)[58].

### Эмоциональные регрессии
Характерным симптомом КПТСР, особенно возникшего в детстве, являются так называемые «эмоциональные регрессии». Они похожи на флешбэки, но не имеют характерного для флешбэков визуального сопровождения, однако на визуальном уровне индивид может видеть лицо агрессора. Эмоциональная регрессия выражается во внезапном и часто продолжительном погружении в эмоциональное состояние переживания насилия или ощущения покинутости, которые человек испытывал в прошлом. По интенсивности эмоциональные регрессии варьируют от слабых до невыносимых, их длительности варьируется от нескольких секунд до многих недель. Эмоциональная регрессия может сопровождаться сильным страхом, стыдом, чувством униженности, потерей самоуважения, чувством отчуждённости, яростью, чувством безнадёжности, депрессивным настроением. Часто возникает стрессовая реакция «бей или беги», сопровождающаяся активацией симпатической нервной системы. Также может наблюдаться состояние оцепенения, желание спрятаться или исчезнуть. Могут возникнуть суицидальные мысли. Эмоциональные реакции становятся несоразмерны тому, что их вызвало. Может появиться дихотомическое («чёрно-белое») мышление, интенсивная критика окружающих, в них видятся лишь отрицательные черты, пропадает доверие к даже близким, надёжным людям В отношении других людей дихотомическое мышление проявляется в убеждении, что поскольку люди всегда несовершенны, то они не могут быть гарантированно безопасными. Индивид испытывает желание контролировать других людей, чтобы избежать отвержения, но одновременно с этим сам отвергает возможность близости, чтобы другой человек не смог обнаружить его уязвимость. Возрастает использование неадаптативных техник самоуспокоения (переедание, отвлекающая активность, употребление психоактивных веществ). Если КПТСР возникло в детстве, то в состоянии эмоциональной регрессии человек может почувствовать себя маленьким, хрупким, бессильным и беспомощным.

### Триггер
Для посттравматических расстройств характерно существование называемых триггеров. Триггеры могут провоцировать появление флешбэков, а также прочих посттравматических симптомов, например, навязчивых мыслей и ночных кошмаров. Чаще всего триггер связан с пережитыми в прошлом травматическими ситуациями. Иногда триггер имеет лишь отдалённую связь с травмирующим событием. В случае прогрессирования расстройства посттравматические симптомы могут быть активированы даже нейтральным стимулом.
Ниже перечислены наиболее распространённые триггеры:
- определённый контекст ситуации;
- движение — например, кто-то бежит в направлении индивида;
- фильмы;
- звуки, особенно неожиданные;
- запахи;
- чтение или обсуждение чего-либо, напоминающего травму;
- прикосновения или определённые тактильные ощущения;
- ситуации — например, пересечение открытых пространств, ощущение своей уязвимости или отсутствие контроля[65][уточнить ссылку 1342 дня];
- просмотр новостей[66];
- определённое время суток[67];
- определённое время года или определённые даты[68];
- объекты[69];
- детали обстановки[70];
- определённые места[67] — место, где произошло событие, либо все похожие на него места[69];
- люди[69], которые присутствовали в момент травмы, или те, кто похож на них в каком-либо отношении[67];
- конфликтные ситуации[67];
- запахи[69] или вкусовые ощущения[70] (например, вкус еды, которую человек ел во время или незадолго до травмирующего события);
- физическая боль[70].

Для КПТСР, особенно возникшего в детстве, характерны триггеры, напоминающие проблемы или травмирующие отношения, имевшие место в прошлом, например:
- использование собеседником угрожающей, стыдящей, недоброжелательной или презрительной интонации, тона голоса, оборота речи или взгляда. В частности, взгляд может быть очень мощным триггером;
- страх ошибиться;
- чувство одиночества;
- голод, усталость, плохое самочувствие;
- необходимость общаться с людьми, наделёнными властью;
- необходимость высказывать своё мнение или защищать свои права[71];
- необходимость сказать «нет»[72].
- обнаружение перед другими людьми своей уязвимости (что приводит к боязни близких отношений, в которых трудно скрыть свою уязвимость)[73];
- социально неструктурированные ситуации общения, когда нет общих целей и ясных задач, и где от индивида ожидается спонтанное поведение и выражение эмоций[74];
- возникновение сильных эмоций (если в прошлом сильные эмоции доставляли страдания, или было опасно проявить эмоции)[75].

### Эмоциональная дисрегуляция
При КПТСР эмоциональное состояние индивида характеризуется преобладанием дисфории и суицидальными мыслями. Также имеются трудности в регуляции гнева. Для того чтобы справиться с негативными эмоциями, индивид может использовать, например, самоповреждение, психоактивные вещества, компульсивное переедание, компульсивную сексуальную активность. Трудности в совладании с гневом приводят к тому, что пациенты с интерперсональной детской травмой часто прекращают психотерапевтическое лечение. При этом могут наблюдаться не только обычные для посттравматического расстройства проявления дисрегуляции (гипервозбуждение, гнев, паника либо, наоборот, гиповозбуждение в виде изоляции, оцепенения или амнезии). В случае КПТСР часто наблюдаются менее явные проявления нарушений регуляции эмоций: хроническое беспокойство, раздражительность, устойчивая ненависть к себе и другим людям, неспособность восстановить эмоциональное равновесие после невысоких негативных воздействий со стороны внутренней либо внешней среды.

### Нарушение самовосприятия
Для КПТСР характерны негативные представления о себе. Индивид чувствует себя беспомощными, неэффективным, никому не нужным, плохим. Если КПТСР возникло в детстве, то такой взгляд на себя связан с тем, что для детей характерно следующее представление: «Если что-то идёт не так, то я сам являюсь причиной этого; со мной плохо обращались, потому что я плохой».

### Нарушения в отношениях
Пролонгированная травматизация в межличностной сфере приводит к потере доверия другим людям. Человеку сложно обращаться за поддержкой. В партнёрских отношениях ему трудно вовремя распознать сигналы опасности или плохого отношения к себе. В ситуации, где нетравмированные люди могут защитить свои права или выйти из отношений, человеку с КПТСР трудно
прекратить плохое обращение с собой (в том числе из-за отсутствия социальной поддержки), что приводит к ревиктимизации.

### Диссоциация
Диссоциативные симптомы встречаются и при классическом ПТСР, но наибольшей выраженности диссоциация достигает при КПТСР. У лиц с КПТСР затруднена консолидация травматической информации в биографический нарратив, что имеет негативное влияние на конструирование образа Я и образа мира. Травматический опыт изолируется на уровне сознания и не может быть не включён в повседневную жизнь. Изолированные элементы обычно имеют сенсорный или перцептивный характер и не могут быть выведены на вербальный уровень. Индивиды с КПТСР могут переживать «выпадения» из реального опыта, у них есть проблемы с запоминанием, им зачастую сложно удерживать опыт, полученный на терапевтических сеансах. Часто имеет место амнезия на конкретные события либо на целые периоды жизни.
Под термином «диссоциация» понимается защитный механизм (или его результат), посредством которого согласованный набор действий, мыслей, отношений или эмоций отделяется от целостной психики личности и функционирует независимо. При этом два или более психических процесса могут сосуществовать независимо друг от друга. Одним из результатов действия этого защитного механизма является то, что если пациент входит в состояние диссоциации, у него снижается болевая чувствительность. У большинства пациентов с обычным ПТСР не наблюдается значительных диссоциативных симптомов. По данным исследований, их наличие коррелирует с травматичным детским опытом. Также отмечено, что присутствие симптомов диссоциации приводит к более высокому риску суицида при посттравматических расстройствах.
Диссоциативные симптомы ПТСР разделяются на три группы:
- Первичная диссоциация: если некоторые аспекты травматичного события невыносимы для психики индивида, он может вытеснять их из сознания. В таком случае воспоминание о событиях оказывается фрагментированным и отдельные детали могут быть забыты. Этот симптом очень типичен для посттравматического расстройства[82]. При этом сенсорные и эмоциональные элементы события не могут быть интегрированы в рамках единой личностной системы памяти, часто они остаются изолированными от сознания, и репереживание травматических ситуаций становится разделённым на изолированные соматосенсорные элементы[80].
- Вторичная диссоциация: пережив травму, индивид начинает отрешённо воспринимать события своей жизни, как если бы он был сторонним наблюдателем того, что с ним происходит[83]. Вторичная диссоциация оказывает анестезирующее действие, она позволяет дистанцироваться от страха, снизить уровень боли и негативных эмоций и не дать себе осознать все последствия травмы[80].
- Третичная диссоциация: в случае повторяющихся психологических травм возникает психологическая защита в форме создания психических субличностей (эго-состояний), каждая из которых хранит часть информации о травмирующем опыте. В этом случае в разных жизненных ситуациях в поведении человека может проявляться та или иная субличность[83]. Некоторые из этих эго-состояний могут изолироваться от психики и переживать внутри себя боль, страх или гнев, связанные с пережитой травматической ситуацией и её последствиями. Параллельно с этим другие эго-состояния остаются как бы в неведении относительно травмы и позволяют индивиду успешно выполнять свои повседневные обязанности. Крайним выражением третичной диссоциации является расстройство множественной личности[84].

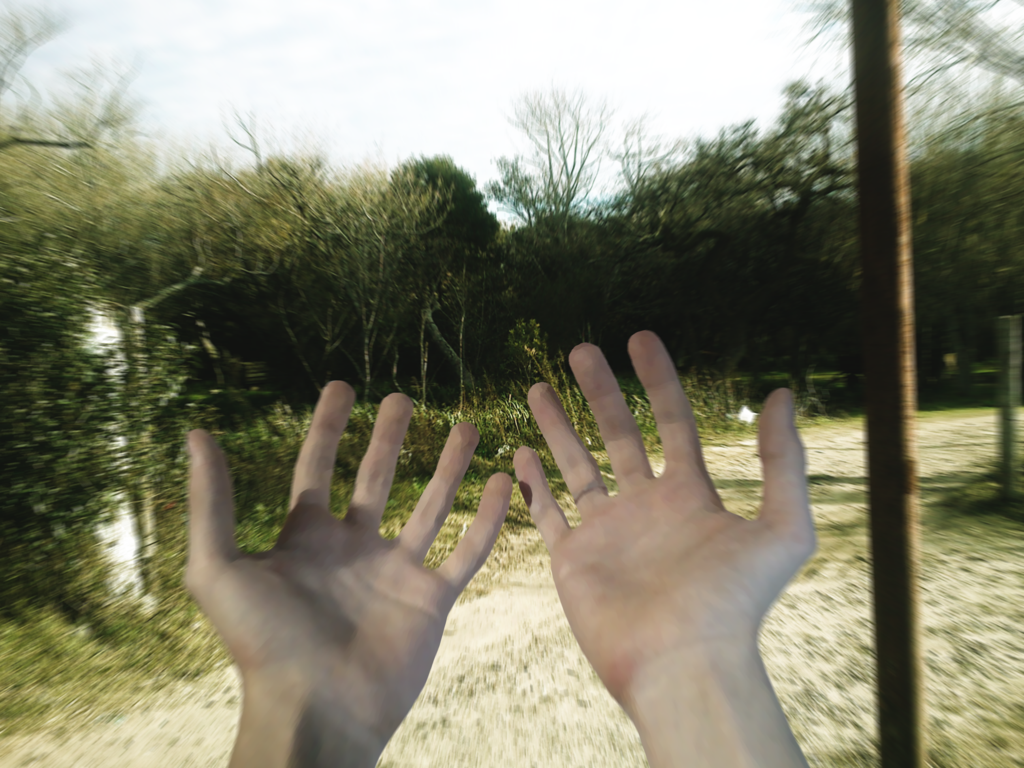
При диссоциации в форме деперсонализации индивид испытывает чувство отстранённости по отношению к собственному телу

Существует несколько типов диссоциативных симптомов:
1. Диссоциативная амнезия: невозможность вспомнить какую-либо информацию при отсутствии расстройств памяти.
2. Диссоциативная фуга (от лат. fuga — «бегство») — в некоторых случаях индивид может покинуть своё место жительства, забыть свою прошлую жизнь и считать себя другим человеком.

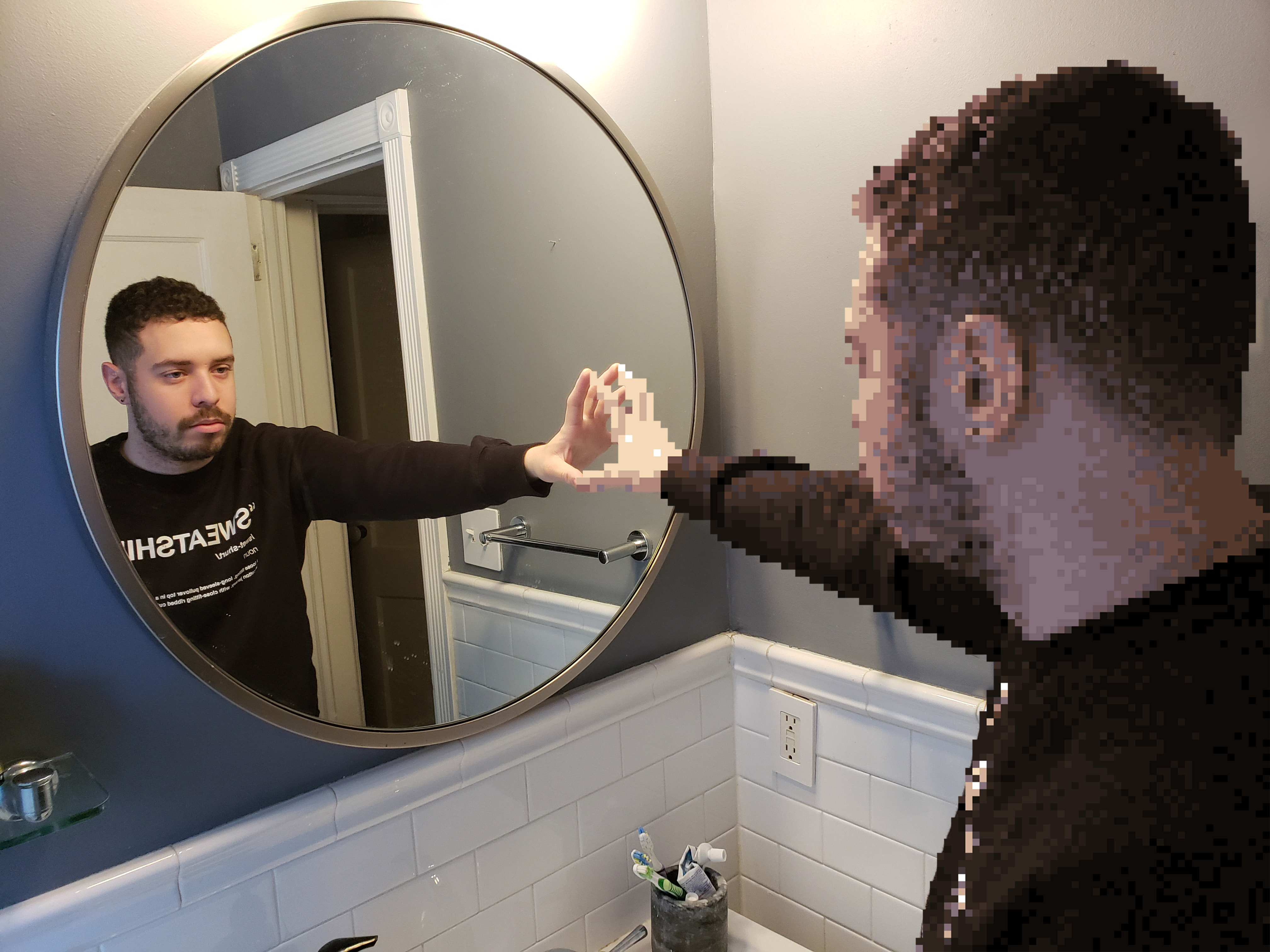
При диссоциации в форме деперсонализации индивид может не ощущать идентичности с собственным отражением в зеркале, это может иметь место в тяжёлых случаях посттравматического расстройства

3. Дереализация — индивид ощущает то, что происходит с ним, как нечто странное, сверхъестественное или даже нереальное. Длительность этого состояния может варьироваться. Оно возникает обычно в состоянии интенсивного стресса и может вызвать сильный страх. При дереализации индивид воспринимает реальность отстранённо, она не вызывает у него никаких эмоций. Однако опыт потери ощущения реальности может быть настолько пугающим, что он усиливает тревожное состояние индивида. Обычно пациенты описывают ощущения дереализации в следующих выражениях:
- чувствует себя сторонним наблюдателем происходящего;
- испытывает ощущение пелены перед глазами;
- «выходит из своего тела», как если бы индивид парил в воздухе и видел самого себя со стороны;
- находится в состоянии, напоминающем алкогольное опьянение;
- чувствует себя так, как если бы всё происходило во сне;
- также окружающий мир может восприниматься странным, деформированным или замершим, «безжизненным»;
- звуки окружающего мира кажутся приглушёнными, далёкими.

4. Деперсонализация — этот симптом похож на дереализацию, но относится не ко внешнему, а ко внутреннему миру индивида. Выражается он в потере чувства собственной идентичности. Человек помнит о событиях, которые с ним происходили, но у него нет внутреннего ощущения, что он принимал участие в происходящем. Иногда ему кажется, что он не существует в реальности или является персонажем фильма. У индивида может также появляться ощущение, что он не контролирует своё поведение и свои высказывания. У него может снижаться телесная чувствительность и эмоциональный отклик по отношению к внешним стимулам. Как и дереализация, этот опыт может быть пугающим и, в свою очередь, усиливать отстранённость человека от самого себя. В экспериментальном исследовании при чтении вслух описания травмирующего события у пациентов с симптомом деперсонализации сердечный ритм не ускорялся (как это обычно бывает при тревожности), а замедлялся. Испытуемые объясняли, что они в этот момент «отключались» от своего тела, чтобы не чувствовать страха, и им казалось, что все происходит во сне или что они находились вне своего тела. Однако объективное исследование показывает относительную сохранность эмоциональной активности, мыслительного процесса и способности к восприятию на уровне органов чувств.

#### Левополушарная диссоциация
В этом случае левое полушарие (отвечающее за логику) становится гораздо более активным, чем правое полушарие (отвечающее за эмоции), что защищает индивида от переживания негативных эмоций. При этом левополушарная активность может принять форму навязчивости (предупредить возникновение неприятных эмоций) или одержимости деятельностью (чтобы отвлечься от уже возникших эмоций). Инивид либо старается постоянно заниматься какой-то деятельностью, либо беспокоится и планирует деятельность. Мышцы постоянно напряжены, расслабление затруднено. Часто наблюдается перфекционизм. Индивид стремится все проанализировать, понять, предвидеть возможные последствия — однако хроническая тревожность искажает мыслительный процесс. Появляются руминации (навязчивые размышления) по поводу малозначительных проблем, тривиализация (откладывание решения важных проблем с помощью концентрации внимания на незначительном), интеллектуализация своих переживаний. Поскольку постоянная активность является защитным механизмом, то деятельность может становиться хаотичной. Также индивид может защищаться от негативных эмоций поглощённостью рутинными задачами, не имеющими полезной цели; он неспособен определить свои приоритеты. Может развиться трудоголизм. Для того, чтобы быть способным постоянно оставаться активным, индивид может использовать стимулирующие психоактивные вещества. Иногда индивид развивает зависимость от собственного адреналина и может иметь склонность к риску, чтобы получить выброс адреналина .

#### Правополушарная диссоциация
В этом случае правое (эмоциональное) полушарие становится гораздо более активным, чем левое (логическое). Диссоциация этого типа делает человека апатичным, пассивным, отстранённым, пребывающим в мире своего воображения, что защищает его возможной ретравматизации при социальном взаимодействии. Этот тип диссоциации появляется, если жертва насилия не имела возможности успешно использовать реакции борьбы, бегства или уступки. Правополушарная диссоциация представляет собой выученную защитную реакцию типа замирания, также называемую «реакция камуфляжа». Для диссоциации этого типа характерны: социальная изоляция, заторможенность, уход в себя, длительный сон, мечтания, просмотр телевизора, бесцельное зависание в Интернете, увлечение видеоиграми. Часто имеет место синдром дефицита внимания (СДВ). Если для людей с левополушарной диссоциацией характерен перфекционизм, то человек с правополушарной диссоциацией более склонен проявлять требовательное и критическое отношение к другим людям, чем к самому себе. Внимательное отношение к недостаткам других людей связано со стремлением обеспечить свою безопасность. В тяжёлых случаях может наблюдаться потеря контакта с реальностью. При этом индивид часто не страдает от своего состояния и не пытается преодолеть свои симптомы с помощью психотерапии. Возможно, что это связано с выработкой мозгом эндорфинов (по механизму действия сходных с опиоидами), уменьшающих дискомфорт от воздействия неприятных эмоций. Если же стресс достигает такой интенсивности, что эндорфины уже не защищают от эмоциональной боли, то может возникнуть тяжёлая депрессия, часто с появлением аддикций к психоактивным веществам (например, алкоголю, марихуане). Может иметь место к зависимости от антидепрессантов и анксиолитиков. Пациенты этого типа имеют трудность в установлении контакта с терапевтом; им может быть полезна зоотерапия и чтение психологической литературы.

#### Структурная диссоциация
Этот тип диссоциации более характерен для КПТСР, чем для прочих форм посттравматических расстройств. Он выражается в расщеплении психики на отдельные фрагменты. Обычно (кроме самых тяжёлых случаев) психика сохраняет относительную целостность, но расщепляется на следующие субличности:
1. Так называемая «внешне нормальная часть» («apparently normal part»), которая стремится выглядеть «нормальной» в глазах окружающих и функционировать так, как если бы травма не имела места. Она также оберегает психику индивида от мучительных переживаний по поводу травмы. Она использует механизм вытеснения и диссоциированна от контакта с посттравматическими эмоциями и ощущениями. Она также диссоциирует себя от значительной части воспоминаний о травмах. «Внешне нормальная часть» почти постоянно активна и занимает центральное место в сознании, вытесняя также пугающие мысли. По этой причине если какой-либо внешний стимул активирует посттравматические симптомы, индивид может не осознавать, какой именно стимул в данной ситуации оказал столь негативное воздействие на его психику и почему это произошло. Он даже может не осознавать или «забывать» свою эмоциональную или поведенческую реакцию на стимул. «Внешне нормальная часть» ответственна за такие симптомы КПТСР, как сверхбдительность, избегание, амнезия, деперсонализация, оцепенение, потеря чувствительности (например, к боли) и диссоциация от собственного тела.
2. Так называемые «эмоциональные части» («emotional parts»), которые сохраняют травматические воспоминания и репереживают травму. Они отвечают за неприятные эмоции и ощущения, соматизацию (выражение вытесненного содержания в форме физических симптомов), кошмары, флэшбэки, чувство тревожности даже в безопасных ситуациях и часто возникающее чувство, что травма вновь происходит «здесь и сейчас». Эти субличности могут иметь разное восприятие травмитичного события или разные установки и цели. Например, одна субличность воплощает желание наказать агрессора, другая — страх проявить гнев, а третья — стыд и принятие вины на себя. Также некоторые субличности стремятся выразить свои негативные эмоции, а «внешне нормальная часть» запрещает их выражение и даже иногда не позволяет этим переживаниям подняться до уровня сознания.
На сознательном уровне индивид не осознаёт существование этих частей. Кроме того, части могут не знать о существовании друг друга, и каждая часть может хранить фрагмент травматических воспоминаний, о котором «не знают» другие части. В различных контекстах на уровне поведения может активироваться та или иная «эмоциональная часть»; по этой причине индивид может вести себя как если бы он превращался в другого человека. Обычно он сохраняет воспоминания об этом, но может не понимать причин своего поведения, поэтому он стыдиться за себя и всё больше не доверяет сам себе.
Поскольку эмоциональные части ведут себя «неправильно» с точки зрения «внешне нормальной части», а также являются источником мучительных эмоций и неадекватного поведения, то «внешне нормальная часть» находится в конфликте с ними. С течением времени конфликт становится более острым, поскольку всякий раз, когда «эмоциональная часть» становится активной, это вызывает мучительные ощущения и создаёт проблемы в отношениях с внешним миром. Это усиливает механизмы вытеснения нежелательных воспоминаний и эмоций. Также усиливается диссоциации с эмоциональной частью, которая оказалась источником проблемы. В некоторых случаях конфликт между частями достигает такого накала, что «внешне нормальная часть» начинает пытаться уничтожить создающую проблемы «эмоциональную часть». Поскольку «внешне нормальная часть» диссоциированна от «эмоциональных частей» и от собственного тела, она не осознаёт, что она может уничтожить «эмоциональную часть» лишь путём уничтожения той части тела, где сохраняются мучительные ощущения (или всего тела, как источника страдания). В этом случае возникает аутоагрессия, саморазрушительное или опасное поведение, или попытки суицида.
При тяжёлых формах КПТСР может возникнуть диссоциативное расстройство идентичности («раздвоение личности»), которое характеризуется существованием двух или более «внешне нормальных частей», причём они игнорируют существование друг друга. Это возникает потому, что иногда в травматичном периоде индивид должен был приспосабливаться к различным ситуациям, но ни одна модель адаптации не могла защитить его во всех возможных ситуациях. В результате каждая «внешне нормальная часть» выработала свои собственные защитные механизмы и модели адаптативного поведения (часто взаимоисключающие). По этой причине индивид может в разных ситуациях вести себя как совсем другой человек, причём впоследствии он не помнит об этом.

#### Чувство отчуждения
При КПТСР у индивида из-за травматической диссоциации может возникнуть постоянное чувство отчуждения (Alienation) по отношению к окружающему миру, у него пропадает ощущение к своей принадлежности к человеческому сообществу. Внешний мир может восприниматься как нечто недоступное для индивида. Также может возникнуть отчуждение по отношению к собственному телу: тело больше не воспринимается как живая часть себя, оно превращается в объект. Этот объект может ощущаться не как источник приятных ощущений и возможностей для активного существования, а как источник страданий, как нечто, мешающее чувствовать себя хорошо. Индивид теряет доверие к своему телу. Это связано с тем, что при КПТСР часто происходят нарушения на уровне схемы тела в мозгу и связей между сенсорными и моторными зонами мозга. Тело становится пассивным, плохо управляемым, что предрасполагает индивида к получению новых травм. В самых тяжёлых случаях у индивида возникает ощущение, что его телом управляет некая внешняя сила, которой его воля не может сопротивляться.

### Избегание
Этот симптом является распространённой посттравматической реакцией. Индивид старается избежать всего, что может вызвать у него интенсивные негативные эмоции (например, страх, печаль или стыд). Избегание может относиться:
- к внешним стимулам — например, избегание посещения определённых мест или встреч с определёнными людьми. Избегание внешних стимулов может привести к проблемам в социальном функционировании индивида или обеднить его повседневную жизнь;
- к внутренним стимулам — страх появления у себя определённых воспоминаний, мыслей и чувств. Иногда для такого избегания индивид может использовать психоактивные вещества. Избегание негативных эмоций приводит к потере способности полноценно воспринимать окружающую реальность, нарушает эмоциональный контакт с людьми, а также приводит к неспособности испытывать положительные эмоции. Иногда избегание своих ощущений, мыслей и эмоций приводит к самоотстранению и, как следствие, к возникновению диссоциативных симптомов. К тому же эмоции необходимы для нормального функционирования психики, и их полное вытеснение невозможно. Чем больше индивид стремится подавить свои эмоциональные реакции, тем более высоким становится риск их интенсивного неконтролируемого проявления в стрессовых ситуациях.

Всё это приводит к тому, что, хотя избегание позволяет в краткосрочной перспективе снизить внутренний дискомфорт, в долгосрочной перспективе оно усиливает проблемы, связанные с посттравматическим расстройством. К тому же следствием избегания является то, что индивид становится все более чувствительным к стрессорам и в результате ему приходится избегать всё большего количества триггеров. В итоге избегание может стать основной активностью индивида. Кроме того, для выработки стратегий избегания индивид вынужден постоянно обдумывать аспекты пережитой травмы.

### Раздражительность и гнев
Эти эмоции довольно характерны для посттравматических расстройств. Иногда индивид стыдится своего гнева как эмоции, недопустимой с точки зрения его моральных ценностей. Подавление гнева особенно часто имеет место в случаях, когда посттравматический гнев очень силён: индивиду кажется, что, если он даст свободу эмоциям, его гнев проявится в пугающей и деструктивной форме или что окружающие осудят или отвергнут его. Сдерживание гнева может привести к различного рода болевым симптомам и психосоматическим заболеваниям. Кроме того, индивид начинает избегать всего, что может реактивировать в нём эмоцию гнева, и это утяжеляет вышеописанные симптомы избегания.
Напротив, некоторые пациенты воспринимают гнев как эмоциональную реакцию, более приемлемую, чем страх, стыд, слёзы или признание собственной слабости и беспомощности. В таком случае они склонны становиться агрессивными в ситуациях, активирующих любую другую негативную эмоцию.

### Стыд и чувство вины
Посттравматический стыд имеет мало общего с нормальным стыдом — эмоцией, помогающей человеку придерживаться моральных норм и принятых в обществе правил. Посттравматический стыд не имеет никакой полезной социальной функции. Этот стыд не позволяет индивиду ощутить сострадание по отношению к самому себе и иногда даже создаёт у него ощущение, что он больше не является полноправным членом человеческого сообщества. Иногда стыд может быть формой психологической защиты против чувства беспомощности: обвиняя себя, а не реального виновника случившегося, индивид поддерживает иллюзию того, что он имел потенциальную возможность контролировать события. Убеждение индивида, что он сам виноват в несчастьях, которые с ним произошли, также помогает ему сохранить веру в то, что мир справедлив и что все, происходящее в мире, разумно. Кроме того, это позволяет ему не испытывать агрессивных чувств против реального виновника.
Интенсивный посттравматический стыд чаще возникает в случае повторяющихся психологических травм, особенно в детском возрасте:
- жертва может ощущать себя виноватой в том, что с ней случилось;
- иногда жертва насилия ощущает себя «загрязнённой» тем, что с ней произошло;
- в социальном окружении жертвы могут существовать предрассудки, ведущие к осуждению или стигматизации жертвы (например, жертвы сексуального насилия);
- чувство стыда и вины может быть вызвано неспособностью человека справиться с психологическими последствиями травмы в практической жизни, а также с посттравматическими эмоциями (тревожность, гнев и т. д.);
- стыд может быть связан с убеждением человека, что в момент травматических событий он вёл себя не так, как следовало бы (например, под влиянием страха);
- в некоторых случаях возможна интернализация презрительных высказываний агрессора в адрес жертвы в момент травмы. В этом случае в дальнейшем интонация голоса и слова агрессора могут стать частью внутреннего диалога жертвы и иногда даже травматическим флешбэком, который проигрывается в сознании при воспоминании о травме или в ситуациях, которые чем-то напоминают травму.

Стыд относится к угрозе социального типа, он связан с со страхом отвержения своей группой принадлежности. Страх этого типа может быть очень сильным, он является инстинктивным и возник в процессе эволюции — ещё в недавнем прошлом отвержение группой означало гибель для человека, а потеря статуса или симпатии членов группы уменьшала возможность получить помощь от группы. Чувство стыда вызывает ощущение постоянного страха и неспособности почувствовать себя в безопасности даже после завершения травматического эпизода. Человек также ощущает себя неспособным справиться с подобной ситуацией или её последствиями, если ситуация этого типа вновь возникнет в будущем. Всё это поддерживает и усиливает прочие посттравматические симптомы. В результате стыд становится причиной разнообразных типов защитного поведения.
Существуют 2 формы стыда:
- внутренний стыд, связанный с чувством вины или низкой самооценкой;
- стыд индивида по поводу того, что другие люди думают о нём или что они могут подумать о нём, если узнают какие-либо негативные факты о его поведении.

При посттравматическом состоянии у человека могут длительное время сосуществовать обе вышеуказанные формы стыда.
В случае внутреннего стыда возможны следующие реакции:
- аддикция;
- аутоагрессия (причинение себе вреда или нанесение себе физических повреждений) с целью самонаказания;
- стыд за себя не позволяет человеку ощутить позитивные эмоции или сочувствие по отношению к самому себе. Также индивид считает, что он не заслуживает хорошего отношения со стороны других и не имеет права хорошо относиться к самому себе, поэтому он не позволяет себе обращаться за помощью или самому делать то, что могло бы улучшить его состояние.

В случае стыда по поводу мнений других людей преобладает страх услышать критические замечания в свой адрес. Возможны также опасения, что в случае близкого общения окружающие догадаются о том, что случилось с человеком, или о его неспособности справиться с посттравматическими симптомами. По этой причине часто возникает:
- агрессивное поведение — с целью держать окружающих на дальней дистанции и не позволить им высказывать критические замечания;
- не-ассертивное поведение, применяемое для того, чтобы избежать критики или отвержения другими людьми. В частности, человек соглашается со всем, что ему говорят, и делает то, что от него требуют, даже если он не считает эти требования справедливыми;
- избегание контактов с людьми, социальная изоляция. Избегание может также относиться к людям, которые своим присутствием напоминают о событии, вызвавшем стыд. Кроме того, индивид может избегать людей, способных задать ему вопросы, на которые ему было бы стыдно ответить.

Все эти типы защитного поведения, являясь неадаптивными, вызывают ещё больший стыд за себя, что в свою очередь усиливает склонность к защитному поведению.

### Эмоциональное оскудение
При посттравматических расстройствах может проявляться снижение способности испытывать положительные эмоции и такие чувства, как любовь. Таких людей описывают как холодных, бесчувственных, не заботливых. Это может привести к распаду брака и к неустроенности в личной жизни.

### Соматизация
На уровне физического здоровья при КПТСР могут наблюдаться нарушения работы пищеварительной системы, симптомы хронической боли, проблемы с дыханием и сердечно-сосудистой системой, конверсионные симптомы и сексуальные дисфункции. Могут иметь место головные боли и чувство слабости в различных частях тела, хронические болевые ощущения в области сердца, в спине, головокружения, чувство тяжести в конечностях онемение в различных частях тела, ощущение «кома в горле».

### Изменения в смысловой сфере
На этом уровне может утратиться предшествующих травматизации представлений о мире, с появлением чувства хронической безнадёжности и отчаяния.

### Суицидальные тенденции
Суицидальные мысли часто имеют место при КПТСР, особенно во время интенсивных или длительных эмоциональных регрессий. Суицидальность может проявляться желанием умереть, вплоть до фантазий о способах ухода из жизни или навязчивым желанием убить себя; при этом человек не обязательно собирается реализовать это желание.

### Неадаптивные стратегии совладания
Человек, страдающий посттравматическим расстройством, может использовать различные сознательные и подсознательные стратегии совладания (копинговые стратегии) для уменьшения интенсивности посттравматических симптомов. Из всех этих стратегий лишь поведение, направленное на решение проблемы, является адаптативным. Все остальные ниже перечисленные стратегии только ухудшают ситуацию больного и приводят к появлению новых симптомов:
- Регрессия — возврат к детским формам поведения с перекладыванием ответственности на других людей. Некоторые разновидности алкоголизма и наркозависимостей относятся к этому типу реакции на трудности.
- Пассивность, основанная на убеждении, что любые попытки решить проблему бесполезны. Этот тип реакции характерен для людей депрессивного или тревожно-мнительного типа.
- Аффективные реакции — чаще всего это вспышки гнева, иногда с проявлениями агрессии[101].
- Попытки контролировать посттравматические симптомы. В основе этой стратегии лежит убеждение пациента, что, если он допустит в сознание мысли и эмоции по поводу травмы, он может, например, сойти с ума, стать агрессивным или заболеть физически. В качестве примера такой стратегии можно привести отрицание проблемы или избегание с попытками не думать обо всём, что связано с травмой. Но результат оказывается парадоксальным: нежелательные воспоминания о событии начинают возникать гораздо чаще. Иногда пациент старается отвлечься от мыслей о травме, постоянно занимаясь чём-либо. Однако такие стратегии не позволяют пациенту детально восстановить и осмыслить травматическое событие, а затем связать его с остальными автобиографическими воспоминаниями. Они также мешают пациенту осознать ошибочность своих страхов (например, уверенности: «Если я буду думать о случившемся, то я сойду с ума»). К тому же попытки держать под контролем свои эмоции приводят к состоянию эмоционального онемения: пациент теряет способность испытывать положительные эмоции.
- Поведение, тесно связанное с убеждением, что травмирующие события снова произойдут, если не принять меры по обеспечению безопасности. Раздумывая о том, что необходимо предпринять, чтобы снова не подвергнуться опасности, пациент постоянно размышляет о всех деталях травматических событий. Все это может в крайнем варианте принять форму навязчивости.
- Постоянные размышления о восстановлении справедливости и мести. Эта стратегия поддерживает постоянный негативный эмоциональный фон и фиксацию на самых негативных аспектах травмирующего события. К тому же она подтверждает пессимистическую глобальную оценку последствий травмы («случившееся разрушило мою жизнь навсегда»).
- Приём алкоголя и медикаментов для снятия депрессивно-тревожных симптомов. Эта стратегия может подкрепить убеждение пациента, что, если он перестанет контролировать своё эмоциональное состояние подобными способами, это может привести его к нервному срыву.
- Избегание многих прежде любимых видов деятельности или общения с друзьями, чтобы избежать стресса, непонимания или осуждения. Эта стратегия не позволяет произойти желательным изменениям в пессимистических убеждениях, таких как «люди осудят меня, если узнают, что со мной произошло, или сочтут меня слабым потому, что я не могу справиться с моими эмоциями» или «если я подвергнусь стрессу, у меня может случиться сердечный приступ»[102].

## КПТСР, возникшее в детском возрасте
Если ребёнок подвергается хронической травматизации, основная активность его психики направлена на выживание, а не на решение нормальных задач возрастного развития. Нормальное развитие ребёнка предполагает активность мозга в достижении баланса между стремлением к новому и адаптацией к существующему. Если мозг вынужден функционировать в режиме выживания, то его приоритетной задачей становится экономия ресурсов. Этот тип функционирования становится привычным, причём не осознаётся индивидом поскольку адаптативные процессы проявляют себя на уровне бессознательной части психики. Утрачиваются ранее приобретённые навыки социализации. Происходят изменения на уровне мотивации: индивид не ищет удовольствия; вместо этого он в первую очередь стремится избегать боли. Телесные ощущения воспринимаются как источник опасности и вызывают негативные эмоции (тревогу, подавленность)

### Клиническая картина КПТСР у детей
У детей чаще, чем у взрослых, посттравматическое расстройство вызывает психосоматические расстройства. Также может наблюдаться регрессивное поведение (возврат к поведению, характерному для более раннего возраста) и трудности в школьном обучении. Травма может наложить отпечаток на дальнейшее развитие ребёнка и даже на формирование определённых черт характера, с риском возникновения расстройства личности (например, с проявлением агрессивности или эмоциональной зависимости). В результате пролонгированных психологических травм в детстве может возникнуть так называемое «посттравматическое личностное расстройство», которое проявляется как пограничное расстройство личности, соматоформное расстройство или диссоциативное расстройство. Это расстройство часто сопровождается проблемами в поведении (импульсивность, гнев, доходящий до бешенства, агрессия и аутоагрессия, проблемы сексуального поведения, расстройства пищевого поведения), эмоциональной неустойчивостью, эмоциональным оскудением, депрессией, паническими расстройствами, когнитивными проблемами (например, амнезией или фрагментацией воспоминаний). Часто наблюдается диссоциация. Этот тип травмы требует длительной терапии, включающей развитие навыков общения и контроля эмоций (особенно в области семейных отношений), лечение аддикций, развитие навыков, необходимых для трудоустройства. В ходе терапии необходимо создать у пациента чувство безопасности прежде, чем терапевт сможет перейти к работе над травмой. В самых тяжёлых случаях пациент совершенно неспособен нормально функционировать; его состояние выглядит как хроническое психическое заболевание. Иногда такие пациенты получают ложный диагноз шизофрении.
Чем младше был ребёнок в момент травмы и чем менее был сформирован его характер до травмы, тем выше риск тяжёлых психологических последствий во взрослом возрасте.
В возрасте до 3 лет (на довербальном уровне развития) ребёнок выражает свои эмоции плачем или отклонениями в поведении. В присутствии того, кто причинил ему вред, он плачет или замирает в состоянии сверхбдительности. Если агрессор не является членом семьи, ребёнок проявляет симптомы тревожной привязанности к родным (цепляется за них в присутствии посторонних, тревожится или сердится если его разлучают с ними, боится остаться один). Ребёнок также пугается в незнакомых ситуациях. Депрессивное состояние может выражаться продолжительным монотонным плачем, апатией, потерей интереса к людям, игрушкам, и т. д. Иногда у ребёнка чередуются периоды гиперактивности (моторное возбуждение, повторяющиеся крики, плач) и гипоактивности (самоизоляция, безразличие, вялые медленные жесты, монотонное раскачивание). Может нарушиться координация движений. Регрессия в развитии может проявляться, например, возвратом к сосанию (когда ребёнок уже начал есть твёрдую пищу), или потерей желания ходить. Аутоагрессия может проявляться в вырывании себе волос, царапаньем себя, кусанием ногтей до крови, нанесением себе ударов; ребёнок также может ударяться головой в стену. Ребёнок может также вести себя агрессивно по отношению ко взрослым или к другим детям. У ребёнка проявляются проблемы со сном (кошмары, отказ спать без взрослых или в темноте, трудности с засыпанием, бессонница или частое пробуждение ночью). Проснувшись, ребёнок может кричать и плакать, или молча глядеть в потолок (этот симптом следует считать более тревожным, чем крики и плач). Ребёнок может отказываться от еды или наоборот, поглощать чрезмерное количество пищи. В тяжёлых случаях может наблюдаться замедление физического развития, вплоть до карликовости.
Ребёнок от 3 до 6 лет уже способен рассказать о том, что с ним случилось и о своих потребностях, но ему трудно выразить свои эмоции. Посттравматические диссоциативные симптомы могут проявляться в форме мутизма. Специфическим для детей симптомом посттравматического расстройства является отыгрывание травм в повторяющихся играх или рисунках, уход в воображаемый мир, интенсивная привязанность к переходным объектам. Могут появиться страхи, не имеющие связи с травматическим событием (например, боязнь животных, монстров, незнакомых людей). Проснувшись ночью, ребёнок боится заснуть. Регрессия может проявляться в энурезе, сосании пальца, младенческом лепете вместо речи, чрезмерной зависимости от старших, потере самостоятельности, поиске защиты. Расстройства пищевого поведения могут проявиться снижением аппетита или повышенным аппетитом, с чрезмерным пристрастием к сладостям. Ребёнок может жаловаться на психогенные боли.
В возрасте от 6 до 12 лет ребёнок может проявлять те же симптомы, что и дети более младшего возраста. Однако он более способен понять всю тяжесть случившегося и предвидеть возможные негативные последствия. Более часто, чем у детей младшего возраста, проявляются депрессивные симптомы. В этом возрасте ребёнок также уже способен осознать свою беспомощность по отношению к агрессору или считать себя виновником случившегося, с потерей самоуважения или чувством вины. Чаще, чем у более младших детей, проявляется желание отомстить агрессору. Это может проявляться не только в агрессивных действиях, но и в символической форме на уровне игры. Некоторые дети под влиянием травмы быстрее взрослеют, что проявляется в большей самостоятельности или в более быстром интеллектуальном развитии.
У подростков посттравматические симптомы в целом такие же, как у взрослых. Подростки чаще, чем дети, проявляют симптомы депрессии и генерализованной тревожности. Также чаще проявляются симптомы диссоциации (диссоциативные фуги, ощущение сна наяву, ощущение раздвоения личности[уточнить] или нахождения вне своего тела, состояние отстранённого наблюдения за самим собой). Регрессия проявляется в форме снижения интеллектуальных способностей, с возникновением трудностей в обучении. Кроме того, пессимизм в отношении будущего уменьшает мотивацию к обучению. Подросток испытывает трудности с принятием решений. У подростков чаще, чем у взрослых, проявляется агрессия, аутоагрессия и самоповреждение (например, нанесение себе порезов), антисоциальное или суицидальное поведение, склонность к риску (употребление психоактивных веществ, незащищённый секс, экстремальный спорт, опасное вождение транспортных средств и т. д.), провокативное поведение. Проблемы со сном чаще, чем в других возрастных группах, проявляются чрезмерной сонливостью, что может быть формой регрессии или стремлением уйти от реальности. Также чаще, чем в других группах, наблюдается анорексия или булимия, что может привести к истощению или ожирению. Предполагается, что иногда у девушек это может быть защитной формой поведения после пережитого сексуального насилия, поскольку девушка боится быть сексуально привлекательной.

## Подтипы посттравматического расстройства
- Тревожный тип характеризуется симптомами тревоги, раздражительностью, внутренней напряжённостью, навязчивыми тревожными мыслями по поводу пережитой травмы и своего состояния, расстройствами сна (трудности при засыпании). Пациент часто боится кошмаров на тему травм и по этой причине намеренно отодвигает наступление сна. В вечерне-ночное время могут возникать ощущения нехватки воздуха, сердцебиение, потливость, озноб или приливы жара. Такие больные стремятся к общению и какой-либо целенаправленной деятельности, поскольку получают облегчение от активности.
- Астенический тип характеризуется пассивностью, безразличием к ранее интересовавшим событиям в жизни, равнодушием к окружающим людям и к профессиональной деятельности. Характерно переживание утраты чувства удовольствия от жизни. В сознании доминируют мысли о собственной несостоятельности. В отличие от тревожного типа, в данных случаях воспоминания о травмирующем событии лишены яркости, детальности и эмоциональной окрашенности[112]. Может иметь место обидчивость и раздражительность[99]. Отмечается гиперсомния с невозможностью подняться с постели, мучительной сонливостью (иногда в течение всего дня).
- Дисфорический тип характеризуется постоянным присутствием недовольства, раздражения (вплоть до вспышек ярости) на фоне угнетённо-мрачного настроения. В воображении доминируют образы наказания обидчиков и сцены агрессии с собственным участием в роли агрессора. Часто больные не способны контролировать себя и впоследствии сожалеют о своих агрессивных реакциях. Иногда это вынуждает их сводить к минимуму свои контакты с окружающими. Внешне больные выглядят мрачными, их поведение отличается отгороженностью, замкнутостью, малословностью. Обычно они не обращаются за помощью и попадают в поле зрения специалистов из-за поведенческих расстройств, на которые обращает внимание их окружение.
- Соматоформный тип отличается обилием соматоформных расстройств, при этом неприятные ощущения локализуются главным образом в области сердца (54 %), желудочно-кишечного тракта (36 %) и головы (20 %), что сочетается с психовегетативными пароксизмами. Часто встречается избегающее поведение на фоне панических атак. Больного беспокоят в первую очередь неприятные телесные ощущения (часто с ипохондрической фиксацией). Появляется тревожное ожидание возникновения симптомов. Эта тревога может быть более сильной, чем страх по поводу пережитого травмирующего события[112].
- Истерический тип проявляется в форме демонстративного поведения, стремления привлечь к себе внимание, повышенной внушаемости и самовнушаемости.
- Для депрессивного типа характерны пониженное настроение и пессимизм[99].
- Кроме вышеперечисленных типов, существуют варианты, называемые «диссоциативный», «ипохондрический» и «смешанный»[112].

## Коморбидные расстройства
В большинстве случаев посттравматические расстройства сопровождаются такими коморбидными психическими нарушениями, как::
- Депрессия;
- Тревожное расстройство с паническими атаками. Обычно при посттравматических расстройствах панические атаки возникают под воздействием травматических триггеров, но у части пациентов тревожность может стать генерализованной, и в этом случае панические атаки могут иметь место в ситуациях, никак не связанных с пережитой травмой;
- Аддикции, которые связаны со стремлением пациента уменьшить интенсивность посттравматических симптомов;
- Суицидальное поведение;
- Психосоматические заболевания;
- Проблемы сексуального влечения. Снижение сексуального влечения особенно часто встречается у жертв сексуального насилия. Но в некоторых случаях, наоборот, интенсивная сексуальная активность становится для них своего рода зависимостью[113];
- Социофобия: часто пациенты с посттравматическим расстройством начинают бояться конфликтных ситуаций, что заставляет их избегать общения с людьми. К тому же жертвы умышленно причинённых травм зачастую становятся недоверчивыми по отношению к окружающим людям;
- Асоциальность: симптомы посттравматического расстройства (социофобия, раздражительность, вспышки гнева, быстрая утомляемость и потеря интереса к общению и разного рода деятельности) могут привести к разрыву в отношениях с родными и друзьями, к распаду семьи, к неспособности завести семью и друзей. Также возникают проблемы в профессиональной сфере. Это приводит к социальной изоляции и маргинализации, которые в свою очередь усугубляют посттравматические симптомы.
- Агрессивность и антисоциальное поведение: у некоторых жертв насилия может происходить отыгрывание травмы в роли агрессора, что может привести к совершению противоправных поступков. Исследования показывают, что многие преступники в детстве были жертвами физического или сексуального насилия[114][уточнить ссылку 1342 дня].
- К другим расстройствам, связанным с посттравматическими расстройствами, но встречающимся несколько реже, относятся фобии, расстройства личности (особенно по шизоидному типу) и соматоформные расстройства.

## Влияние посттравматических расстройств на гормональную систему и физическое здоровье
В целом при посттравматическом расстройстве организм пребывает в состоянии хронически повышенной стрессовой нагрузки (см. Allostatic load), что соответствует постоянно повышенной концентрации гормонов стресса (адреналин и кортизол) и часто приводит к высокому артериальному давлению, повышенному уровню холестерина и глюкозы в крови и может вызывать проблемы со сном. Увеличивается количество провоспалительных цитокинов, и уменьшается количество противовоспалительных цитокинов — пептидных информационных молекул, участвующих в работе иммунной системы. Таким образом, посттравматическое расстройство может быть одним из факторов риска возникновения кардиологических заболеваний, диабета, артрита и т. д. По данным некоторых исследований, посттравматический стресс может иметь негативный эффект даже на уровне ДНК, приводя к укорочению теломеров — концевых участков хромосом, что также может привести к разнообразным заболеваниям.

## Динамика
- При неблагоприятной динамике некоторые симптомы могут остаться даже после исчезновения классической клинической картины. Могут сохраняться тревожно-депрессивное настроение, стойкие фобии, недоверие к миру и неверие в свои силы, склонность к социальной изоляции или, напротив, к зависимости от других людей. Воспоминания о событиях остаются травматичными и пугающими, они продолжает вызывать сильные негативные эмоции, как если бы событие случилось совсем недавно. Переживания по поводу события продолжают занимать много места в жизни человека[116]. Особенностью ПТСР является волнообразная динамика. Пациент может довольно значительный период времени почти не иметь симптомов ПТСР, а затем под воздействием самого незначительного фактора, чем-то напоминающего первоначальную травму, а иногда и без всякой видимой причины симптомы вновь возвращаются[117]. Возможны следующие варианты неблагоприятной динамики[99]:
- генерализация реакции страха;
- генерализация реакции гнева;
- диссоциация и «уход в себя»;
- использование выгоды от болезни.

В случае полного восстановления происходит значительное уменьшение тревожности, депрессивных симптомов, гнева или стыда по поводу случившегося. К человеку возвращается доверие к миру и людям, уверенность в себе, оптимизм и прилив энергии, способность строить проекты на будущее, интерес к прежним увлечениям, работе, межличностным отношениям. Воспоминания о событии становятся значительно менее травмирующими и больше не вызывают интенсивного страха, они интегрируются в жизненный опыт индивида и воспринимаются как часть прошлого, не мешая получать радость от жизни. Иногда даже наблюдается феномен «посттравматического личностного роста».

### Концепция посттравматического личностного роста
Идея о том, что страдания и тяжёлые переживания могут изменить человека в лучшую сторону, является древней и достаточно распространённой. Такие воззрения встречаются, например, у древних иудаистских авторов, в древнегреческой культуре, в раннем христианстве, в некоторых течениях индуизма, буддизма и ислама.
Термин «посттравматический рост» был создан в середине 1990-х годов психологами Р. Тедески (Richard G. Tedeschi) и Л. Калхуном (Lawrence G. Calhoun). По мнению Тедески, как минимум 90 % людей, переживших психологическую травму, отмечали как минимум один положительный аспект этого опыта для их личностного роста: например, возросшую способность получать радость от своей жизни. Это не исключает присутствия посттравматических симптомов, которые могут существовать параллельно с процессом личностного роста.
При этом предполагается, что причиной личностного роста являются не сами травмирующие события, а усилия, которые индивид предпринимает для преодоления последствий травмы. Также имеет значение тип пережитой травмы. Например, исследования показали, что жертвы сексуального насилия реже сообщают о посттравматическом личностном росте, чем жертвы природных катастроф.
Для изучения данной концепции был создан «Опросник посттравматического роста» (Posttraumatic Growth Inventory). Он состоит из 21 вопроса, причём вопросы касаются 5 аспектов жизни индивида:
1. Отношения с другими людьми.
2. Новые возможности.
3. Сила личности.
4. Духовное преображение.
5. Способность получать радость от жизни[122].

Некоторые исследователи оспаривают указанную концепцию. Они считают, что идея личностного роста после травмы является иллюзией индивида, психологической защитой, которую он создаёт, чтобы не признаваться себе в том, насколько большой вред причинила ему травма. При этом были проведены исследования, показавшие, что эта психологическая защита не является эффективной. Наоборот, индивиды, которые считали, что в результате травматического опыта внутренне выросли, проявляли больше посттравматических симптомов, чем те пострадавшие, кто не считал травму положительным опытом для своего личностного развития.

## Нейробиологические и гормональные механизмы
При посттравматических расстройствах могут измениться:
- активность различных зон мозга;
- размер некоторых структур мозга;
- взаимодействие между структурами мозга[англ.];
- ритмы головного мозга;
- концентрация нейромедиаторов[124].

Основные нарушения касаются следующих структур мозга.
- миндалевидное тело ― его ролью является быстрое распознавание возможных опасностей и быстрая активация защитной реакции типа «бей или беги». При посттравматических расстройствах эта зона постоянно сохраняет повышенную активность, что приводит к состоянию сверхбдительности и к интенсивной защитной реакции на стимулы, чём-либо напоминающие ситуацию пережитой в прошлом травмы[126];
- гиппокамп ― связан с механизмами запоминания и воспроизведения информации. При посттравматических расстройствах его активность снижена, он даже может уменьшиться в размере. В результате могут возникнуть проблемы с памятью. В частности, воспоминания о травмирующей ситуации могут быть искажёнными. Кроме того, в гиппокампе сохраняются воспоминания об опасных ситуациях. При нарушениях в его работе безопасная ситуация может восприниматься, как угрожающая[127];
- островковая доля ― отвечает за восприятие ощущений собственного тела и собственных эмоций (интероцепция). При посттравматических расстройствах островковая доля может быть гиперактивна (это приводит к чрезмерно сильному влиянию физических ощущений и эмоций на психологическое состояние индивида), недостаточно активна (это приводит к диссоциации, то есть потере контакта со своими телесными ощущениями и эмоциями) или гиперреактивна (в таком случае наблюдается чрезмерная эмоциональная реакция на внешние стимулы)[128];
- зоны префронтальной коры: вентромедиальная префронтальная кора[англ.] отвечает за самосознание и психологическую саморегуляцию, а дорсомедиальная префронтальная кора связана со способностью к принятию решений и концентрацией внимания, а также с социальным интеллектом и исполнительными функциями мозга. При посттравматических расстройствах эти зоны недостаточно активны, что приводит к снижению вышеперечисленных способностей[129];
- поясная кора ― отвечает за саморегуляцию, она также позволяет индивиду выбрать правильную линию поведения в случае конфликта между противоречивыми потребностями или эмоционального конфликта[англ.]. При посттравматических расстройствах эта зона недостаточно активна, что приводит к трудностям в самоконтроле и принятии решений; индивид также часто страдает от состояния внутреннего конфликта[130].

Нарушается также взаимодействие между вышеуказанными структурами мозга:
- снижается воздействие сознательных зон мозга (префронтальной коры и поясной коры) на миндалевидное тело. Это затрудняет контроль над негативными эмоциями и реакциями типа «бей или беги» (возникновение которых связано с миндалевидным телом);
- усиливается взаимодействие между миндалевидным телом и островковой долей. В результате островковая доля (ответственная за восприятие эмоций и телесных ощущений) интенсивно реагирует на неприятные ощущения и эмоции, вызванные миндалевидным телом. Эти ощущения и эмоции воспринимаются, как опасные или невыносимые, что усиливает чувство страха и внутреннего дискомфорта[131].

### Процесс формирования симптомов посттравматических расстройств
Известно, что животное, пережив травмирующую ситуацию, может, как только оно окажется в безопасности, начать дрожать всем телом или производить движения самозащиты или бегства, если оно не могло осуществить их в момент травмы. Это позволяет животному произвести сброс стрессовой активности нервной и эндокринной систем до уровня нормы. У человека обычно этот естественный процесс нарушается: люди запрещают себе полноценное проявление эмоций страха или ярости. По этой причине нервная система остаётся в состоянии повышенной активности, соответствующей реакции на опасность, а в крови продолжают циркулировать гормоны стресса. В результате организм продолжает пребывать в состоянии, возникшем в момент травмы, и человек по-прежнему ощущает себя в опасности, как если бы угроза со стороны внешнего мира всё ещё присутствовала. Это состояние приводит к сверхбдительности: человек фокусирует внимание на том, что вызывает страх. Он не обращает внимания на прочие стимулы, которые могли бы проинформировать его о том, что сейчас он находится в безопасности. Невозможность расслабиться в свою очередь поддерживает организм в состоянии стресса. Таким образом возникает порочный круг, и симптомы становятся хроническими. Постоянно повышенная активность эмоциональных центров мозга ингибирует работу сознательной части мозга — это затрудняет контроль над эмоциями и мешает человеку использовать логику для анализа ситуации. Не понимая причин внутреннего дискомфорта, человек считает других людей причиной этого дискомфорта (что приводит к раздражительности) или объясняет своё состояние недостатками своего характера (что приводит к потере самоуважения и чувству вины).
В таком состоянии человек неспособен адекватно действовать в последующих стрессовых ситуациях. Его нервная и гормональная системы остаются настроены на определённую защитную реакцию, и он бессознательно воспроизводит те защитные реакции, которые имели место в момент первичной травмы. Часто на уровне подсознания он воспринимает каждую новую ситуацию как схожую с первичной травмой. Его защитные реакции становятся негибкими и неадекватными в новых условиях, и по этой причине они обычно контрэффективны. В результате возникают новые психологические травмы, утяжеляющие клиническую картину посттравматического расстройства.
Клиническая картина посттравматического расстройства в значительной степени зависит от того, какой тип защитной реакции нервной системы имел место в момент травмы. Реакция, возникшая в момент опасности, может стать хронической. В соответствии с поливагальной теорией:
- В момент опасности первым активируется вентральный вагальный комплекс, отвечающий за социальное поведение: индивид пытается позвать на помощь. Если помощь будет оказана, посттравматическое расстройство обычно не возникает.
- Если получение помощи невозможно, активируется симпатическая нервная система, включающая активные защитные реакции «бей или беги». Если хроническим становится этот тип реакции, в клинической картине посттравматического расстройства может преобладать либо гнев, либо сверхбдительность и паника. В обоих случаях имеет место постоянное нервное возбуждение. Индивид может также бессознательно искать возможность попасть в ситуацию, напоминающую травмирующее событие, для того чтобы получить возможность наконец сбросить избыток нервной активации, возникший в момент травмы. Однако в большинстве случаев этого сброса не происходит.
- Если индивид не может предпринять какое-либо действие для самозащиты, активируется дорсальный вагальный комплекс, вызывающий реакцию замирания[англ.]. Если хроническим становится этот тип реакции, в клинической картине посттравматического расстройства будут проявляться симптомы диссоциации, отстранённости, отсутствия энергии для действия[134]. У индивида наблюдается повышенная активность парасимпатической нервной системы, дезактивирующей симпатическую нервную систему. Это приводит к состоянию депрессии, утомляемости и сонливости, бездействию и избегающему поведению[135]. Индивид часто проявляет равнодушие к своей участи, неспособен защитить себя в случае опасности, у него снижена чувствительность к боли. При этом он может испытывать желание оказаться в ситуации экстремальной опасности, которая временно выводит его из состояния замирания и позволяет «почувствовать себя живым»[134]. Поиск повторяющихся травмирующих ситуаций может быть связан и с тем, что в момент травмы мозг выделяет эндорфины — вещества, уменьшающие чувство боли и страха и даже создающие чувство эйфории. Пережив подобный опыт, индивид может бессознательно вновь и вновь попадать в ситуацию, способствующую выработке эндорфинов. Однако новый травматизм увеличивает стрессовой уровень активации организма, и симптомы посттравматического расстройства усиливаются[136].

### Механизм формирования травматических воспоминаний
Механизм записи травматической информации в память значительно отличается от такового при обычных событиях. В этом случае происходят значительные нарушения в нормальной схеме обработки мозгом входящей информации.
Схема обработки мозгом любой входящей информации (обычной или связанной с опасностью) в целом выглядит следующим образом:
- Информация от органов чувств (образы, звуки, запахи, ощущение, вкус), поступающая в мозг, в первую очередь обрабатывается таламусом, который играет роль «привратника» — он направляет входящую информацию в нужную зону мозга.
- Миндалевидное тело является своего рода «таможенником», оно распознаёт, соответствует ли эта информация какой-либо опасности для индивида. Для того чтобы распознавать опасность, миндалевидное тело сохраняет воспоминания о пережитых прежде опасных ситуациях. Благодаря этому миндалевидное тело может сравнить новую информацию с прошлым опытом об опасностях. Если миндалевидное тело обнаруживает сходство с прежним негативным опытом, оно немедленно активирует защитные реакции организма (такие, как борьба, бегство, замирание, подчинение или диссоциация). При этом в организме запускаются гормональные механизмы стресса. Одновременно миндалевидное тело запоминает всё, что в этот момент связано с опасностью, а также защитную реакцию организма, которая имела место в момент события. Если реакция обеспечила выживание (даже ценой тяжёлого стресса для индивида), в дальнейшем она будет воспроизводиться в ситуациях, напоминающих травму. Таким образом, миндалевидное тело отвечает за образование защитных условных рефлексов на опасность.
- Миндалевидное тело также передаёт сигнал гиппокампу, который в этой схеме играет роль «администратора». Он записывает входящую информацию, сопровождая её «этикеткой» с обозначением места и времени, когда событие имело место. Гиппокамп сравнивает информацию, полученную от миндалевидного тела, с уже известной информацией о прошлых событиях. Если в результате сравнения выясняется, что новая ситуация не представляет опасности, гиппокамп снижает активность миндалевидного тела и дезактивирует защитную реакцию, которая была активирована миндалевидным телом. При этом гиппокамп сохраняет воспоминание о текущем событии в так называемой автобиографической памяти. В дальнейшем эти воспоминания будут восприниматься как имевшие место в прошлом и в силу этого активация воспоминаний не будут вызывать страха и защитных реакций в настоящем. Если же гиппокамп не может исключить опасность, он активирует зоны мозга, которые смогут участвовать в осуществлении защитной реакции. При этом нарушается процесс записи гиппокампом воспоминания в автобиографическую память.
- Наконец, префронтальная кора отвечает за осознанное восприятие и осознанную реакцию на опасность. Она может более разумно оценить ситуацию, выбрать оптимальную реакцию на неё, а также сохранить воспоминание в более осознанной форме[137].

В травматической ситуации гиппокамп и кора лобных долей переполнены входящей информацией, которую необходимо обработать очень быстро для принятия решения. К тому же они не могут нормально функционировать из-за интенсивной стрессовой реакции. Часто в момент травмы работа коры головного мозга настолько дезорганизована, что индивид не может ясно мыслить. В результате воспоминание от травмирующей ситуации останется записанным в миндалевидном теле без указания, где и когда событие имело место (как было сказано выше, привязка воспоминания ко времени и месту является ролью гиппокампа), и без его осмысления (что в случае нормального воспоминания выполняется на уровне коры лобных долей мозга). В результате в дальнейшем реактивация травматического воспоминания будет восприниматься как что-то, происходящее «здесь и сейчас». Всё, что хотя бы отдалённо напоминает событие (триггер), будет автоматически (на уровне условного рефлекса) вызвать немедленную защитную реакцию всего организма без осмысления на уровне сознания происходящего и своей реакции на него.
Миндалевидное тело очень чувствительно к малейшим сигналам потенциальной опасности и имеет тенденцию к преувеличенно сильной реакции на них, поскольку такая реакция обеспечивает наилучшие шансы для выживания. Как следствие, если новая информация хотя бы отдалённо напоминает что-то, связанное с опасностью в прошлом, то новая информация будет играть роль триггера для активации защитных реакций, часто с репереживанием неприятных телесных ощущений, испытанных в прошлом в момент опасности. В силу этого информация, сохраняемая в миндалевидном теле, тесно связана с так называемой телесной памятью. В результате реакция миндалевидного тела на опасность будет автоматической, неосознанной и очень быстрой.
Исследования показали, что травматическое воспоминание связано с высоким уровнем адреналина в крови в момент травмы. Как уже было указано, по этой причине снижается активность гиппокампа и таламуса, которые в норме отвечают за интеграцию в памяти входящей информации. В результате травматические воспоминания организованы в памяти не так, как обычные воспоминания. В них недостаёт логики и структуры, они состоят из не связанных между собой фрагментов (звуки, ощущения, зрительные образы отдельных частей объектов). По данной причине пациенту трудно выразить словами то, что он пережил. Ему также сложно организовать в связный рассказ свои воспоминания о событии. При этом фрагментарные воспоминания о травмирующем событии будут более чёткими и ясными, чем обычные воспоминания. Кроме того, обычные воспоминания с течением времени теряют ясность, деформируются и наконец забываются, а травматические воспоминания остаются чёткими и неизменными даже через много лет после события. Однако если в момент травмы уровень адреналина в крови очень высок, то процесс запоминания нарушается, и в памяти не остаётся сознательных воспоминаний (см. Подавленная память) о том, что произошло. Кроме того, в норме событие записывается в автобиографическую память мозга в форме структурированной во времени последовательности эпизодов, причём эта последовательность имеет финал (момент, когда угроза исчезла). В случае травмы данный процесс нарушен, и травматическое воспоминание не воспринимается как событие, имевшее место в прошлом и к нынешнему времени уже завершившееся.
При попытке рассказать о травматическом воспоминании индивид неспособен сократить свой рассказ, выделив главное. К тому же пересказ обычного воспоминания обычно имеет коммуникативную цель, и индивид способен изменить своё повествование в зависимости от своей цели (например, получить помощь) и контекста общения. При пересказе травматических воспоминаний индивид не может модифицировать свой монолог в соответствии со своими потребностями и конкретной ситуацией.
В одном из исследований было показано, что при записи в память обычного или травматического воспоминания мозг использует разные типы киназ. В экспериментах на животных исследователи блокировали киназу, участвующую в записи в память травматического воспоминания, и у животного не возникло посттравматических симптомов.

### Реактивация травматических воспоминаний
Если в дальнейшем травматическое воспоминание пробуждается под воздействием триггера, то происходит активация лимбической системы мозга и мозгового ствола (тех частей мозга, которые связаны с эмоциональными реакциями на опасность). Это приводит к состоянию нервного возбуждения, мышечной активации и выделению гормонов стресса. При этом уменьшается активация лобных долей мозга, которые отвечают за самоконтроль. Также снижается активность зон мозга, которые отвечают за локализацию событий прошлого во времени и пространстве, и пациенту кажется, что травматическое событие происходит здесь и сейчас. Может повышаться активность подкорковых структур, отвечающих за подготовку к двигательной реакции, как если бы индивид неосознанно готовился произвести движение, которое он не смог выполнить или не смог завершить в момент травмы (например, непроизвольно напрягаются мышцы, отвечающие за самозащиту). Может возникнуть напряжение в горле, соответствующее желанию закричать или сказать что-то. Это приводит к тому, что у индивида наблюдаются неадекватные или чрезмерные защитные реакции на незначительные стрессоры повседневной жизни или на триггеры, связанные с травмой. В случае диссоциации у индивида могут сосуществовать «субличности» с взаимоисключающими двигательными защитными реакциями. В результате в один и тот же момент времени некоторые группы мышц могут активироваться для самозащиты, а другие — для бегства; одновременно с этим некоторые группы мышц могут стать спазмированными (реакция замирания), а другие мышцы теряют тонус и становятся вялыми (реакция подчинения агрессору).
Также снижается активность центра Брока, в норме позволяющего выразить свои эмоции в словесной форме. Одновременно при активации воспоминания повышается активность ядерной зоны зрительного анализатора (19-я зона цитоархитектонических полей Бродмана), которая в норме отвечает за восприятие образов, поступающих в мозг из внешнего мира в первый раз. В норме зрительная информация, поступающая в эту зону, очень быстро перенаправляется в другие зоны мозга, которые интерпретируют её и связывают её с контекстом события. В случае травмы эта зона остаётся активной, как если бы мозг снова видел травматическое событие во внешнем мире. Также снижается активность левого полушария мозга (см. Межполушарная асимметрия), отвечающего за логическое восприятие, и повышается активность правого полушария, связанного с эмоциональным восприятием. Наконец, для посттравматических воспоминаний характерно то, что если триггер активировал отдельный фрагмент воспоминания, то вслед за ним немедленно активируются все элементы воспоминания о травме.

### Различия между обычными и травматическими воспоминаниями
| Обычное воспоминание                                                 | Травматическое воспоминание |
| -------------------------------------------------------------------- | --- |
| человек может извлекать его из памяти по собственному желанию        | появляется независимо от желания человека, часто в форме флешбэков или ночных кошмаров |
| человек может не думать о событии, если ему этого не хочется         | невозможно усилием воли перестать думать о событии |
| воспоминание может изменяться благодаря поступлению новой информации | остаётся неизменным, даже если человек узнаёт новую информацию о травмирующем событии. Например, в момент события человек мог думать, что погибнет. В дальнейшем он понимает, что он жив и вне опасности, но при активации травматического воспоминания он снова чувствует сильный страх, как если бы ему грозила смерть. |

### Возникновение панических атак
Под влиянием триггера или при появлении флешбэка организм реагирует так, как если бы человеку угрожала реальная опасность. Мышцы, в том числе мышцы живота, напрягаются, что препятствует глубокому дыханию. Дыхание становится частым и поверхностным, что приводит к состоянию гипервентиляции. Может появиться головокружение; в крови снижается концентрация CO2, это ещё больше усиливает напряжение в мышцах и может вызвать ощущение невозможности действовать. В ответ на состояние мобилизации организма гипоталамус отправляет «сигнал тревоги» нервной системе, что усиливает симптомы, приводит к чувству потери контроля над собой и, как следствие, к ещё большей тревожности. В этом случае абдоминальное дыхание может уменьшить тревожные симптомы.

### Функционирование мозга и нервной системы
Даже вне периодов реактивации травматических воспоминаний активность таламуса остаётся недостаточной. В норме таламус фильтрует входящую из внешнего мира информацию, отсеивая незначительные зрительные, звуковые и сенсорные стимулы. Это позволяет индивиду сконцентрировать внимание на том, что важно для него в данный момент. При посттравматическом расстройстве фильтрации входящей информации не происходит, что приводит к нарушению способности к концентрации внимания на текущей задаче. При этом мозг подвергается информационной перегрузке, поскольку таламус не отфильтровывает незначительные внешние стимулы. Чтобы справиться с состоянием сенсорной перегрузки, пациент может начать использовать психоактивные вещества. Также случается, что пациент волевым усилием создаёт состояние предельно суженной концентрации внимания на задаче, однако это приводит к потере способности воспринимать приятные стимулы из внешнего мира.
При посттравматических расстройствах наблюдается повышенная активность миндалевидного тела правого полушария мозга. В мозгу существует 2 миндалевидных тела — в правом и в левом полушарии. Они участвуют в регуляции эмоций и формулировании условных рефлексов, в том числе рефлексов страха. Левое миндалевидное тело отвечает за более детальную обработку эмоциональных стимулов и в большей степени взаимодействует с процессом сознательного мышления, в то время как правое миндалевидное тело (более активное при посттравматических расстройствах) участвует в быстрых автоматических эмоциональных реакциях. Однако активность миндалевидного тела может быть и пониженной по сравнению с нормой в ситуациях повторяющихся травм при невозможности обезопасить себя от агрессора. В таком случае пониженная активность этой зоны мозга соответствует стрессовым реакциям избегания конфликта, замирания или подчинения агрессору. Предполагается, что эта пониженная активность миндалевидного тела (отвечающего за чувство страха и реакции «бей или беги») может быть причиной формирования стокгольмского синдрома (тенденции некоторых жертв агрессии продолжать отношения с агрессором, как если бы они не осознавали опасности, связанной с этим).
При посттравматических расстройствах отмечается нарушение активности вентромедиальной префронтальной коры головного мозга, участвующей в контроле эмоций, и передней поясной коры, которая в норме регулирует ответ миндалевидного тела на эмоционально окрашенные стимулы, в том числе на те из них, которые вызывают страх (в частности, она координирует взаимодействие мыслей и эмоций). В норме префронтальная кора отвечает за процессы мотивации для достижения целей. Активность этого типа даёт желание достичь цели, энергию, возбуждение и удовольствие при мысли о том, что цель может быть достигнута. Однако мозг устроен так, что необходимость избежать опасности имеет приоритет по отношению к достижению целей, не имеющих отношения к самозащите. При посттравматических расстройствах организм постоянно находится в состоянии тревожной активации, как если бы индивиду угрожала опасность. По этой причине система мотивации в префронтальной коре дезактивируется и индивид не имеет ни энергии, ни желания для достижения целей. Префронтальная кора также ответственна за планирование, предвидение возможных последствий от действия и приведение плана в исполнение. Кроме того, она играет важную роль в распознавании эмоций (других людей и своих собственных), в чувстве эмпатии и сострадания по отношению к другим людям и в чувстве сострадания по отношению к самому себе. Наконец, в норме префронтальная кора может ослаблять негативные эмоции, которые были активированы миндалевидным телом. Эти функции префронтальной коры не могут проявиться в случае посттравматических расстройств.
Было обнаружено, что при посттравматических расстройствах может изменяться реакция мозга в ответ на пристальный взгляд другого человека. У здорового индивида в этом случае активируются зоны коры больших полушарий мозга (дорсомедиальная префронтальная кора, височно-теменной узел и височный полюс), отвечающие за понимание контекста общения и облегчающие установление социального контакта, в то время как при посттравматических расстройствах могут активироваться зоны мозгового ствола, связанные с защитными реакциями нападения, бегства или замирания от страха, что затрудняет нормальное социальное взаимодействие.
Также нарушается активность в следующих зонах мозга:
- задняя поясная кора, отвечающая за физическое ощущение нахождения в определённом месте в пространстве;
- островковая доля, передающая ощущения от внутренних органов в эмоциональные центры мозга;
- теменные доли, обрабатывающие и интегрирующие входящую в мозг сенсорную информацию.

Предполагается, что в момент травмы дезактивация этих зон является защитной реакцией, позволяющей в меньшей степени ощущать страх или боль. Но если такое состояние в дальнейшем сохраняется, это приводит к тому, что индивид не может правильно воспринимать информацию, поступающую из внешнего мира или от своего собственного тела. У него также слабо выражено ощущение своего «Я».
Имеет место уменьшение объёма гиппокампа, островкового тела и передней поясной коры.
Снижена концентрация
- гамма-аминомасляной кислоты (GABA), уменьшающей активность нервной системы и обладающей успокаивающим эффектом[159],
- серотонина — это может вызвать тревожность, постоянные негативные мысли о событии (см. Rumination), раздражительность, агрессивность и суицидальные мысли[160].

Повышена концентрация трийодтиронина, который может увеличивать чувствительность организма к катехоламинам и другим факторам стресса.
Имеет место повышенная чувствительность адреналиновых рецепторов в префронтальной коре мозга, что может привести к возникновению флешбэков и кошмаров. Параллельно с этим адреналин, в отличие от нормы, не участвует в процессе восприятия окружающего мира; по данной причине в момент флешбэка пациент испытывает эмоции, не имеющие отношения к безопасной реальной ситуации в нынешний момент.
Уровень дофамина может быть как повышен, так и понижен, и это определяет тип клинической картины посттравматического расстройства:
- при слишком низком уровне дофамина преобладает ангедония, апатия, снижение способности к концентрации внимания, нарушения моторных функций;
- при слишком высоком уровне дофамина могут иметь место психотические симптомы и психомоторное возбуждение[160].

### Нейробиологические механизмы выздоровления
При посттравматических расстройствах в процессе выздоровления мозг не возвращается к состоянию, которое предшествовало травме. В частности, не исчезают условные рефлексы на стимулы, связанные с возможной опасностью, которые были выработаны в момент травмы. При посттравматических расстройствах в поддержании этих условных рефлексов участвует миндалевидное тело. Процесс выздоровления связан с тем, что префонтальная кора мозга становится способной контролировать реакции миндалевидного тела, и это способствует уменьшению страха и других негативных эмоций. Эксперименты на животных показали, что повреждение префронтальной коры (вентромедиальной префронтальной коры и орбитофронтальной коры) замедляет процесс выздоровления при посттравматических расстройствах. У людей имеет место следующая закономерность: при алекситимии (трудности вербализации эмоций, которая является одной из функций префронтальной коры) процесс выздоровления может быть затруднён. При посттравматических расстройствах также отмечается уменьшение количества нейронов в передней поясной коре. Лечение антидепрессантами увеличивает количество живых нейронов в этой зоне.

## Диагностика

### Особенности диагностики
Далеко не всегда пациент с посттравматическим расстройством при обращении за помощью упоминает о пережитых травмах, например, из-за чувства вины, стыда или нежелания возвращаться к тяжёлым воспоминаниям. Также пациент может не видеть связи между симптомами и пережитыми травмами или недооценивать серьёзность пережитых психологических травм. По этой причине при подозрении на посттравматическое расстройство следует тактично расспросить пациента об имеющих место в прошлом травмирующих событиях. Также следует обратить внимание на симптомы, характерные для посттравматических расстройств:
- воспроизведение прошлых событий в кошмарных снах. Также во время сна пациент может совершать различные движения, а при пробуждении от кошмара может быть возбуждён, испуган, он может кричать, нападать на своего партнёра в постели или стискивать его;
- социальное избегание, отчуждение, агрессивность, аддикции, суицидальные тенденции;
- психосоматические симптомы, появившиеся после травмы (головные боли, мышечное напряжение, утомляемость, проблемы с дыханием и т. д.)[163].

### Психометрические методы
- Клиническое диагностическое интервью (SCID), состоящее из нескольких диагностических модулей (блоков вопросов) для диагностики в соответствии с критериями DSM-5. Возможно работать отдельно с модулем ПТСР.
- Шкала клинической диагностики CAPS (Clinical administered PTSD Scale) обычно применяется дополнительно к SCID для уточнения уровня выраженности посттравматических симптомов и частоты их проявления. Также помогает оценить достоверность полученной информации[164]. Измеряет общую интенсивность симптоматики, частоту и интенсивность отдельных симптомов, степень их воздействия на социальную и профессиональную активность пациента, а также степень улучшения состояния при повторном измерении[165].
- Шкала оценки тяжести воздействия травматического события (Impact of Event Scale — Revised — IOES R), которая широко применяется в исследованиях ПТСР и основана на большом количестве наблюдений различных стрессовых реакций. Измеряет три типа реакций на травматический стресс:
  - навязчивых переживаний;
  - избегания;
  - физиологической возбудимости.
- Опросник для оценки выраженности психопатологической симптоматики SCL 90 R (шкала Дерогатиса), который хорошо дифференцирует пациентов, страдающих ПТСР[164].
- Миссисипская шкала для оценки посттравматических реакций, существует в «военном» (для участников боевых действий) и «гражданском» вариантах. Измеряет симптомы вторжения, избегания, физиологической возбудимости, чувства вины и суицидальности[165].
- Шкала диссоциации (DISSOCIATIVE EXPERIENCE SCALE — DES) для оценки интенсивности диссоциативных симптомов[165].
- Шкала базовых убеждений (WORLD ASSUMPTION SCALE WAS) — измеряет влияние психотравмы на базовые убеждения пациента, такие как:
  - доброта окружающего мира (BW, benevolence of world);
  - доброжелательность людей (BP, benevolence of people);
  - справедливость мира (J, justice);
  - контролируемость мира (С, control);
  - случайность как принцип распределения происходящих событий (R, randomness);
  - ценность собственного «Я» (SW, self-worth);
  - степень самоконтроля (SC, self-control);
  - степень удачи, или везения (L, luckiness).

Если результаты теста сильно занижены, это следует принять во внимание в ходе психотерапии.
- Опросник пост-травматических убеждений (The Posttraumatic Cognitions Inventory (PTCI)) позволяет выявить субъективные ощущения индивида, страдающего ПТСР[166];
- Личностный профиль кризиса (Тарас, 2003) измеряет психологическую и физиологическую реакцию пациента на переживаемый кризис[165].
- Опросник личностной и социальной идентичности (Урбанович, 1998, 2001), который позволяет выявить первые признаки разлада человека с собой и со своим социальным окружением в следующих сферах: профессиональная деятельность, материальное положение, внутренний мир, здоровье, семья, окружающие, будущее, общество[165].
- Детская шкала симптомов ПТСР[англ.] (CPSS[167]) — предназначен для оценки интенсивности ПТСР у детей.
- Родительская анкета для оценки травматических переживаний детей[165].

### Прочие методы
Существует программа, распознающая посттравматическое расстройство по характеристикам голоса пациента, в частности, по менее внятной речи и по «безжизненному» металлическому тембру. Предполагается, что посттравматическом расстройстве вызывает негативные изменения в зонах мозга, отвечающих за эмоции и за мышечный тонус, что воздействует на тональность голоса.

### Выявление симулирования посттравматических симптомов при диагностике
Основная статья: Симулирование посттравматического стрессового расстройства
Диагностику посттравматических расстройств затрудняет возможное симулирование симптомов. Причинами для симуляции роли жертвы может быть, например, желание:
- получить финансовую компенсацию или различные льготы;
- избежать ответственности, например уголовной[169];
- получить восхищение со стороны окружающих (особенно в случае, если симулируется психологическая травма, полученная в ходе боевых действий)[170].
- получить сочувствие и помощь со стороны окружающих[171].

По данным исследований, удовлетворительные результаты для выявления симулирования даёт Миннесотский многоаспектный личностный опросник (MMPI), включающий «шкалу лжи» и «шкалу коррекции» (выявление аггравации и симуляции симптомов). Необходимо также обратить внимание на следующие возможные признаки симулирования:
- жалобы на все возможные проблемы, которые могут быть связаны с посттравматическим расстройством;
- упоминание большого количество флешбэков при отсутствии симптомов избегания[173].

### Дифференциальная диагностика
Дифференциальная диагностика проводится со следующими расстройствами:
- депрессия;
- фобия;
- расстройство приспособительных реакций;
- расстройство личности;
- диссоциативное расстройство;
- психоз[174];
- тревожное расстройство;
- паническое расстройство;
- социальная фобия;
- обсессивно-компульсивное расстройство[175];
- биполярное расстройство;
- нарциссическое расстройство;
- созависимость;
- расстройство аутистического спектра;
- пограничное расстройство;
- синдром дефицита внимания и гиперактивности (СДВГ);
- синдром дефицита внимания (СДВ);
- обсессивно-компульсивное расстройство[176].

В отличие от всех этих расстройств, посттравматические расстройства имеют следующие важные признаки:
- Для них характерны такие типичные симптомы, как флэшбэки и кошмары.
- Причиной посттравматических расстройств являются события, которые представляли угрозу для безопасности индивида. Депрессивное, тревожное и паническое расстройство обычно вызваны стрессорами значительно меньшей интенсивности (такими, как например проблемы в профессиональной и семейной сфере). Психотическое расстройство не имеет своей причиной травматическое событие.
- При паническом расстройстве индивид избегает ситуаций, в которых могут проявиться панические симптомы. При посттравматических расстройствах чаще избегаются ситуации, в которых может произойти событие, напоминающее травму.
- При тревожном расстройстве страхи касаются возможных житейских проблем в будущем (таких как например потеря работы, болезнь и т. д.). При посттравматических расстройствах преобладает страх снова попасть в опасную ситуацию.
- При фобиях избегание ограничивается объектом фобии. При посттравматических расстройствах избегание касается большего количества разнообразных ситуаций. При этом, в отличие от фобии, имеет место гиперактивация симпатической нервной системы.
- При социофобии индивид избегает общения с людьми из опасения стать объектом осуждения или насмешек. При посттравматических расстройствах избегание общения связано со страхом вновь стать жертвой агрессии.
- В отличие от посттравматических расстройств, при обсессивно-компульсивном расстройстве в навязчивых мыслях нет связи с пережитым травматизмом, они обычно касаются воображаемых катастроф, которые могут случиться в будущем. Кроме того, они воспринимаются индивидом как иррациональные, не имеющие смысла и чуждые личности. Навязчивые мысли иногда имеют аморальное или непристойное содержание. Все это не характерно для посттравматических расстройств[175].
- Тяжёлые формы посттравматических расстройств (особенно возникшие у жертв насилия в детском возрасте) могут напоминать шизофрению, однако при посттравматических расстройствах переживания и особенности поведения пациентов в большей степени, чем при шизофрении, касаются тем насилия и секса. Для установления правильного диагноза необходимо подробно расспросить пациента об истории его жизни[106].

#### КПТСР и ПТСР
Одно из основных различий между этими расстройствами связано с причиной возникновения. Посттравматическое стрессовое расстройство возникает в результате единичной психологической травмы (ситуационная травма), в то время, как комплексное посттравматическое стрессовое расстройство возникает в ситуациях, когда индивид долгое время подвергается психологическому травмированию. Это расстройство чаще возникает при продолжительном травмировании в детском возрасте, в этом случае также может быть выставлен диагноз травмы развития (developmental trauma disorder).
При повторяющихся травматических ситуациях («серийная травматизация») симптомы отличаются от таковых при единичной травме. Обычно первое событие из серии травмирующих событий воздействует, как обычная травма. Однако в дальнейшем опасность насилия для жертвы становится все более предсказуемой, и жертва переживает страх повторения травмы, при этом ощущая чувство беспомощности в отношении возможности предотвращении травмы. Из-за воздействия защитных механизмов психики воспоминания о травмах этого типа характеризуются неясностью, размытостью. С течением времени индивид может развить симптомы посттравматической диссоциации для того, чтобы уменьшить воздействие травматической ситуации на его психику. Травмы этого типа могут привести к возникновению чувства вины и стыда, к снижению самооценки и даже к изменению представлений индивида о собственной личности. Чаще, чем в предыдущем случае, возникают нарушения в отношениях с окружающими, отстранённость, аддикции.
Основные отличия:
- Если ПТСР обычно вызывается одним травматическим событием, КПТСР — множественными, длительными, повторяющимися либо непрерывными травмами.
- Течение ПТСР обычно менее тяжёлое, чем КПТСР.
- Определение КПТСР описывает более сложные реакции, характерные для людей, которые получили хроническую травму.
- ПТСР и КПТСР имеют очень похожие симптомы, но КПТСР также имеет 3 дополнительных категории симптомов: трудности с эмоциональной регуляцией, нарушение чувства собственного достоинства и межличностные проблемы.

#### КПТСР и пограничное расстройство личности (ПРЛ)
Имеется определённое сходство между КПТСР и ПРЛ на уровне основных симптомов:
- проблемы в межличностных отношениях;
- диссоциативные симптомы;
- импульсивность;
- склонность к необдуманным, опасным поступкам;
- раздражительность;
- аутоагрессия.

Однако имеются и существенные различия:
- Лица, страдающие ПРЛ, могут не иметь в анамнезе случаев психической травматизации; предполагается, что на развитие ПРЛ в значительной степени влияет генетическая предрасположенность.
- Основными характеристиками ПРЛ являются страх быть брошенным (отчаянные попытки избежать одиночества), нестабильность образа Я, непостоянство в отношениях в виде идеализации/обесценивания (неустойчивые и бурные межличностные отношения, причём отношения являются основным источником эмоций) и импульсивное поведение. При КПТСР страх отвержения не является характерной чертой. Образ Я и самооценка скорее негативны, чем нестабильны. В сфере отношений характерны негативный взгляд на отношения и избегание, а не колебания между идеализацией/обесцениванием.
- Для обоих расстройств характерно нарушение регуляции эмоций. Однако в случае КПТСР это в первую очередь выражается в эмоциональной сензитивности, сложностями в регуляции гнева и неэффективными копинг-стратегиями (например, со злоупотреблением психоактивными веществами). В ПРЛ всё это может иметь место, но основными проблемами являются самоповреждение и суицидальное поведение[179].
- Для ПТСР также характерны постоянное состояние сверхбдительности, чувство безнадёжности, склонность к соматизации и социальной изоляции[178]

## Фармакотерапия
При посттравматических расстройствах был наиболее хорошо изучен эффект антидепрессантов группы СИОЗС, которые уменьшают тревожность и облегчают для пациента начало процесса психотерапии. При посттравматических расстройствах целью использования антидепрессантов является уменьшение не только депрессии, но и обсессивно-компульсивной симптоматики, навязчивых представлений и тревожно-фобических переживаний, вспышек гнева и влечения к алкоголю. К преимуществам антидепрессантов относится низкий риск злоупотребления этими препаратами и формирования зависимости, что имеет большое значение при посттравматических расстройствах. Кроме того, антидепрессанты группы СИОЗС не могут быть использованы для суицида путём приёма больших доз. Они назначаются на срок не менее 12 недель и часто используются в течение 12—24 месяцев. Отмена препарата должна быть постепенной (в течение 3 месяцев), чтобы избежать возврата симптомов.
Если при лечении антидепрессантами группы СИОЗС сохраняются некоторые посттравматические симптомы то могут оказаться эффективными следующие препараты:
| Остаточные симптомы                                  | Медикаменты первого выбора                                        | Медикаменты второго выбора                     |
| ---------------------------------------------------- | ----------------------------------------------------------------- | ---------------------------------------------- |
| Психопатологические репереживания, сверхбдительность | рисперидон, вальпроевая кислота, топирамат, ламотриджин, фенитоин | кветиапин, оланзапин, габапентин, карбамазепин |
| Симптомы депрессии                                   | препараты лития, миртазапин, кломипрамин, клонидин                | оланзапин                                      |
| Бессонница                                           | тразодон, габапентин, кветиапин, празозин                         | ципрогептадин, бензодиазепины                  |
| Кошмары                                              | вальпроевая кислота, габапентин, празозин, оланзапин, топирамат   |                                                |
| Раздражительность, агрессивность                     | вальпроевая кислота, рисперидон, топирамат, фенитоин, оланзапин   | габапентин, карбамазепин                       |

При этом транквилизаторы уменьшают тревожность, антиконвульсанты и нормотимики снижают нервное возбуждение и паническую тревожность (они могут назначаться, если медикаменты другого типа оказались неэффективными), а антипсихотические препараты помогают уменьшить нервное возбуждение и чувство гнева. Однако ни один из перечисленных медикаментов не излечивает посттравматическое расстройство, лекарства лишь помогают временно контролировать симптомы.
Есть некоторые предварительные указания на то, что для пациентов, которым не помогли другие типы лечения, может быть эффективной психотерапия в сочетании с использованием MDMA, однако необходимы дополнительные исследования этого вопроса. Данное вещество усиливает состояние осознанности и ясности восприятия, а также уменьшает тревожность, позволяя пациенту активировать травматические воспоминания без чрезмерной нервно-физиологической активации организма и без переживания мучительных эмоций. Однако MDMA является сильным психоактивным веществом и может иметь опасные побочные эффекты, если оно используется вне терапевтического контекста. Также надо иметь в виду, что MDMA, применяющийся при данном типе терапии, не является аналогом наркотика экстази — это чистая форма вещества, произведённая в условиях строгого контроля.
Пропранолол ингибирует действие норадреналина (нейромедиатора, ответственного за консолидацию воспоминаний в долговременной памяти). Известно, что воспоминание подвергается повторной консолидации в долговременной памяти в течение нескольких часов после того, как индивид вызвал у себя это воспоминание. Приём пропранолола в этот момент может уменьшить негативное эмоциональное воздействие уже существующих воспоминаний.
Глюкокортикоиды могут быть полезны при назначении на короткий промежуток времени для профилактики нейродегенеративных процессов, которые могут возникнуть под воздействием стресса.
Всемирная организация здравоохранения рекомендует назначение антидепрессантов в случаях, когда методы психотерапии оказались неэффективными или по какой-то причине их невозможно применить. Антидепрессанты также могут назначаться пациентам, у которых посттравматическое расстройство сопровождается депрессивными симптомами с интенсивностью на уровне от среднего до высокого. Не рекомендуют назначать антидепрессанты детям и подросткам, страдающим посттравматическими расстройствами. Бензодиазепины могут назначаться на короткий срок и в исключительных случаях (бензодиазепины часто прописываются без достаточной необходимости) при нарушениях сна, если проблемы со сном мешают нормальному функционированию в дневное время. Не рекомендуется назначать бензодиазепины детям и подросткам для лечения бессонницы. Не рекомендуется назначать бензодиазепины пациентам, страдающим от депрессии из-за потери близкого человека.

## Психотерапия КПТСР
На данный момент не имеется достаточного количества исследований эффективности разных психотерапевтических подходов при КПТСР, в то время как это вопрос хорошо изучен в отношении ПТСР. Это связано с тем, что обычно пациенты с комплексной травмой не включаются в исследовательские выборки, так как они не вписываются в категории, необходимые для ясного исследовательского дизайна. Большинство исследований ведутся на выборках пациентов, переживших единичные травматические события. В частности, на данный момент не хватает исследований, оценивающих эффективность разных психотерапевтических подходов в снижении симптоматики нарушений Я-организации при КПТСР. Кроме того, пациентам с комплексной травмой необходим мультимодальный терапевтический подход, в то время как в исследованиях изучается эффективность отдельно взятой терапевтической техники.
Группой экспертов Международного общества исследований посттравматического стресса (International society for posttraumatic stress studies — ISTSS) на основе консенсуса было создано руководство для лечения КПТСР. Руководство предполагает три фазы терапии:
1. Стабилизация и развитие навыков. На этом этапе терапия нацелена на создание чувства безопасности и развитие навыков безопасного поведения в отношениях. Если покинуть опасные условия жизни не представляется возможным, обсуждаются ресурсы, которые могут быть задействованы в случае опасности. Также на этом этапе клиенту даются теоретические объяснения по поводу последствий травмы. Проводится терапевтическая работа для развития навыков регуляции эмоций и управления стрессом. Дополнительно могут применяться медитация и техники, направленные на повышение осознанности (mindfulness). Подготовительная работа для стабилизации состояния на этом этапе позволяет предотвратить возможное усиление симптомов на следующем этапе, при работе с травматическими воспоминаниями.
2. Обзор и переоценка травматических воспоминаний. Этот этап является основным в терапии травмы со времён классического психоанализа. На этом этапе происходит работа с травматическими
воспоминаниями через их репереживание в безопасном контексте терапевтических отношений. Это способствует интеграции травматических воспоминаний в структуру автобиографической памяти, что, в свою очередь, улучшает представление пациента о собственном Я и улучшает качество отношений с другими людьми.
3. Консолидация достижений. Новые навыки в регуляции эмоций и поведения в отношениях апробируются в реальных жизненных условиях. Терапевт поддерживает клиента в процессе изменений оказывая, в случае необходимости, дополнительную помощь по дальнейшему развитию этих навыков.
Ещё одна модель была создана исследователями из Центра травмы Института ресурсов правосудия (Trauma center at Justice Resource Institute, Массачусетс, США). Эта модель, названная «Компонентная психотерапия» ориентирована, прежде всего, на терапию для пациентов, переживших психологическое насилие в детстве. Она включает следующие терапевтические задачи:
1. Создание и поддержание чувства безопасности клиента в отношениях с терапевтом. Для клиентов с КПТСР, переживших повторяющееся насилие в отношениях, характерен дезорганизованный тип привязанности. Они мало доверяют другим людям и, в том числе, терапевту. Для развития чувства безопасности и доверия у клиента терапевт должен распознавать и корректировать собственные дисфункциональные установки и убеждения и быть максимально осознанным во время встреч с клиентом, стараясь по возможности распознавать все сигналы, идущие от клиента (язык тела, зрительный контакт, тон голоса), одновременно обращая внимание на собственные эмоции и ощущения .
2. Развитие саморегуляции на всех уровнях индивидно-личностной организации: соматическом, эмоциональном, когнитивном и поведенческом. Задача терапевта — помочь клиенту научиться распознавать, выдерживать и изменять негативные эмоции и связанное с ними реактивное поведение .
3. Работа с диссоциацией. Диссоциация и фрагментация переживаемого опыта и собственного Я является распространённой реакцией ребёнка на насилие и эмоциональную
депривацию. В этом случае терапия может включать работу с «частями» (parts) — аспектами Я, отделёнными от сознания. «Части» отделяются он осознанной психической деятельности в достаточно раннем возрасте. В отличие от личности клиента, они «не растут». Работа с ними проводится на трёх уровнях:
- психообразовательный (нормализация наличия частей как своего рода «субличностей», которые свойственны всем людям и не связаны с наличием тяжёлого психического заболевания);
- когнитивный (распознавание запускающих триггеров, понимание связи между детским травматическим опытом и реакцией на триггеры);
- интегрирующий (проработка связи между эмоциональными, когнитивными, физиологическими, сенсорными, телесными и поведенческими аспектами фрагментированного опыта)[77].

Основным терапевтическим механизмом для работы с частями является «отыгрывание» (активация «части» клиента или терапевта в процессе отношений между ними), что позволяет клиенту впервые осознанно прожить активацию «части».
4. Формирование когерентного нарратива о различных аспектах Я клиента в разных периодах развития его личности и в разных ситуациях. Например, клиент может рассказать о своих потребностях, желаниях и чувствах, в то время когда эти потребности были тяжело фрустрированы. Процесс создания нарратива отражает пять стадий развития идентичности:
- состояние отсутствия идентичности («no self»), связанное с диссоциативной фрагментацией личности;
- повреждённая идентичность («damaged self»), с преобладанием вины, стыда, непринятия и негативной оценки себя;
- идентичность жертвы («victim») с переживанием причинённого в прошлом вреда;
- идентичность выжившего («survivor»), здесь идентичность клиента по-прежнему связана с высокой значимостью пережитого абьюза, однако он становится способным направлять активность в другие сферы и проживать эмоционально наполненную жизнь. На этой стадии терапия может быть завершена.
- Пятой стадии («person») достигают не все клиенты. На этой стадии травматический опыт становится лишь одним из многих значимых аспектов жизни человека и его представлений о себе [194].

Однако существует и точка зрения, утверждающая, что терапия КПТСР не должна иметь значимых отличий от терапии ПТСР (см.Психотерапия посттравматического стрессового расстройства).

### Нейробиологические механизмы терапии психологических травм
Методы, применяемые для лечения посттравматических расстройств, можно классифицировать по тому, на какие зоны мозга они воздействуют в первую очередь.
1. Методы типа «снизу-вверх» (bottom-up) помогают снизить активность миндалевидного тела, привести в норму активность островковой доли и повысить активность гиппокампа. Поскольку данные зоны мозга недоступны для воздействия сознания, то используются техники работы с телом: релаксация с помощью дыхательных техник , прогрессивная мышечная релаксация, аутогенная тренировка, «соматическое чувствование», тай-чи, спорт, йога, и некоторые виды медитации. Снижение активности миндалевидного тела позволяет уменьшить стрессовую реакцию на триггеры и помочь пациенту выйти из состояния хронического страха, нервного возбуждения и сверхбдительности. Нормализация активности островковой доли уменьшает склонность к чрезмерным эмоциональным реакциям, например, страху или гневу (если активность была повышена) или диссоциации (если активность была понижена). Повышение активности гиппокампа (зоны мозга, связанной с упорядочением воспоминаний по времени) помогает пациенту осознавать, что в данный момент он в безопасности. Благодаря этому пациент становится способным более спокойно вспоминать о травме, осознавая, что она осталась в прошлом. Также постепенно снижается страх в ситуациях, напоминающих травму, и уменьшается склонность к избеганию
таких ситуаций.
2. Методы типа «сверху-вниз» (top-down) воздействуют на сознательные зоны мозга (префронтальную кору и поясную кору), увеличивая их активность и иногда способствующие их развитию. Примерами такого подхода являются различные техники когнитивной терапии (в частности, когнитивное реструктурирование и терапия принятия и последовательности), нарративная терапия и некоторые виды медитации. Более активная работа префронтальной коры позволяет пациенту сохранять ясность мышления в стрессовых ситуациях, улучшает способность к концентрации внимания и разрешению проблем и улучшает способности к социальной коммуникации. Более активная работа поясной коры улучшает контроль над эмоциями и мыслями, вызывающими тревожность.
3. «Горизонтальные» методы улучшают коммуникацию между различными зонами мозга или между правым и левым полушариями мозга. К этим методам относятся, например, арт-терапия и десенсибилизация и переработка движением глаз.
В терапии в первую очередь рекомендуется выяснить, знаком ли пациент с методами типа «снизу-вверх». Если он не владеет ими, рекомендуется начать терапию с обучения этим методам. В противном случае рекомендуется перейти к методам типа «сверху-вниз», посоветовав пациенту продолжать применять знакомые ему методы типа «снизу-вверх». Это связано с тем, что методы типа «снизу-вверх» помогают пациенту научиться лучше идентифицировать свои эмоции и ощущения, что необходимо для успешной терапии с применением когнитивных методов (подход типа «сверху-вниз»). Кроме того, если активность миндалевидного тела не снижена, то постоянная тревожность снижает активность сознательных зон мозга, и пациент не может сконцентрироваться на работе с сознательной составляющей травмы.

### Общие принципы терапии психологических травм
- Принцип нормализации — терапевт объясняет пациенту, что его симптомы являются реакцией нормальной психики на ненормальную ситуацию.
- Принцип партнёрства и повышения достоинства личности, который особенно важен для жертв насилия.
- Принцип индивидуальности — принятие во внимание того факта, что пост-травматический процесс очень сложен, и не существует подходящих для всех пациентов общих принципов терапии.
- Междисциплинарный подход с применением, при необходимости, лекарственных средств, физических упражнений и здорового режима питания, чтения вдохновляющей литературы, оказания социальной помощи и т. д.[163]

На выбор терапевтической стратегии также влияет то, что КПТСР часто сопровождается проблемами в поведении (импульсивность, гнев, доходящий до бешенства, агрессия и аутоагрессия, проблемы сексуального поведения, расстройства пищевого поведения), эмоциональной неустойчивостью, эмоциональным оскудением, депрессией, паническими расстройствами, когнитивными проблемами (например, амнезией или фрагментацией воспоминаний). Часто наблюдается диссоциация. Этот тип ПТСР требует длительной терапии, включающей развитие навыков контроля эмоций и навыков общения (особенно в области семейных отношений), лечение аддикций, развитие навыков, необходимых для трудоустройства. В ходе терапии необходимо создать у пациента чувство безопасности прежде, чем терапевт сможет перейти к работе над травмой.
В частности, могут использоваться следующие терапевтические подходы:

### Когнитивно-поведенческая психотерапия
В настоящее время когнитивно-поведенческая терапия считается одним из наиболее эффективных методов для лечения посттравматических расстройств. В частности, этот подход включён в «Руководство по лечению посттравматического стрессового расстройства» Американской психиатрической ассоциации. В рамках когнитивной психотерапии пациента обучают техникам снижения тревожности и избавления от повторяющихся ведущих к дистрессу образов. Большую роль при когнитивной терапии играет также выявление и изменение того значения, которое пациент придаёт психотравмирующим событиям. В этом подходе проводится работа с негативными убеждениями и неэффективными копинг-стратегиями пациента, которые поддерживают посттравматические симптомы. Терапия включает следующие этапы:
1. Тщательная диагностика. Особое внимание уделяется наличию аддикций и травм в анамнезе. Оценивается тяжесть симптомов и эффективность социальной поддержки пациента. Затем выявляются основные когнитивные темы, с которыми будет работать терапевт. Для этого пациент мысленно возвращается к травмирующим событиям и пытается выявить самые тяжёлые моменты. Затем психотерапевт выясняет, каким смыслом наделяет эти воспоминания пострадавший. Это позволяет выявить дисфункциональные оценки негативных последствий травм, а также представления пострадавшего о своих симптомах, о своём будущем и о поведении других людей. Для диагностики дисфункциональных стратегий копинга задают вопрос о том, как пациент пытается справиться с проблемой и с наплывами воспоминаний, чего он избегает и что, по его мнению, случится, если он позволит возникнуть воспоминаниям о событии и эмоциям по этому поводу. Затем выясняется, на каких мыслях фиксируется пациент. Также терапевт проверяет, есть ли у пациента нарушения в воспоминаниях о событиях (провалы в памяти, спутанность последовательности эпизодов), есть ли у пациента ощущение, что травма происходит с ним «здесь и теперь», содержат ли его воспоминания большое количество сенсорных и моторных компонентов[203].
2. Этап информирования. Пациенту объясняется природа травматических симптомов. Затем ему объясняют, что в ходе терапии будет происходить постепенное погружение в посттравматические воспоминания. Это поможет пациенту осознать, что он способен выносить наплыв пугающих мыслей и образов. В случае избегания будет найден более эффективный способ справляться с переживаниями[204].
3. Когнитивное переструктурирование. Пациент должен регистрировать возникающие у него негативные мысли, связанные с травмами. Терапевт помогает подвергнуть сомнению убеждения, лежащие в основе этих мыслей[205]. Например, при посттравматических расстройств часто существует группа убеждений, снижающих самооценку и уверенность в себе [24]

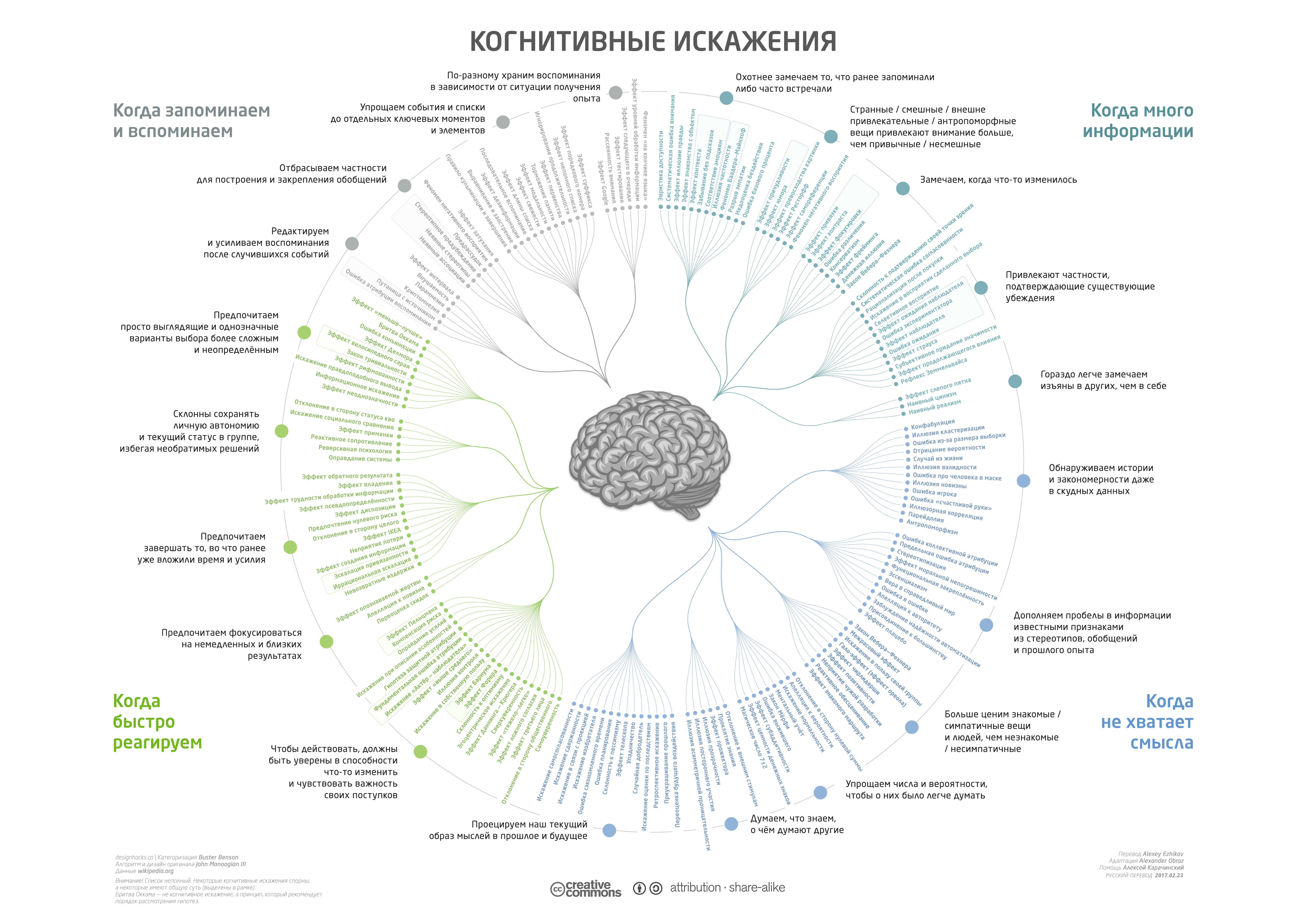
Диаграмма когнитивных искажений в мышлении

#### Методы систематической десенсибилизации
Этот метод является частью когнитивно-поведенческой терапии. Он включает в себя:

##### Пролонгированное погружение в воображении
Данная методика помогает пациенту поверить, что он способен вынести эмоции, связанные с травмой. Например, терапевт просит пациента медленно читать вслух рассказ о своей травме, концентрируя внимание на каждой детали. В качестве домашнего задания можно рекомендовать ежедневно читать описание события в течение 30 минут. Иногда также используется метод «переписывания сценария», где пациент создаёт новый образ себя и новый финал. 

##### Погружение in vivo
После того, как погружение в воображении перестаёт вызывать тревожность, пациента поощряют постепенно начинать в реальной жизни делать то, что вызывает у него сильный страх и избегание. По мере уменьшения тревоги, пациента просят перестать использовать приёмы «безопасного поведения». После каждого сеанса погружения обсуждается сходство и различия между новыми и старыми впечатлениями. Это помогает пациенту отличить безвредные стимулы, имевшие место в момент события, от реальных сигналов опасности. Постепенно травматическая реакция на эти безвредные стимулы угасает. 

##### Погружение с использованием виртуальной реальности
В методике Virtual reality graded exposure therapy (VRGET) с помощью компьютерной программы создаётся виртуальное подобие пугающих ситуаций. Терапевтические сессии проводятся с участием терапевта. Он выбирает сценарий в соответствии с уровнем негативных эмоций, которые пациент способен переносить в данный момент. Метод уменьшает посттравматические симптомы и даёт хорошие результаты у пациентов, которым не помогли вышеописанные методы погружения. В частности, уменьшается чувство страха и степень возбуждения нервной системы при контакте с пугающей ситуацией. 

#### Диалектическая поведенческая терапия
Эта методика была создана изначально для лечения пограничного расстройства личности, но в настоящее время разработан её вариант для лечения посттравматических расстройств, поскольку оба эти расстройства объединяют трудности с контролем эмоций и проблемы в отношениях с людьми. Исследования показали эффективность метода.

#### Стресс-прививочная терапия
Данный метод изначально был разработан для уменьшения симптомов тревожного расстройства, но он показал хорошие результаты при терапии посттравматических расстройств. В него входят приёмы релаксации, техника «остановка мысли» и метод погружения в ситуации, вызывающие страх.

#### Терапия принятия и ответственности
Этот метод относится к одной из разновидностей когнитивно-поведенческой терапии. В данном подходе пациенту в первую очередь предлагают осознать, что его попытки избежать негативных мыслей и эмоций по поводу травм лишь усиливают проявления симптомов и не дают ему сфокусироваться на настоящем моменте. Вместо избегания рекомендуется осознание и принятие своих переживаний.

### Десенсибилизация и переработка движением глаз
Одним из психотерапевтических методов лечения посттравматических расстройств является метод десенсибилизации и переработки движением глаз (ДПДГ). Многочисленные научные исследования доказывают эффективность этого метода. По данным метаанализов, ДПДГ не менее эффективен, чем лучшие из других существующих методов лечения посттравматических расстройств, но при этом, по-видимому, лучше всего переносится и действует очень быстро. При применении ДПДГ терапевт сначала вызывает у пациента травматическое воспоминание со всеми его составляющими — эмоциональной, визуальной, когнитивной и физической (ощущения тела) — и затем стимулирует информационно-перерабатывающую систему, обеспечивающую самоисцеление в психотравматических ситуациях, которая прежде не сумела переработать этот болезненный след.
К числу преимуществ метода относится следующие особенности этой техники:
- пациент может не рассказывать о травматических событиях если по каким-то причинам он не хочет этого делать;
- терапевт может работать с пациентом без хорошего знания языка, на котором говорит пациент;
- терапевту нет необходимости предварительно устанавливать доверительные отношения с пациентом.[213]

### Методы биологической и нейрологической обратной связи

физиологические показатели измеряются с помощью электродов и отображаются в форме изображения или звука

Методы биологической и нейрологической обратной связи заключаются в том, что информация о состоянии и изменении физиологических процессов или мозговой активности пациента считывается с помощью электродов. Затем эта активность отображается на экране компьютера в режиме реального времени, в графической форме или в виде мультимедийного игрового интерфейса. Это обеспечивает пациенту обратную связь о функционировании его мозга и позволяет ему научиться ею управлять.

##### Биологическая обратная связь
Хорошие результаты даёт метод биологической обратной связи для улучшения вариабельности сердечного ритма (см. Biofeedback).

##### Нейрологическая обратная связь

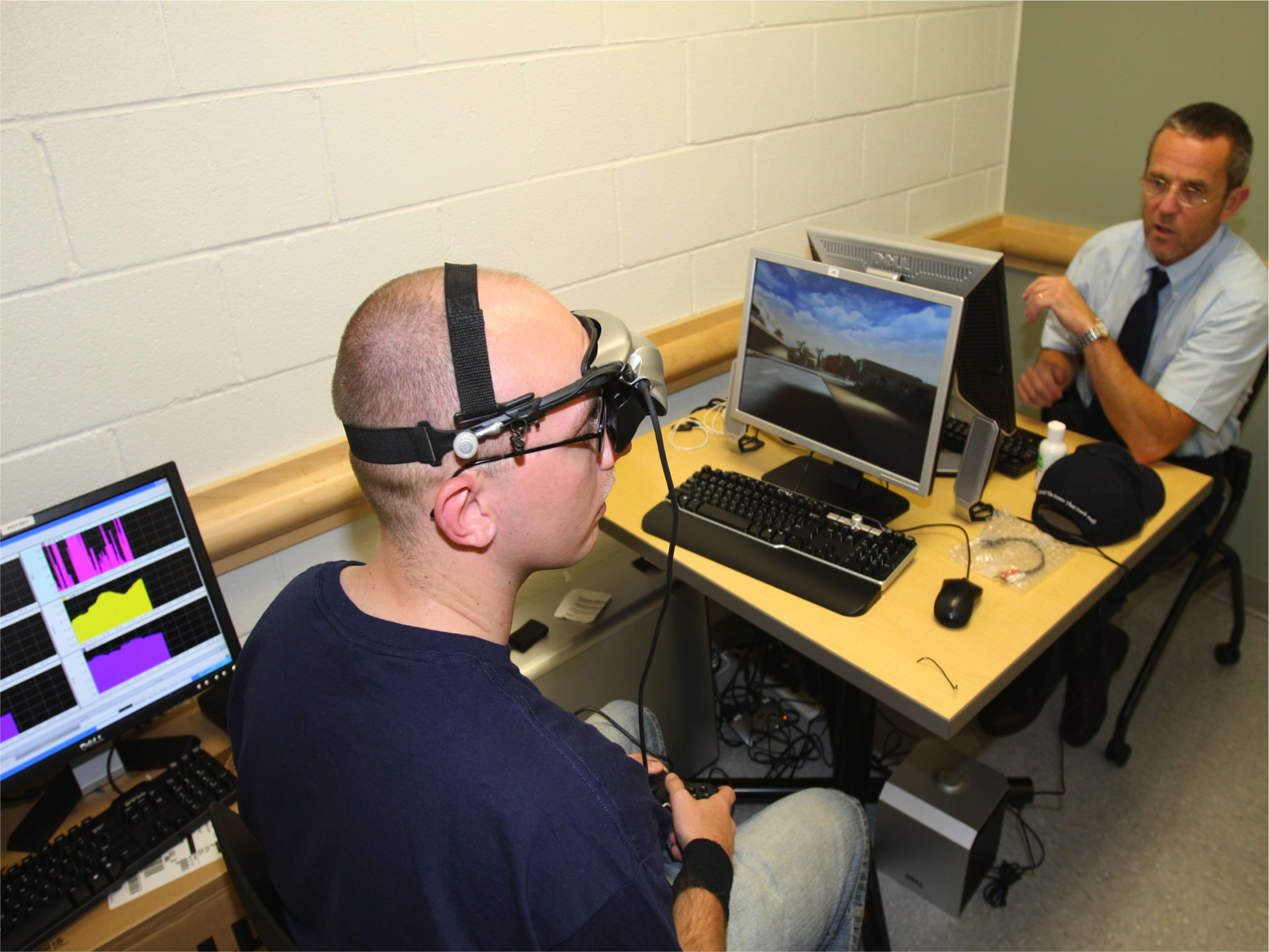
Метод нейрологической обратной связи для лечения посттравматического расстройства

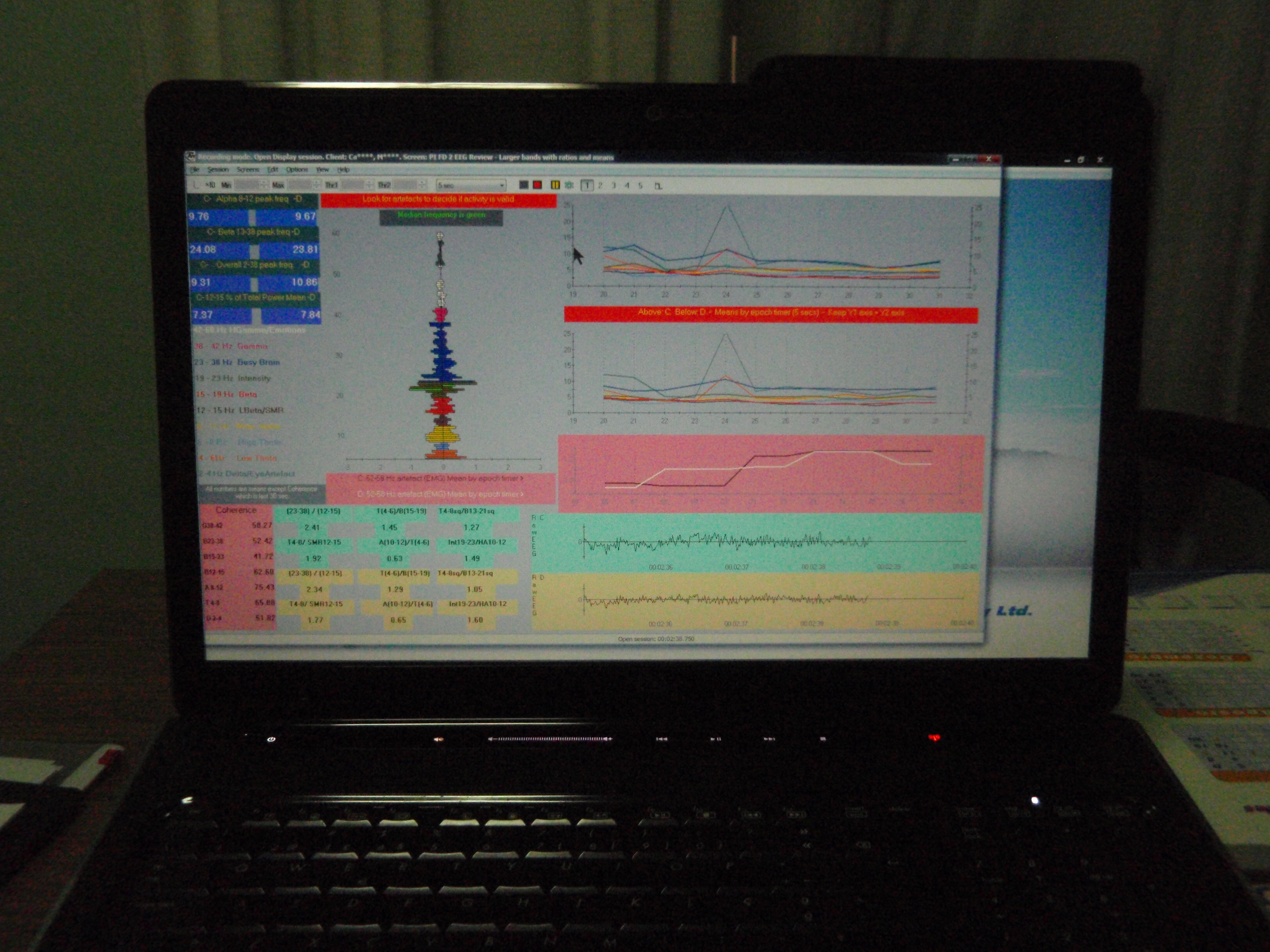
Графический интерфейс отображения активности мозга в компьютерной программе нейрологической обратной связи

Метод нейрологической обратной связи использует измерение активности головного мозга. Для лечения посттравматических расстройств могут применяться различные протоколы нейрологической обратной связи, в зависимости от наблюдаемых симптомов и результатов электроэнцефалографического исследования мозга. Например:
- При посттравматических расстройствах часто наблюдается повышенная активность в правой височной доле, что связано с состоянием хронического гипервозбуждения. Тренировка уменьшения активности этой зоны улучшает ясность мышления и уменьшает стрессогенность внешних стимулов.
- У некоторые пациентов с посттравматическими расстройствами гиперактивность мозга проявляется, если они закрывают глаза. Невозможность видеть то, что происходит вокруг, приводит их в состояние, близкое к панике. В этом случае метод нейрологической обратной связи используется для выработки более спокойного состояния при закрытии глаз.
- Иногда наблюдается реакция страха на звуки или свет; можно предположить, что таламус пациента потерял способность отфильтровывать малозначительные внешние стимулы. В этом случае нейрологическая обратная связь может помочь улучшить функционирование таламуса.
- наконец, иногда используется протокол «альфа-тета», который усиливает, в альтернативном режиме, активность волн альфа и тета. При усилении этой активности появляется состояние общей релаксации, сознание концентрируется на внутренних образах, с образованием новых ассоциативных связей между этими образами. Таким образом, пациент с посттравматическим расстройством может воссоздать травматический контекст, пребывая при этом в спокойном расслабленном состоянии. Благодаря этому, травматические образы перестают вызывать страх. Одновременно с этим нейтральные элементы контекста травматической ситуации, которые ранее ассоциировались с травмой, теперь видятся в более широкой перспективе, и перестают быть триггерами посттравматических симптомов[215].

### Релаксация
Люди, пережившие психологические травмы, часто страдают от постоянного нервного напряжения. Это может вызвать состояние сверхбдительности, раздражительность, проблемы со сном, что в свою очередь приводит к утомляемости и усиливает тревожно-депрессивные симптомы. В этом случае терапия на уровне сознания недостаточна, и полезными могут оказаться техники релаксации. Эти техники не только улучшают состояние пациента, но и позволяют ему преодолеть ощущение беспомощности по поводу своих симптомов: пациент осознаёт, что он способен совладать со своим тревожным состоянием.
Использование техник релаксации полезно также в начале сеанса психотерапии. Они позволяют пациенту легче переносить неприятные мысли и эмоции (страх, печаль, чувство беспомощности), не прибегая к их вытеснению. Благодаря этому пациент легче осознаёт свои тревожные мысли и своё эмоциональное состояние и может работать над ними во время психотерапевтического сеанса.
При посттравматических расстройствах обучение релаксации связано иногда с определёнными трудностями. Постоянно подсознательно опасаясь снова попасть в травматическую ситуацию, пациент боится расслабить мышцы и снизить контроль сознания. Состояние мышечной расслабленности может подсознательно ассоциироваться с большей уязвимостью. Иногда пациенту страшно закрыть глаза. Важно также иметь в виду, что иногда пациент может воспринимать обучение релаксации как нечто, в чём он обязан достичь успеха, причём быстро. Это может увеличить его тревожность и состояние стресса. Однако преодоление этих трудностей может иметь важный терапевтический эффект: пациент убеждается, что он может эффективно контролировать своё состояние, и что состояние релаксации не делает его более уязвимым.

#### Релаксация с помощью дыхательных техник

##### Абдоминальное дыхание

Процесс диафрагмального дыхания (диафрагма выделена зелёным цветом

Абдоминальное дыхание, также называемое диафрагмальным дыханием, имеет своей целью преодоление состояния гипервентиляции и её последствий. Дело в том, что в состоянии стресса или при воздействии триггера дыхание пациента становится более частым и поверхностным. Это необходимо для того, чтобы сердце и мышцы получили большее количество кислорода для осуществления инстинктивной защитной реакции «бей или беги». Но в большинстве случаев человек остаётся пассивным, организм не может израсходовать избыток кислорода, возникает дисбаланс между концентрацией кислорода и углекислого газа в крови. Этот дисбаланс приводит к большому количеству неприятных симптомов : сердцебиению, ощущению удушья, головокружению, страху потерять сознание, нарушениям зрения, и т. д. Подобное состояние вызывает ещё больший страх у пациента. Абдоминальное дыхание делает дыхательный ритм более медленным, восстанавливается равновесие между концентрацией кислорода и углекислого газа в крови, уменьшается частота сердечных сокращений, возникает общее ощущение покоя.
Абдоминальное дыхание также воздействует на блуждающий нерв. При абдоминальном вдохе диафрагма опускается и слегка сжимает органы, находящиеся в брюшной полости. Ветви блуждающего нерва проходят между этими органами; давление на них активирует блуждающий нерв, что приводит к снижению активности симпатической нервной системы, повышению активности парасимпатической нервной системы, и, как следствие, к состоянию расслабления, покоя и снижению реакции на стрессоры
При использовании техники не следует надувать живот, необходимо просто расслабить мышцы живота, позволить дыханию стать более глубоким и сконцентрировать внимание на ощущениях при вдохе и выдохе. Важно объяснить пациенту, что эта техника не гарантирует исчезновения тревожности, но она помогает легче переносить состояние тревоги и не позволяет страху стать ещё более сильным.
Техника требует времени для освоения поскольку в начале, даже умея дышать таким способом, пациент невольно возвращается к поверхностному дыханию, когда у него возникает чувство страха. В процессе терапии обычно сначала пациент обучается абдоминальному дыханию в спокойной обстановке. По мере овладения техникой он постепенно начинает использовать её в ситуациях, которые вызывают у него тревожность.

##### Техника контроля дыхания
Эта техника основана на идее, что фаза выдоха вызывает состояние релаксации организма. Пациента обучают дышать медленно, не вдыхая большого количества воздуха, удлиняя время выдоха и делая паузу на счёт 4 после каждого выдоха. Во время выдоха можно медленно произносить, например, слово «расслабление». Эта техника, в частности, полезна для жертв сексуального насилия, у которых вызывает тревожность концентрация внимания на ощущениях в нижней части живота (что является частью вышеописанной техники абдоминального дыхания).

#### Прогрессивная мышечная релаксация
В данном методе пациент обучается напрягать, а затем расслаблять различные группы мышц. Метод основан на том, что после периода сильного напряжения любая мышца автоматически глубоко расслабляется. Важно объяснить пациенту, что расслабление мышцы не должно производиться медленно и постепенно. Расслабляя мышцу, он должен вообразить, что он перерезает верёвку, приводящую в движение марионетку, и напряжение в мышце мгновенно исчезает. Также важно, работая с одной группой мышц, оставлять расслабленными все остальные группы мышц (мышцы тела имеют естественную тенденцию напрягаться, когда напрягается одна из мышц). Эту технику можно дополнить вышеописанными дыхательными упражнениями: во время фазы расслабления мышцы пациент может использовать метод абдоминального дыхания. Это усиливает состояние релаксации и создаёт условный рефлекс между глубоким дыханием и мышечным расслаблением. Таким образом, в дальнейшем использование абдоминального дыхания будет вызывать расслабление мышц.
Часто терапевт записывает инструкции в аудио-формате и просит пациента использовать эту запись для ежедневного обучения релаксации дома. Преимуществами данного метода являются:
- систематичность
- наличие чёткой программы
- простота в освоении. [223]

Кроме того, часто при посттравматическом расстройстве пациенту трудно расслабиться, слушая аудиозаписи релаксации с использованием воображения (например, «представьте себе шум волн моря»). В этом случае сознание становится «плавающим», и велика вероятность спонтанного возникновения травматических воспоминаний. При использовании метода прогрессивной релаксации пациент должен слушать чёткие инструкции и выполнять определённые команды, что уменьшает возможность думать на иные темы.

#### Аутогенная тренировка
Данный метод помогает снять эмоциональное напряжение и связанные с ним раздражительность и тревожность, улучшает качество сна. Посттравматические расстройства часто сопровождаются соматическими симптомами, и аутогенная тренировка может принести существенную пользу, например, для снятия боли и неприятных ощущений в теле, нормализации сердечного ритма и дыхания. Активизационные упражнения аутогенной тренировки могут уменьшить избегание стимулов, связанных с травмой, улучшить концентрацию внимания, устранить чувство подавленности, безнадёжности, бесполезности, ощущение снижения энергетики, отсутствие интереса к чему-либо, отсутствие мотивации.

### Техники медитации
Практика медитации уменьшает состояние чрезмерного нервного возбуждения, характерного для посттравматических расстройств. Благодаря этому уменьшаются симптомы интрузий, избегания, гнева и депрессии, одновременно увеличивая самоуважение, энергичность и способность к расслаблению, а также повышая болевой порог. Достоинством данного метода является простота обучения и возможность применения в групповой терапии. По данным исследований, Психопатологические репереживания (флешбэки) и состояние внутреннего оцепенения, характерные для посттравматических расстройств, при медитации хуже поддаются улучшению, чем прочие посттравматические симптомы. Кроме того, есть риск того, что репереживание травмы появится в процессе медитации. По этой причине рекомендуется ограничивать время медитации 3-6 минутами и проводить её под наблюдением терапевта.

#### Медитация осознанности
Медитация осознанности заключается в наблюдении за тем, что происходит здесь и сейчас, в том числе за собственными эмоциями и ощущениями. При этом медитирующий воздерживается от каких-либо суждений по поводу наблюдаемого. Эта техника имеет восточное происхождение. Начиная с 80-х годов XX века, на Западе она все чаще используется в психотерапии. Ежедневная практика осознанности постепенно увеличивает способность индивида сознательно контролировать свой фокус внимания на безопасной обстановке в данный момент, благодаря чему он обращает меньше внимания на воспоминания о травме и его меньше беспокоят стимулы, ранее являвшиеся триггерами, вызывавшими посттравматическе симптомы.
По данным исследований, по мере овладения навыками концентрации внимания на том, что происходит «здесь и сейчас», у пациента уменьшаются многие посттравматические симптомы, такие, как, например, тревожность и навязчивые мысли. Способность наблюдать свои ощущения и эмоции, оставаясь при этом в нейтральном спокойном состоянии, снижает интенсивность негативных эмоций (например, стыда), диссоциативных симптомов и реакций мобилизации длязащиты от воображаемой угрозы. По мере того, как пациент осознаёт, что он может спокойно переживать свои негативные эмоции и ощущения, у него снижается необходимость в стратегиях совладания и избегающем поведении. Наконец, уменьшается диссоциативная фрагментация личности индивида, усиливается чувство личностной целостности и идентичности.
Исследования показали, что при посттравматических расстройствах часто наблюдается либо недостаточный, либо чрезмерный контроль над проявлением эмоций (оба процесса могут сосуществовать параллельно). Практика медитации осознанности увеличивает активность префронтальной коры головного мозга в момент появления в сознании негативных образов, связанных с травмой (кора головного мозга, в частности, участвует в сознательном и адаптативном контролировании эмоций). Параллельно уменьшается активность лимбической системы (например, миндалевидного тела), ответственных за неконтролируемые эмоциональные реакции. Увеличивается островковая доля мозга, что, в частности, уменьшает симптомы алекситимии и улучшает способность пациента понимать своё эмоциональное состояние. Эта способность часто снижена при посттравматических расстройствах, и она часто проявляется параллельно с тенденцией чрезмерно контролировать свои эмоции. Таким образом, практика осознанности позволяет контролировать свои эмоции оптимальным и адаптативным способом.
Несмотря на хорошие результаты, данная техника требует осторожности при использовании, так как концентрация внимания на своих эмоциях и ощущениях может привести к дестабилизации или ретравматизации некоторых пациентов, у которых легко возникают воспоминания о травме, а также наблюдается большое количество флэшбэков и навязчивых мыслей. Метод также может быть труден в освоении для пациентов, не обладающих достаточными навыками контроля негативных эмоций и способностью переживать эти эмоции. Наконец, внимание к своим телесным ощущениям может вызвать симптомы диссоциации у жертв сексуального насилия.

#### Медитация сострадания и самосострадания
Целью этой медитации является желание чтобы сам медитирующий и другие люди были избавлены от страдания. Медитация состоит из трёх элементов:
- сострадание и стремление понять себя вместо самокритики;
- восприятие своего личного опыта как части общечеловеческого опыта, что уменьшает чувство отверженности.[230] Посттравматические симптомы также воспринимаются как нормальные для человека, и по этой причине они перестают быть причиной для стыда;[229]
- осознанность (восприятие своих неприятных мыслей и эмоций с позиции наблюдения и не-суждения, вместо самоидентификации с ними.[230]

При этом фокус внимания переносится с проблем на ощущение безопасности в данный момент.
Эта техника медитации уменьшает характерные для посттравматических расстройств чувства стыда, страха и гнева, а также депрессию, дисфорию и агедонию. Становятся более интенсивными позитивные чувства, такие как принятие себя, надежда, мотивация, ощущение смысла жизни и удовлетворение качеством жизни. Улучшаются отношения с людьми, стрессоустойчивость и способность к личностному росту. По данным исследований, при использовании этой техники активируются зоны мозга, ответственные за положительные эмоции и эмпатию, и улучшается их связь с корой левого полушария мозга. Увеличивается уровень окситоцина и эндорфинов, с которыми связаны позитивные эмоции и ощущение безопасности.

### Психодинамическая терапия
Психодинамический подход направлен на разрешение конфликта, возникшего из-за несоответствия картины мира и ценностей пациента реальности травмирующей ситуации. Терапевтическая коррекция заключается в исследовании этих конфликтов и в переводе заключённой в них разрушительной энергии в созидательную. В частности, производится выведение подсознательных конфликтов на уровень подсознания и их эмоциональное отреагирование. Для этого используются в том числе проективные методики. Терапия направлена также на восстановление целостности «Я», развитие самоуважения, самообладания и чувства личностной ответственности.
Одним из базовых постулатов этого метода является идея Зигмунда Фрейда о том, что психологическая травма вызывает у индивида потребность в вытеснении страдания в подсознание, с использованием разнообразных психологических защит. Это приводит к появлению симптомов избегания и искажениям в воспоминаниях о травме. К тому же эти психологические защиты блокируют способность Эго к преодолению последствий травмы и могут привести к разнообразным отклонениям в поведении. . Фрейд также выдвинул гипотезу, что стремление индивида избежать неприятных переживаний приводит к желанию аннулировать любую вредную стимуляцию, как внешнюю, так и внутреннюю, даже если это означает отказ от самой жизни (влечение к смерти или мортидо).
В настоящее время классический психоанализ Фрейда используется редко, поскольку этот процесс является длительным (до нескольких лет). Современные психодинамические методы обычно не так затратны в плане времени. К тому же в них не используются идеи Фрейда по поводу сексуальности. При посттравматических расстройствах в большинстве случаев терапевт и клиент проводят работу над укреплением Эго для того, чтобы клиент постепенно обрёл способность интегрировать травматический опыт. Под возрастанием силы Эго понимается внутриличностное единство и способность справляться со стрессом. Также психодинамическая психотерапия имеет целью улучшение понимания самого себя. В процессе терапии активируются нормальные механизмы адаптации, путём обращения к бессознательному и постепенно делая его процессы сознательными.
Показаниями к психодинамической психотерапии являются:
- сильное желание лучше понять себя;
- страдание, нарушающее жизнь пациента в такой степени, что он согласен выносить трудности лечения;
- способность не только переставать контролировать чувства и мысли, но и вновь обретать контроль и затем размышлять об этом опыте;
- толерантность к фрустрации;
- хороший интеллект;
- смелость и способность к озарению;
- достаточно хороший контроль над импульсами;
- способность создать прочные доверительные отношения с терапевтом;
- способность посмотреть на себя со стороны (она обозначается термином «наблюдающее Я»). Считается, что эта способность усиливается в процессе терапии и является одним из критериев готовности пациента к завершению терапии. Сочетание сильного наблюдающего Я и достаточного понимания себя даёт индивиду возможность поддерживать и даже улучшать состояние психического равновесия без помощи терапевта.

При отсутствии вышеперечисленных качеств, а также при эмоциональной нестабильности или в момент жизненного кризиса предпочтительно проводить психодинамическую психотерапию поддерживающего типа. В процессе поддерживающей психотерапии терапевт в целом более активен, он не столько интерпретирует, сколько поддерживает психические защиты пациента, объединяя их с теми стратегиями совладания, которые сам пациент считает полезными. Кроме того, терапевт укрепляет самоуважение пациента. Терапевт в меньшей степени стремиться к вскрытию бессознательных конфликтов, и в большей степени — к сохранению внутрипсихического равновесия пациента. Проблемы разрешаются в контексте настоящего момента, а не с помощью глубинного исследования личной истории и внутрипсихической структуры.
Существует также краткосрочная форма психодинамической психотерапии (12-20 сеансов). Показаниями к ней являются:
- проблема пациента является скорее фокальной, чем комплексной или глобальной;
- пациент хочет просто ослабить симптомы или улучшить какой-то аспект своей жизни, он не стремится к более глубокому пониманию своей личной истории, своих реакций, своих целей и возможностей.
- по различным причинам, в том числе финансового характера, пациент не может позволить себе долгосрочную терапию;
- пациент способен к быстроте мыслительных процессов и способности размышлять о себе в широком контексте
- пациент способен быстро формировать отношения высокого доверия в отношении терапевта.
- пациент имеет высокую способность выносить тягостные чувства.

В случае краткосрочной терапии необходимо, чтобы пациент и терапевт сразу пришли к соглашению по поводу цели терапевтической работы.
В психодинамической психотерапии посттравматических расстройств особенно большое значение имеет викарная травматизация терапевта, вынужденного выслушивать рассказы пациента о пережитой им травме. Кроме того, контрперенос (см. Перенос (психология)) на пациентов с посттравматическими расстройствами может быть глубоким и запутанным. Сильный контрперенос со стороны терапевта может оказаться относительным противопоказанием для начала или продолжения терапии. Поэтому при работе с пациентами этого типа особенно необходима работа терапевта над собой (адекватное обучение, непрерывная рефлексия, поддержка со стороны коллег, постоянная супервизия и личная психотерапия).
Ввиду специфики психодинамической терапии, большинство психодинамических исследований получают низкие показатели по классификации уровня достоверности. Кроме того, исследования проводятся в основном в отношении краткосрочной терапии, а не долгосрочной или поддерживающей терапии. Тем не менее, психодинамическая литература в значительной степени помогла лучшему пониманию психологического воздействия психической травмы.

### Гештальт-терапия
Обычно гештальт-терапия используется в форме групповой терапии, но при посттравматических расстройствах более эффективен индивидуальный подход. Гештальт-терапия может применяться при следующих симптомах:
- психосоматические расстройства;
- фобии и страхи;
- невротические расстройства;
- сексуальные расстройства психогенного характера;
- депрессивные проявления, суицидальные тенденции;
- нарушения сна (ночные кошмары);
- дезадаптирующие особенности личности (повышенная тревожность, агрессивность, раздражительность).

Целью терапевтической работы является снятие возникших из-за травмы блокировок и стимулирование процесса развития человека, благодаря созданию внутреннего источника опоры и оптимизации процессов саморегуляции. Много внимания уделяется повышению осознанности различных психологических установок и способов поведения и мышления, которые закрепились в прошлом. Терапевт помогает понять их значение и роль в настоящее время.
В гештальт-терапии одним из основных источников проблемы считается неспособность индивида завершить травматическую ситуацию на психологическом уровне. В результате индивид неспособен полноценно контактировать с окружающей средой и с самим собой. В гештальт-подходе рассматривается 5 основных механизмов прерывания контакта:
- Конфлюэнция — стирание контактов между собой и окружающим миром. Человек перестаёт осознавать самого себя. Наблюдается чрезмерное слияние себя с другими людьми; индивид неспособен отличать свои переживания от чужих. Например, для участников боевых действий характерно психологическое слияние с теми, кто также участвовал в боевых действиях. В этом случае терапевтическая работа нацелена на усиление способности индивида к психологической дифференциации.
- Ретрофлексия (обращение назад и на себя) — начиная контакт с окружающей средой, человек по каким-то причинам прерывает его и обращает действие на себя, делает себе то, что было предназначено окружающей среде. В частности, для посттравматических расстройств характерно наличие раздражительности и агрессивности. Если индивид не может выражать подобные чувства в приемлемой форме, то он может направлять негативные чувства на собственное тело. В результате может возникнуть хроническое мышечное напряжение, повышение артериального давления, язва желудка, боли в области сердца, затруднение дыхания и др. В гештальт-терапии используется следующая техника, состоящая из четырёх этапов:

1. Пациенту предлагается вообразить себя своей болезнью и говорить от её имени.
2. Выявляется активная нереализованная потребность, стоящей за болезненным ощущением, причём делается акцент на определённой полезности ощущения. Для этого задаются такие вопросы, как «Что ты можешь дать мне ценного и необходимого, без чего я не могу обойтись?»
3. Пациент выражает заблокированные чувства и потребности по направлению к личностному окружению.
4. Производится интеграция полученного опыта и включение его в систему целостной личности. Также обсуждается, какое послание может скрываться за симптомом и какими альтернативными путями оно может быть передано окружающим.

- Дефлексия — стремление избежать непосредственного контакта со средой, другими людьми, проблемами и ситуациями. Эта тенденция связана с симптомом избегания, имеющим место при посттравматических расстройствах. В этом случае энергия индивида рассеивается, так как он неспособен применить её в нужный момент или сконцентрировать для того, чтобы совершить чётко направленное действие. В терапевтическом общении это может проявляться в форме ритуальности и условности поведения, общих фраз, болтливости, шутовства, избегания смотреть в глаза, пустых рассуждений вместо обсуждения негативных переживаний. В подобных случаях может быть использована так называемая импрессивная техника — прерывание пациента при избегании контакта или уходе в болтовню. Также существует противоположная, так называемая экспрессивная техника — терапевт отслеживает невербальные эмоциональные проявления пациента, связанные с избеганием контакта и уходом в бессодержательные разговоры. Затем пациенту предлагают усилить соответствующие позы, жесты и мимику. Таким образом пациент может выйти на новый уровень понимания своего состояния и осознать свою скрытую эмоцию.
- Проекция — индивид переносит на окружение или безличные факторы ответственность за явления, возникающие в самой личности,. Одновременно может наблюдаться опредмечивание себя («что-то толкнуло меня на это», «что-то заставило меня это сделать»). В частности, у лиц, страдающих у лиц, страдающих посттравматическими расстройствами, может присутствовать выраженная агрессия, которая может не только ретрофлексироваться на самого себя, но и проецироваться. В результате пациент может считать другого человека очень агрессивным, из-за неспособности осознать свою собственную агрессивность. В таком случае, если пациент говорит, что кто-то агрессивен, терапевт может попросить его несколько раз повторить: «Я сам агрессивен». Благодаря этому пациент сможет осознать свои настоящие чувства.
- Интроекция — механизм присваивания стандартов, норм, способов мышления, отношений к действиям, которые не ассимилируются, то есть не становятся собственными. В частности, это может привести к формированию интроекта «жертва», который характеризуется снятием с себя ответственности за то, что происходит с человеком и наделение окружающих этой ответственностью. Активность по улучшению своего состояния сводится до минимума. Индивид часто употребляет такие выражения, как «они должны мне…», «им следует…». В этом случае терапевт может использовать большое количество разнообразных техник, целью которых является усиление своего собственного «Я» и уменьшение чувства зависимости от внешних условий жизни.

Для лечения посттравматических расстройств также может быть использована классическая техника «двух стульев», которая заключается в проигрывании пациентом незаконченных травмирующих ситуаций. При этом пациент выступает в различных ролях, пересаживаясь на разные стулья. Например, это позволяет работать с кошмарными сновидениями, которые часто имеют место при посттравматических расстройствах. В гештальт-терапии различные элементы сна рассматриваются как проекция отдельных частей личности человека, видящего сон. Сон рассматривается как послание, с которым спящий обращается к самому себе. Пациенту предлагается последовательно идентифицировать себя с разными элементами сна и присвоить обратно свои проекции. Важно воспроизвести сон со всех точек зрения, то есть побывать в роли каждого персонажа сна, включая и неодушевлённые предметы. Таким образом, пациент может прожить, осознать и интегрировать отвергаемые им части личности.

### Гуманистическая и экзистенциальная психотерапия
С точки зрения психологов этого направления, терапевты других школ (в частности, представители психодинамического подхода и когнитивно-поведенческой терапии) в первую очередь стремятся к тому, чтобы индивид стал способен контролировать посттравматические симптомы и нормально функционировать в повседневной жизни. При этом ими не уделяется достаточного внимания тем важным вопросам, которые люди склонны задавать себе после травмы (например: «Почему это случилось со мной?»), а также размышлениям человека о смерти, своей идентичности, чувству отчуждения в отношении людей и т. д., которые часто возникают после травматического опыта. В гуманистической и экзистенциальной терапии именно поиск, совместно с клиентом, ответов на эти вопросы имеет приоритетное значение. Терапевт также помогает клиенту найти в себе скрытые внутренние силы и стать способным быть самим собой — а не тем, кем он, с точки зрения его прежних убеждений, «должен» быть. Большое внимание уделяется духовным аспектам переживаний клиента, иногда в контексте его религиозных убеждений, поскольку травма часто бросает вызов именно этим аспектам в психической жизни человека.
В частности, будучи одним из направлений этого течения, логотерапия заключается в том, чтобы найти смысл в случившемся. Как только найден смысл, выздоровление может наступить очень быстро. Культуральные и религиозные взгляды (например, доктрина кармы или религиозного смысла страдания) тут играют важную роль.

### Нарративная терапия
Метод был создан в 1989-90 гг. В настоящее время он получает всё большее распространение, в том числе на постсоветском пространстве. Американская психологическая ассоциация условно рекомендует данный метод для терапии посттравматических расстройств, в особенности для лечения комплексных или множественных психологических травм. Метод может использоваться как индивидуально, так и в групповой терапии (в небольших группах) и обычно включает в себя от 4 до 10 сессий. Нарративная практика эффективно применяется в работе с людьми и сообществами, пережившими любого рода травму, например: в «горячих точках», с жертвами оккупации, геноцида, в лагерях беженцев и т. д. Также ведётся работа с маргинализованными группами населения, с заключёнными в тюрьмах или с людьми, для кого традиционная психотерапия является недоступной в силу культурных или религиозных особенностей.
Метод заключается в том, что терапевт предлагает клиенту записать хронологический рассказ о своей жизни, с акцентом на травмирующих событиях, но при этом упоминая и о положительных моментах. Необходимо детально описать свои эмоции, мысли, ощущения и физиологические реакции на события. При этом следует сохранять связь с настоящим моментом. Для этого используются постоянные напоминания о том, что эмоции и физиологические реакции связаны с конкретным местом и с конкретным моментом в прошлом. Записывается также то, что предпринял человек (например, какие-то способы поддержания бодрости духа, помощь другим, воспоминания о прошлом, которые помогли выжить и т. д.), как он использовал свои умения и навыки, как это было связано с его ценностями, откуда ценности пришли в его жизнь и как они на неё повлияли. В нарративном подходе это называется «двойным описанием», или «описанием с обеих сторон».
Во время завершающей сессии терапевт вручает клиенту написанную во время терапии автобиографию. Считается, что нарративный метод способствует упорядочиванию и привязке к контексту травматических воспоминаний. Известно, что при посттравматических расстройствах травматические воспоминания фрагментированы и не интегрированы в автобиографическую память. В результате травматическое воспоминание не воспринимается как событие, имевшее место в прошлом и к нынешнему времени уже благополучно завершившееся(см. Механизм формирования травматических воспоминаний при посттравматическом стрессовом расстройстве). Нарративный метод позволяет трансформировать фрагментированные травматические воспоминания в связные автобиографические воспоминания и интегрировать их в свой жизненный опыт. Это также помогает клиенту понять влияние пережитых событий на свои паттерны поведения. Кроме того, укрепляется чувство личной идентичности, усиливается осознание своего человеческого достоинства и своих прав. В данном методе важно, чтобы терапевт проявлял способность к активному слушанию, состраданию и безусловно-позитивному восприятию в отношении клиента.
В нарративной терапии предполагается, что клиент является экспертом по собственному опыту и собственной жизни; он сам лучше знает, как следует описать то, что с ним происходит. Позиция терапевта — децентрированная, в центре находятся опыт и мнение клиента. Терапевт задаёт направляющие вопросы и несёт ответственность за то, чтобы терапия не приводила к ретравматизации клиента, а открывала возможности для нового понимания личного опыта. В нарративной практике нет понятия «сопротивление клиента», поскольку сопротивление может возникнуть лишь если терапевт пытается навязать клиенту определённое направление беседы. Если клиент не даёт ответа на вопрос терапевта, предполагается, что вопрос оказался за пределами зоны ближайшего развития (то есть за пределами пространства между известным и привычным и тем, что возможно осознать в данный момент). В таком случае терапевт переформулирует вопрос и использует методы для выстраивания «системы опор», позволяющих клиенту продвигаться вперёд без риска ретравматизации.
Также часто человек может ощущать стыд, вину или чувство неполноценности поскольку что-либо в его личности и поведении не вписывается в социальные стереотипы (см. Стыд и чувство вины при посттравматическом стрессовом расстройстве). Нарративный терапевт может помочь осознать эти стереотипы и понять их роль в поддержке негативных эмоций, а затем клиент может обратиться к альтернативным нормам, не доминирующим в данный момент в его культуре.
Важным приёмом метода является так называемая «экстернализация» (в буквальном смысле — «полагание вовне»), основанная на ключевой идее нарративного подхода: «Проблема не в человеке, проблема в проблеме». Дело в том, что если человек считает, что проблема — в нём, это добавляет к уже существующему страданию стыд и самообвинение. В нарративном подходе терапевт отделяет проблему от человека, представляя проблему как некую сущность, которая в рамках метафоры нарратива выполняет функцию противника по отношению к герою рассказа.
Один из наиболее специфичных для нарративной практики приёмов — проведение специальных церемоний признания самоопределения, где участники (желательно люди, объединённые с рассказчиком общим опытом) дают свидетельский отклик на историю рассказчика. Также принято, чтобы терапевт говорил клиенту, что он сам получает от работы с ним (например, терапевт подчёркивает, что разговор с клиентом помогает терапевту взглянуть на что-то по-новому). Для человека, пережившего травму, может быть очень ценным то, что его история оказала определённое влияние на жизнь других, что пережитое им было не зря, что оно оказалось для кого-то важным и полезным. В частности, это может содействовать так называемому посттравматическому личностному росту.
Метод может применяться и для детей, с использованием рисунков и игрушек.

### Групповая терапия
Групповая психотерапия — часто применяемый метод терапии посттравматических расстройств, часто параллельно с индивидуальной терапией. Существуют следующие типы таких групп:
- группы открытого типа для информирования клиентов;
- группы для структурирования травматических воспоминаний (работа «там и тогда»);
- группы, имеющие заданную структуру, для выработки навыков совладания с травмой (работа «здесь и теперь»).
- существуют также группы с когнитивно-поведенческим подходом, психоаналитические и психодраматические группы, группы самопомощи, анализа сновидений, арт-терапии, и т. д.

Преимущества группового подхода:
- повторное эмоциональное переживание травмы в безопасном пространстве, при поддержке группы (при этом терапевту не следует форсировать процесс);
- общение с людьми, имеющими сходный травматический опыт, что уменьшает чувство изоляции, отчуждённости или стыда;
- возможность наблюдать за тем, как другие переживают вспышки интенсивных аффектов при поддержке от терапевта и членов группы;
- возможность быть в роли того, кто помогает другим участникам (осуществляет поддержку, помогает вернуть уверенность в себе и чувство собственного достоинства), что позволяет преодолеть ощущение собственной неценности («мне есть что предложить другим»);
- уменьшение концентрации на своих негативных мыслях;
- приобретение опыта новых взаимоотношений.[165]

### Телесно-ориентированная психотерапия
Данный подход основан на том факте, что более тяжёлые посттравматические симптомы наблюдаются у людей, которые не могли активно действовать в момент события. Если человек вынужден быть пассивным, гормоны стресса не используются организмом для действия, и состояние «бей или беги» становится хроническим. В телесно-ориентированной терапии пациент становится способным совершить действия, которые он не мог совершить в момент травмы (например, нанести удар), что приводит к уменьшению посттравматических симптомов.

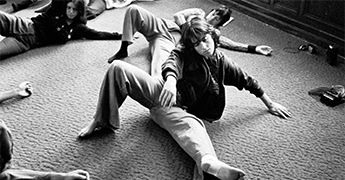
Занятие по методу Фельденкрайза (1975)

Кроме того, в момент травмы сознание отстраняется от ощущений тела (диссоциация), чтобы не испытывать боль и страх по поводу своей физической безопасности. Но часто в период после травмы состояние диссоциации сохраняется. Человек теряет способность быть спонтанным и чувствовать себя живым, испытывать удовольствие. При этом вытесненные телесные ощущения возвращаются в форме невротических симптомов (тревожность, мышечные зажимы, головные боли, психосоматические болезни). При тяжёлых формах посттравматических расстройств могут появиться симптомы дереализации и деперсонализации. Существует большое количество методов телесно-ориентированной терапии для восстановления связи сознания с телом и снятия хронического мышечного напряжения. К ним относятся, например:
- «соматическое чувствование»[англ.] Питера Левина. В этом методе восстанавливается способность полноценно испытывать телесные ощущения, для этого развивается устойчивость к телесным ощущениям, связанным с тревогой и травматическим опытом;
- метод Фельденкрайза, улучшающий способность к телесной осознанности;
- «упражнения, освобождающие травму» (Tension, Stress and Trauma Release) Дэвида Берсели — метод самопомощи, направленный на снятие мышечных напряжений, связанных с травматическим опытом[242];
- сенсоримоторная психотерапия[англ.]) Пэт Огден [241].

По данным исследований, телесно-ориентированный подход даёт улучшения в отношении навязчивых воспоминаний о травматическом событии, избегания, эмоционального возбуждения, тревожности, депрессивных симптомов и гнева. Также отмечается улучшение стрессоустойчивости. Этот подход особенно эффективен при КПТСР, возникшем в детстве, в частности, при возникновении проблем на уровне привязанности. В этом случае травмирующая ситуация оказывает негативное влияние на развитие нервной системы ребӫнка, у него вырабатываются патологические механизмы адаптации к травме, в том числе на уровне физиологических реакций тела. Часто (особенно если травма возникла в раннем детстве), клиент не понимает причин этих реакций, у него может даже не сохраниться осознанных воспоминаний о травмах, приведших к формированию подобных реакций. По этой причине он не может выразить свои воспоминания и переживания в словесной форме в процессе терапии. Телесно-ориентированный подход позволяет клиенту осознать эти реакции, а затем постепенно заменить их более здоровыми реакциями.

### Терапия субличностей
Обращение к субличностям психики полезно при наличии внутреннего конфликта, нарушения идентичности или структурной диссоциации у человека, страдающего от посттравматического расстройства. Работа с субличностями позволяет пациенту восстановить целостность своей психики. К методам этого типа относятся, например:
- «Терапия Я-состояний[англ.]»[244];
- «Система внутренней семьи»[89].

#### Терапия Я-состояний
Целью метода является уменьшение жёсткости границ между разными Я-состояниями для того, чтобы они смогли сотрудничать для блага пациента. Такой подход особенно показан для пациентов, переживших тяжёлую травму (физическое или сексуальное насилие, ранняя материнская депривация), а также для пациентов, страдающих аддикциями и расстройствами пищевого поведения (анорексия, булимия). Этот метод использует погружение в состояние гипнотического транса. Затем терапевт устанавливает диалог с различными Я-состояниями. Используется так называемая модель SARI
- Этап 1 — Security and Stabilisation: стабилизация и достижение состояния безопасности путём усиления Эго пациента;
- Этап 2 — Access: доступ к психологической травме;
- Этап 3 — Resolution: разрешение внутреннего конфликта и ре-ассоциация (процесс, противоположный травматической диссоциации)
- Этап 4 — Integration: интеграция субличностей в Эго и интеграция новой идентичности.[245]

#### Терапия на основе «модели внутренней семьи»
В 1995 году Ричард Шварц (Richard Schwartz) создал терапевтический метод на основе концепции «модели внутренней семьи» (Internal Family Systems или, сокращённо, IFS). «Внутренней семьёй» клиента называется набор субличностей (также называемых частями или эго-состояниями), возникших в результате травматической диссоциации. В данной модели предполагается что даже в случае тяжёлой травмы центральная часть личности (Self) остаётся здоровой и способной управлять психическими процессами, если для этого будут созданы благоприятные условия. Целью терапии является развитие внутреннего лидерства Self и примирение тех субличностей, которые находятся в состоянии конфликта.
Шварц создал классификацию субличностей, могущих возникнуть в результате травматической диссоциации:
- Так называемые «менеджеры» (Managers) управляют взаимодействием индивида с внешним миром, оберегая его от ретравматизации. Они позволяют ему быть эффективным и хорошо выглядеть в глазах окружающих. В традиционной психодинамической модели это соответствует защитным механизмам психики. «Менеджеры» также защищают более уязвимые субличности. Однако «менеджеры» достигают своей цели с помощью подавления нежелательных ощущений и эмоций, что достигается путём строгого контроля над уязвимыми субличностями. «Менеджеры» отличаются постоянной высокой тревожностью, подозрительностью и склонностью постоянно размышлять и всё анализировать. Они всегда находятся в состоянии бдительной готовности на случай, если какое-то событие внешнего мира будет представлять возможную угрозу для индивида. Если подобная угроза возникает, тревожность «менеджеров» становится основной эмоцией индивида.
- «Отверженные» субличности (Exiles) — субличности, которые пребывают в состоянии боли, страха или стыда. Это травмированные субличности, которые нуждаются в исцелении. Травма остановила развитие этих субличностей, они проявляют себя как существа гораздо более младшего возраста, чем индивид (иногда как маленькие дети). Им постоянно требуются любовь, забота, внимание и советы. В то же время именно эти субличности связанны с креативностью, способностью к любви, спонтанности, игре и самовыражению. Эти субличности постоянно пытаются рассказать о травме: о том, что случилось и насколько это было больно. Они также пытаются понять причины случившегося. Для исцеления о последствий травмы необходимо, чтобы «отверженные» смогли сделать это. Однако «менеджеры» стараются им помешать, опасаясь возникновения болезненных переживаний по поводу травмы.
- «Пожарные» (Firefighters) " — это субличности, которые берут на себя защиту индивида в случаях, когда «отверженные» подвергаются опасности, а «менеджеры» не могут справиться со своими обязанностями. Основной ролью «пожарных» является уменьшение болезненных эмоций. Это достигается с помощью ритуального навязчивого поведения или поведения, связанного с риском. «Пожарные» особенно активны у людей, страдающих аддикциями.

Прежде всего терапевт помогает клиенту обнаружить каждую субличность и осознать её отдельность от центральной части психики (Self). Затем индивид переходит к воображаемым диалогам с «менеджерами», расспрашивая «менеджеров» об их страхах. Например, «менеджеру» может быть задан вопрос: что опасного может случиться, если он перестанет выполнять свою задачу защиты индивида? Какую именно уязвимую субличность защищает «менеджер»? В процессе воображаемого диалога с «менеджером» индивид выражает сочувствие и благодарность за заботу и защиту и заверяет «менеджера», что он не будет подвергать себя опасности. Обычно после этого «менеджер» становится менее тревожным, строгим и контролирующим и позволяет индивиду перейти к диалогу с «отверженным», которого оберегает «менеджер». При необходимости тот же подход применяется к субличности-«пожарному». Это даёт индивиду возможность контакта с «отверженным». В воображаемом диалоге индивид просит «отверженного» выразить травматические воспоминания, носителем которых он является. Это позволяет «отверженному» наконец освободиться от бремени травматических воспоминаний, которое он был вынужден нести. Индивид также заверяет «отверженного», что опасность исчезла.

### Гипнотерапия
В период между концом XIX века и серединой XX века, гипноз был основным методом лечения психологических травм, но на данный момент не было проведено большого количества научных исследований его эффективности. Тем не менее, выяснено, что у лиц, перенёсших неоднократную травматизацию, гипнабельность (то есть восприимчивость к гипнозу) повышена. Это может объясняться в тем, что при КПТСР возникает симптом диссоциации, то есть изменённого состояния сознания, сходного с гипнотическим трансом (см. Трансовое расстройство). Предполагается, что иногда индивид сознательно пользуется диссоциацией для защиты от тяжёлых переживаний. Эта развившаяся в результате травмы способность к трансовой диссоциации может использоваться в гипнотерапии целенаправленно. Важно также то, что при посттравматических расстройствах воспоминание о травмирующей ситуации останется заблокированным в миндалевидном теле мозга без указания, где, когда и почему событие имело место (см. Механизм формирования травматических воспоминаний при ПТСР). Эта особенность посттравматических расстройств может быть полезной при применении техник гипноза и самогипноза, поскольку миндалевидное тело неспособно отличить реальную ситуацию от воображаемой. Таким образом, если пациент воображает себя в приятной или безопасной ситуации, тревожная активность миндалевидного тела снижается, и это может содействовать выздоровлению.
В гипнотерапии часто используется следующая схема:
Первый этап: стабилизация состояния пациента, уменьшение интенсивности симптомов, повышение самоконтроля над симптомами. На этом этапе гипноз используется для релаксации, чтобы пациент стал способен ощущать состояние покоя и безопасности, а также с помощью самогипноза сохранять это состояние в своей повседневной жизни. Гипнотические внушения могут быть направлены на такие посттравматические симптомы, как например, беспокойство, физическая боль, нарушения сна. Может использоваться техника «Безопасное место» (научиться воображать себя в месте, которое ассоциируется с состоянием расслабленности и спокойствия) и техники для «усиления Эго».
Второй этап: обращение к травматическим воспоминаниям (в частности, иногда используется техника возрастной регрессии). Переход к этому этапу производится после того, как были установлены доверительные отношения с пациентом и когда у пациента созданы достаточные личностные ресурсы чтобы быть способным чувствовать себя в безопасности и суметь справиться с эмоциями, связанными с воспоминаниями. Целью этого этапа является проработка и интеграция всех аспектов травматического опыта (ощущения, мысли, эмоции) в безопасном контексте. Можно предложить пациенту проецировать травматические образы, ощущения и мысли на воображаемый экран (например, на экран телевизора или компьютера, на поверхность спокойного озера, зеркала или голубого неба). Эта техника помогает отделить воспоминаний от физически болезненных ощущений. Пациенту также можно внушить, что он может контролировать то, что происходит на воображаемом экране (менять цвета, громкость звука, скорость движения).. Можно также предложить пациенту вообразить травматическое событие на левой стороне экрана, а справа поместить изображение того, что он сделал, чтобы совладать с ситуацией, защитить себя или кого-либо другого (Это помогает пациенту осознать, что беспомощность и унижение были лишь одним из многих аспектов события). Также гипнотерапевт может использовать следующие техники:
- вызвать абреакцию, которая может дать выход избытку сдерживаемых негативных эмоций, которые не были выражены в момент травмирующего события[256]. При использовании абреакции важно привнести в переживаемый травматический опыт дополнительные позитивные ресурсы, поддержку и новое понимание опыта. Благодаря этому травма в значительной степени нейтрализуется, а пациент получает возможность переосмыслить события прошлого без излишней эмоциональной вовлечённости и более конструктивно.[163]
- использовать вышеописанный метод пролонгированного погружения в воображении, но пациент делает это в состоянии гипнотического транса;
- помочь пациенту вообразить иное, менее травматичное завершение события.[256]

Эффект этих методов связан с так называемым эффектом Зейгарник: действие, которое не было завершено в прошлом, занимает больший объём в памяти и продолжает беспокоить разум. Возможность завершить действие, даже в воображении, имеет позитивный терапевтический эффект. 
Третий этап: создание способности к саморазвитию, а не застыванию в травматических переживаниях. Индивид становится способен сам корректировать своё состояние при помощи самогипноза. Некоторые техники, такие, как временная прогрессия, могут помочь избавиться от чувства беспомощности перед будущим, установить реалистичные цели на будущее.

### Арт-терапия
Могут применяться все виды арт-терапии искусством как по отдельности, так и в сочетании друг с другом (в этом случае метод называется экспрессивной полимодальной или интермодальной арт-терапией). Этот метод может применяться как при индивидуальной, так и при групповой терапии, а также семейной терапии. Методы арт-терапии могут быть использованы как дополнительный метод в когнитивно-поведенческой, психодинамической и прочих видах терапии. Терапия искусством включена в перечень психотерапевтических методов, официально разрешённых к применению с целью лечения врачами-психотерапевтами. Согласно международному определению (European Consortium for Arts Therapies Education), под арт-терапией (arts therapies) понимается группа лечебных и коррекционных методов экспрессивных модальностей (визуальных искусств, музыки, искусства театра и танца), применяемых специалистами с соответствующей клинической подготовкой:
- визуальные средства самовыражения — арт-терапевты;
- музыка — музыкальные терапевты;
- театральные формы — драматерапевты;
- танец — танцевально-двигательные терапевты.

В ряде стран (например, в США, Великобритании) арт-терапия считается парамедицинской специальностью, требующей профессионального обучения (2—3 года последипломной или магистерской подготовки). В Российской Федерации правовой и профессиональный контекст использования методов арт-терапии искусством пока не урегулирован.
Арт-терапия позволяет индивиду осознать и выразить травматический опыт в безопасном контексте. В исследованиях было обнаружено, что травматические воспоминания сохраняются в недоминантном (правом у праворуких людей) полушарии мозга. Эта же часть мозга интенсивно активируется в различной творческой деятельности, например в живописи, изготовлении скульптур, танце и т. д. Также известно, что пост-травматические эмоции имеют тенденцию выражаться в невербальной форме. Это обуславливает одно из преимуществ арт-терапии для лечения психологических травм, особенно у детей. В частности, результатом этого метода является улучшение эмоциональной регуляции. Кроме того, символические средства самовыражения дают более полный доступ к невербальным, имплицитным, скрытым областям памяти и к визуально-кинестетическим воспоминаниям, которые обычно обрабатываются недоминантным полушарием мозга. Предполагается, что травматический опыт и связанные с ним искажённые схемы ментальных процессов могут сохраняться именно в этих формах.
При этом в процессе творчества также участвует доминантное (обычно левое) полушарие мозга, ответственное за линейное и понятийное мышление и вербальное самовыражение. Благодаря этому творчество способствует интеграции травматичных переживаний посредством совместной активизации деятельности обоих полушарий. Это обеспечивает связывание воспоминаний о событиях в целостную картину в форме визуального и вербального повествования. Происходит постепенное соотнесение травматического опыта с конкретными обстоятельствами жизни индивида.
Использование проективных средств (например, рисунков, объектов):
- делает процесс передачи травматического опыта более простым и менее пугающим для индивида;
- позволяет индивиду сохранить эстетическую дистанцию при выражении того, что он пережил;
- даёт возможность осознать ранее неосознаваемые аспекты переживания и увидеть ассоциации между различными аспектами переживания. [264]

Основными психологическими механизмами арт-терапии, обеспечивающими снятие эмоционального напряжения, выражение и переработку травматического опыта, а также перестройку системы восприятия реальности являются:
- Децентрирование — процесс арт-терапии начинается с творческой, художественной фазы, связанной с переключением внимания, уходом от поглощённости травматическими переживаниями и воспоминаниями, выходом за пределы привычных схем мышления и поведения (связанных с убеждением в безвыходности ситуации). Это способствует переходу к более открытой позиции, допускающей неоднозначное, неожиданное восприятие на основе активизации творческих механизмов психики и особой «логики» воображения. За децентрированием следует противоположный процесс центрирования — оно направляется терапевтом для того, чтобы уравновесить восприятие. Центрирование позволяет перейти к рассмотрению различных перспектив развития ситуации. Однако это возможно лишь после того, как произойдёт децентрирование, иначе индивид будет по прежнему «зациклен» на попытках найти немедленный выход из непереносимой ситуации, не имея на это достаточного внутреннего диапазона решений.[265]
- Экстернализация (проекция) — перенос физических ощущений, переживаний и представлений на внешние объекты и процессы. Экстернализация является одним из защитных психологических механизмов, она обеспечивает дистанцирование человека от сложных переживаний и представлений. В арт-терапии она играет важную роль благодаря игровой или творческой активности : индивид может воспринимать свой внутренний мир в более безопасном контексте, отражённым в созданных им художественных образах. Благодаря механизму экстернализации травматический опыт может быть отделён от личности. Например, если психотравмирующая ситуация находит отражение в рисунке, она может быть воспринята и осмыслена более трезво. Кроме того, благодаря экстернализации индивид, перенёсший психическую травму, может поддерживать оптимальную для себя дистанцию в отношениях со терапевтом, при этом художественные образы являются посредниками в терапевтическом взаимодействии. Это помогает индивиду осознать свои личные границы и восстановить чувство собственного достоинства. Большую ценность представляет также физический контакт с различными материалами, что позволяет не только актуализировать и отреагировать травматичный опыт, но и оживить сферу физических ощущений, заблокированных в результате травмы. В процессе экстернализации психическая энергия становится более контролируемой сознанием и менее связанной с аффектами. Подавленные эмоции могут быть пережиты и отреагированы.[266]
- Символизация также тесно связана с психологическими защитами, прежде всего такими, как замещение и сублимация. Она относится главным образом к познавательной активности, происходящей на основе оперирования образами. Символизация связана с аналитико-синтетической деятельностью структур мозга, отвечающих за переработку различной информации сенсорного, аффективного и когнитивного уровней. Символические образы обеспечивают передачу и восприятие той информации, которая не может быть передана и воспринята на основе понятийного мышления. В отличие от речевого выражения, они несут в себе целый набор значений, позволяя в ёмкой и лаконичной форме выражать сложные переживания и опыт. Символы менее специфичны и более «размыты», чем речь, и их смысловая нагрузка часто не осознаётся или осознаётся лишь отчасти, Благодаря этому содержащаяся в них информация не подвергается цензуре сознания. В процессе арт-терапии опыт психической травмы сначала может выражаться в невербальных, символических формах и лишь после этого он может быть описан словами. Параллельно с этим происходит реконструирование автобиографической памяти, когда забытые обстоятельства и связанные с ними аффекты находят своё место в целостной картине реальности, происходит постепенный перевод субъективного опыта из сферы бессознательного в сознание. Символизация тесно связана с формированием целостной, стабилизированной системы образных представлений, что ведёт к осознаванию опыта и научению. Симовлизация также помогает находить креативные решения и осознавать смысл пережитого опыта.[267]

Децентрирование, экстернализация и символизация тесно связаны со способностью оперировать множеством гипотез и формировать новые, необычные ассоциации (в противоположность бинарному мышлению, основанному на использовании лишь двух взаимоисключающих гипотез или двух вариантов решения проблемы). Эти три механизма также помогают индивиду преодолеть дезадаптивные защитные реакции (например, эмоциональное онемения и диссоциацию), что помогает восстановить внутреннее равновесие и перестроить систему восприятия реальности. Это часто сопровождается достижением лучшего понимания глубинного смысла переживаний, ростом самопонимания и самопринятия. Выражение чувств посредством символических образов способно приводить к катарсису, даже если содержание изобразительной продукции и смысл переживаний в процессе её создания человеком не осознаются.
Арт-терапия применяется для всех видов травм. Она может быть наиболее полезна:
- детям, которые часто неспособны сосредоточиться или выразить в вербальной форме свои переживания;
- клиентам, имеющим трудности в вербальном выражении своих чувств поскольку психическая травма часто приводит к затруднениям в выражении чувства словами (алекситимия);
- высокоинтеллектуальным клиентам — у этих клиентов часто вербализация или интеллектуализация не устраняют симптомов избегания травматических переживаний, эти клиенты выражают чувство удовлетворения при использовании в терапии творческой деятельности (поэзия, рисование, музыка, ролевые игры), которые позволяют им полнее выразить эмоции по поводу травмы. [269]

На данный момент не имеется достаточного количества исследований, подтверждающих эффективность арт-терапии при посттравматических расстройствах. Это в значительной степени объясняется нехваткой квалифицированных арт-терапевтов и относительно малым количеством программ подготовки специалистов высокого уровня в этой области. Зарубежные публикации, имеют преимущественно описательный характер, без использования методов статистического анализа данных. Однако клинический опыт показывает, что арт-терапия даёт хорошие результаты, хорошо воспринимается клиетнтами и не имеет факторов риска или побочных эффектов, если она используется хорошо подготовленными терапевтами.

### Метод осознанных сновидений
Существуют исследования, показывающие, что освоение методов управления сновидениями уменьшает частоту и тяжесть кошмаров при посттравматических расстройствах. Обучение проводится в течение 4-6 недель (раз в неделю), при этом пациента просят каждый день записывать свои сновидения. Метод включает умение «вступать в диалог» или в «физический контакт» с пугающими персонажами сновидения. Это уменьшает чувство ужаса и беспомощности по мере того, как пациент понимает, что он может контролировать образы кошмара, вызванные травмой.

### Зоотерапия
Этот вид терапии (обычно с использованием собак — канистерапия или лошадей — иппотерапия) особенно полезна пациентам которые, из-за пережитых травм, стали слишком тревожны или недоверчивы для того, чтобы общаться с людьми.
Например, могут использоваться:

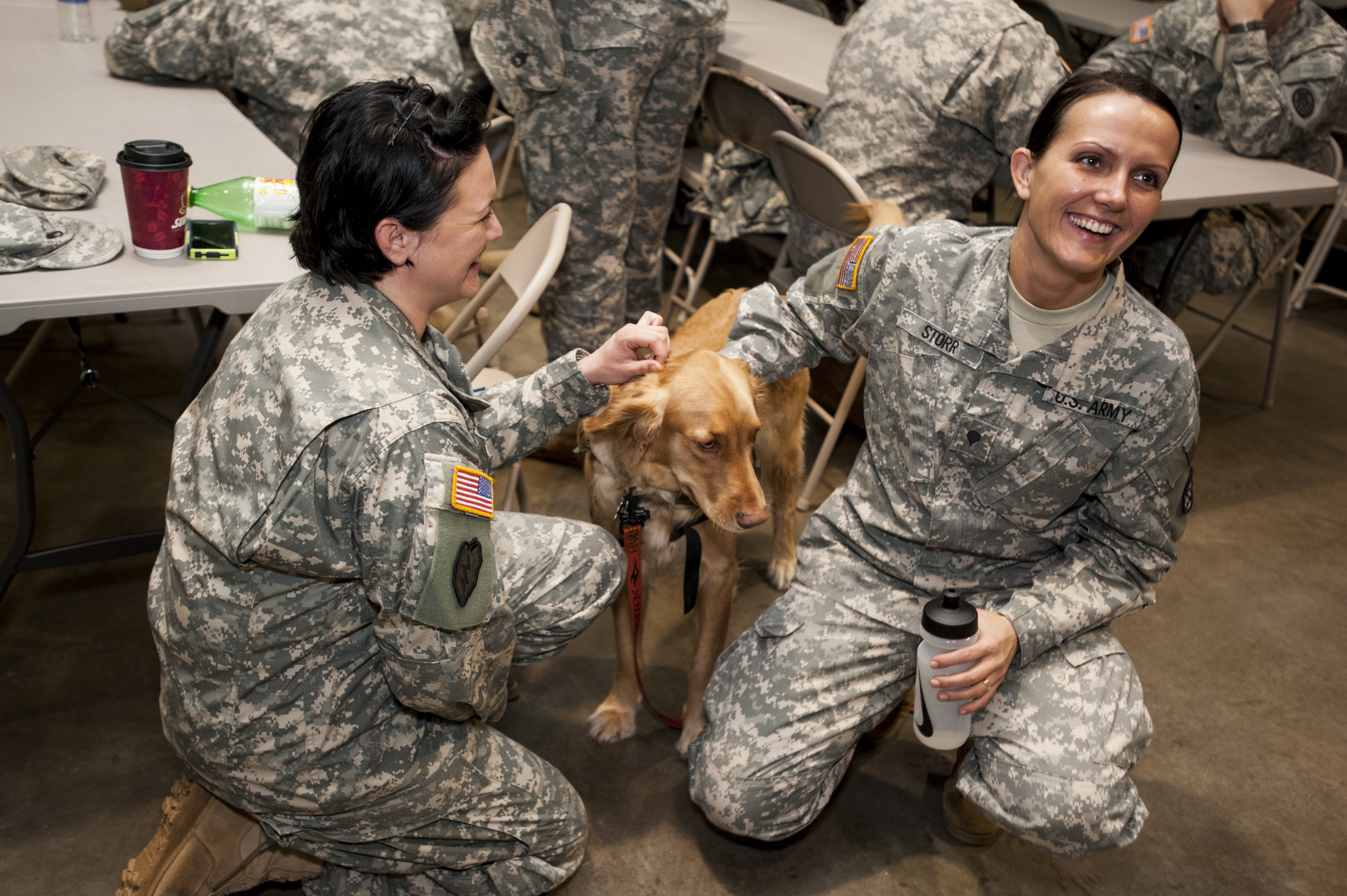
Канистерапия для лечения ПТСР

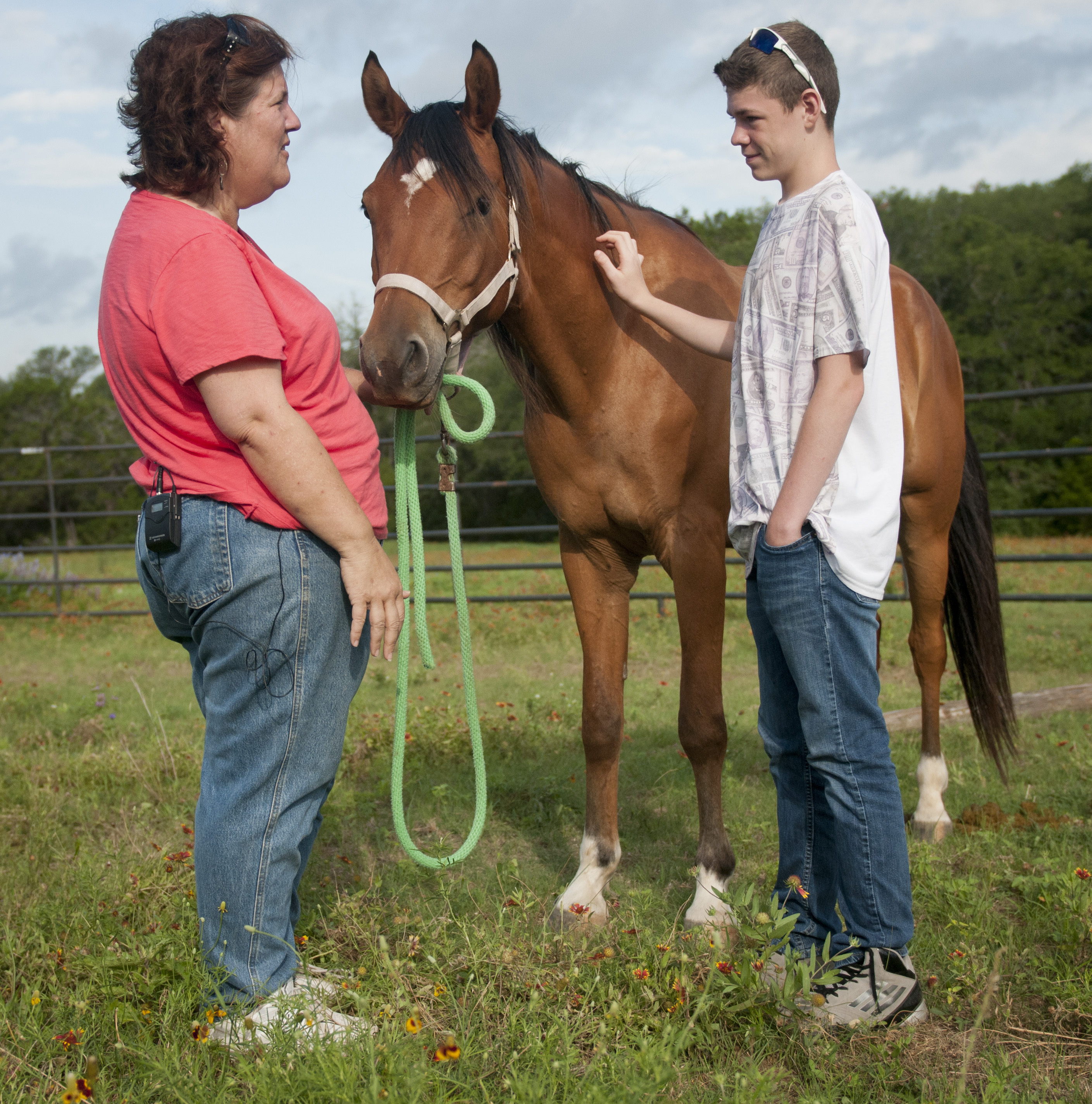
Иппотерапия для лечения ПТСР

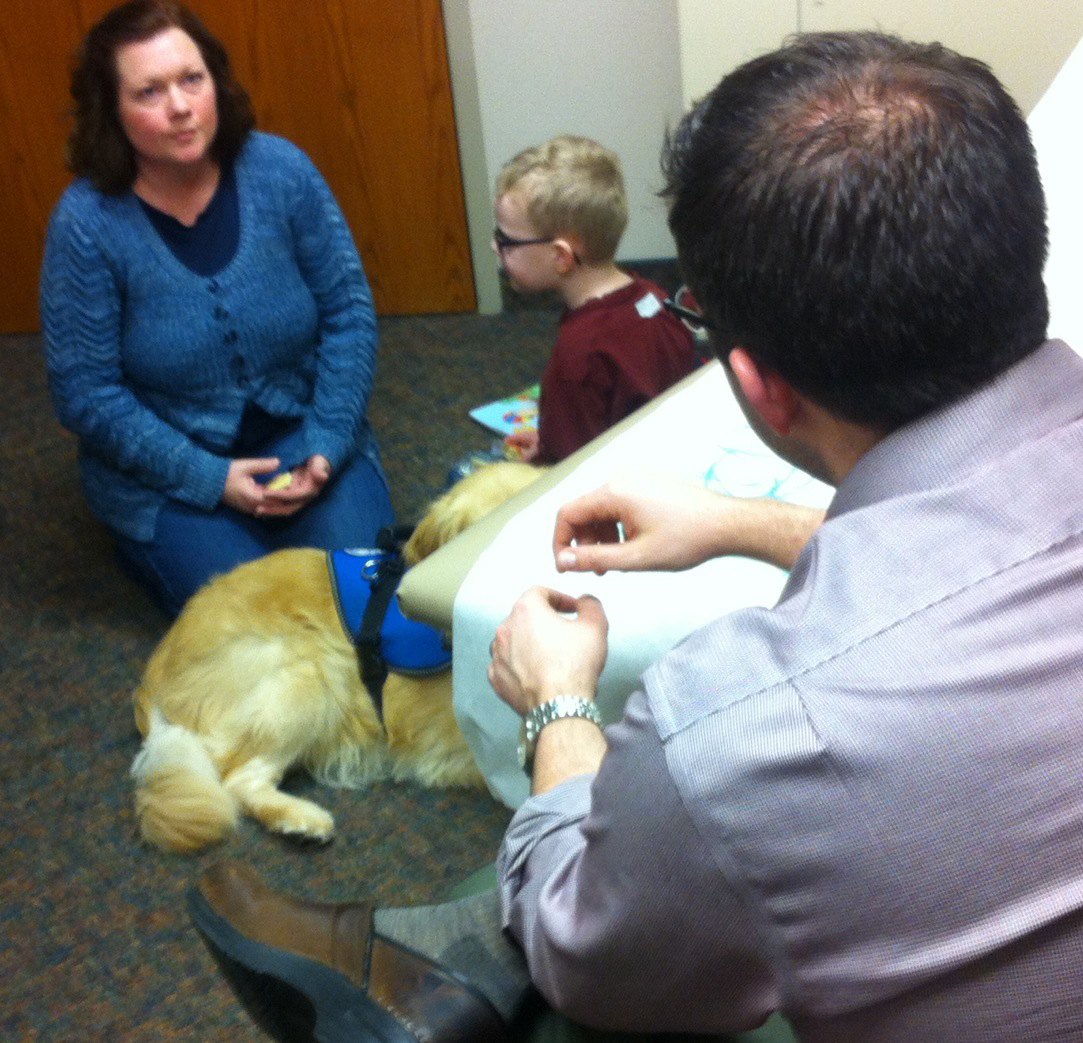
Присутствие животного успокаивает пациента

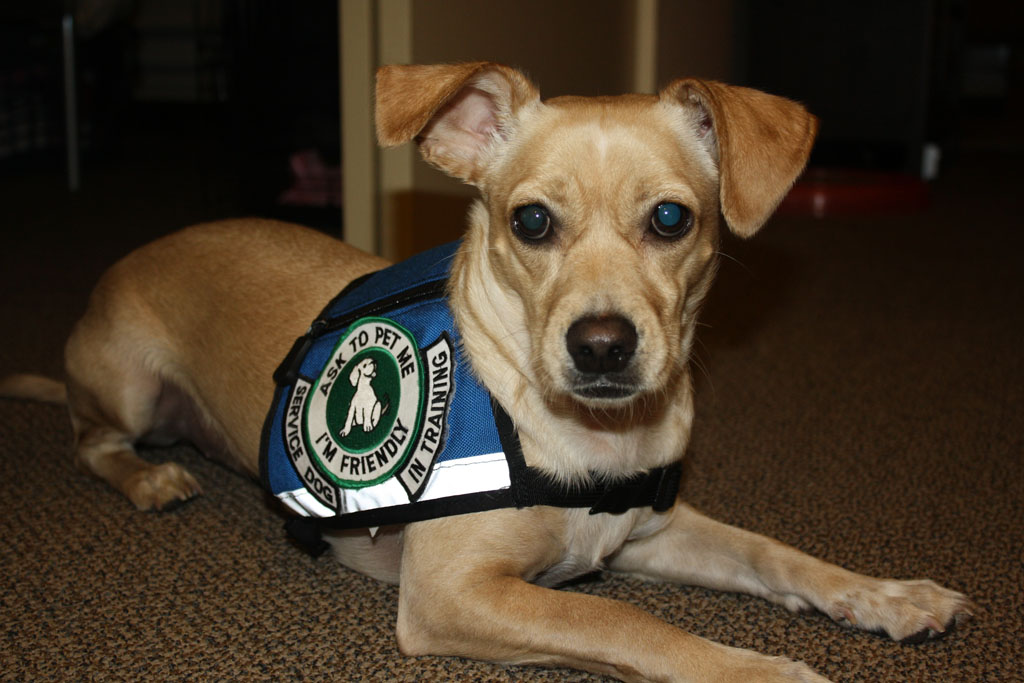
Служебная собака, используемая в психиатрии, в период обучения

1. Так называемые «животные для эмоциональной поддержки» (emotional support animal — ESA) — любые домашние животные, они не обязательно проходят специальное обучение. Они могут использоваться как в домашней обстановке, так и во время встреч пациента с терапевтом[274]. Предполагается, что одним из благотворных факторов взаимодействия с животным является выделение в мозге человека нейропептида окситоцина, связанного с чувством привязанности и доверия. Окситоцин, в частности, способствует снижению тревожности и страха[275]. Также повышается уровень серотонина и снижается уровень кортизола, это имеет место при игре с животным, прикосновениям или наблюдением за животным[276]. Повышается уровень бета-эндорфина и дофамина[277].
2. Животные, обученные для зоотерапии.
3. Служебные собаки, прошедшие специальное обучение для того, чтобы уметь оказать помощь хозяину в момент приступа паники[274]. Собаки этого типа[англ.](также называемые Psychiatric service dogs) могут, например:

- обнаружить первые признаки паники у хозяина;
- принести лекарство, воду, мобильный телефон;
- позвать человека, который сможет оказать помощь;
- в момент паники не подпускать к хозяину незнакомых людей;
- успокоить или отвлечь хозяина (например, лизание, прикосновение лапой);
- напомнить хозяину заблаговременно принять лекарство[278]

### Супружеская и семейная терапия
При посттравматических расстройствах часто проблемы в семье или супружеской паре выступают на первый план. Также может наблюдаться викарная травматизация членов семьи пациента. По этой причине рекомендуется проводить супружескую или семейную терапию одновременно с индивидуальным лечением посттравматического расстройства или сразу после него. При проведении супружеской или семейной терапии рекомендуется считать её основной целью улучшение семейной коммуникации и снижение конфликтов между членами семьи.
Существует два типа супружеской и семейной терапии для лиц, страдающих посттравматическими расстройствами:
- системный подход, направленный на коррекцию нарушений в семье или супружеской паре;
- поддерживающий подход для членов семьи, которые должны помогать пациенту.[281]

### Дополнительные методы
Физическая активность, в том числе спорт (если не имеется медицинских противопоказаний), помогает пациенту отвлечься от негативных переживаний, восстановить самоуважение и чувство контроля. Практика боевых искусств (например, айкидо, джиу-джитсу, тхэквондо) и командные виды спорта с участием в соревнованиях помогают выразить гнев в приемлемой форме. Релаксационные асаны йоги, тайчи и цигун являются методами релаксации в движении.

### Возможные проблемы в терапии
Иногда лица, страдающие посттравматическими расстройствами, не выражают желания получить психологическую помощь по следующим причинам:
- вера, что симптомы сами пройдут со временем;
- убеждение человека, что ему ничто не может помочь
- чувство стыда за некоторые элементы травматического опыта или за посттравматические симптомы;
- боязнь, что во время терапии придётся рассказывать о травмирующих событиях.

По этой причине на начальной стадии предложение лечения часто отвергается. Бывает, что пациент обращается за помощью позже, например по поводу депрессии, которая развилась на почве посттравматического расстройства. Иногда терапевту приходится объяснять пациенту, что посттравматические симптомы должны решаться с помощью психотерапии или медикаментозного лечения, а не использованием аддиктивного поведения или «отыгрыванием» травм.
Для посттравматических расстройств характерен высокий показатель прерывания терапии (после 2-3 встреч клиент не приходят в терапию). Это связано со следующими причинами:
- интенсивные проявления флэшбэков;
- потеря доверия к людям, клиент опасается получить повторную психологическую травму;
- иногда клиент убеждён, что он должен сам суметь усилием воли забыть пережитое;
- некоторые клиенты борются за получение компенсации и обращаются к врачу или к психологу лишь за подтверждением диагноза;
- неверие в то, что терапевт способен на понимание, если терапевт сам не пережил подобной травмы (что усиливается малейшим недопониманием, отвержением или обесцениванием переживаний со стороны психотерапевта);
- неспособность поверить в возможность излечения.

Исходя из этого, психотерапевту следует уже при первой встрече стремиться к созданию доверительного контакта с клиентом, дать информацию о возможности улучшения состояния благодаря терапии. Следует иметь в виду что в случае потери доверия к людям (особенно у жертв насилия) в начале терапии может иметь место «тестирующее поведение»: клиент оценивает, насколько адекватно терапевт реагирует на его рассказ о травматических событиях. Для постепенного формирования доверия терапевту необходимо признать трудности, пережитые клиентом. При тяжёлом расстройстве клиенты часто используют определённые ритуалы для совладания со страхом (например, двери и окна должны всегда быть открыты); терапевт должен относиться к этому с уважением и пониманием.

#### Психологические трудности для терапевта
Для терапии посттравматических расстройств характерны психологические трудности, которые переживает сам психотерапевт. Существуют 2 крайности в реакции терапевта на ситуацию пациента:
- Избегание (обесценивание): собственные эмоции терапевта (страх, отвращение, осуждение с точки зрения общепринятой морали) мешают ему воспринимать рассказ клиента, иногда возникает защитное недоверие к отдельным деталям, терапевт избегает задавать вопросы относительно деталей события и конкретных переживаний, как бы дистанцируясь от переживаний клиента. Всё это может усилить риск развития хронической формы посттравматического расстройства у клиента.
- Сверхидентификация: определяется чрезмерной эмпатией терапевта, может даже вызвать у него фантазии спасения или мести обидчику. Если клиент сообщает, что ему трудно говорить об определённых проблемах, терапевт склонен не настаивать. Рассказ клиента о травме может вызвать у терапевта слёзы на глазах. У клиента появляются сомнения в терапевте, поскольку последний не способен вынести его рассказ. Однако большинство клиентов могут выдержать кратковременный прорыв чувств терапевта при условии, что затем он снова возвращается к своей профессиональной роли[165].
- Заместительная травма (викарная травматизация) возникает, если терапевт должен выслушивать рассказы клиентов о пережитых травмах. Это может вызвать у терапевта такие симптомы, как ощущение «вины выжившего», навязчивые мысли о травмах, депрессивность, тревожность, сверхбдительность, раздражительность, гнев, ночные кошмары, избегание людей или ситуаций, чувство безнадёжности и репереживания описываемых клиентом событий. Могут возникнуть проблемы с концентрацией внимания и памятью. Риск для терапевта особенно велик, если рассказ клиента перекликается с собственным травматическим опытом терапевта. Может также возникнуть феномен, называемый «усталость сострадать» или профессиональное выгорание. Рассказы клиентов также могут нарушить систему базовых убеждений терапевта, вплоть до потери доверия к людям или развития цинизма. Терапевт, выслушивающий рассказы о травмах, пережитых в детском возрасте, может начать бояться за собственных детей и тревожиться, когда кто-то приближается к его ребёнку. Терапевт, выслушивающий рассказы о семейном насилии, может потерять веру в возможность здоровых отношений с партнёром для себя самого. По этой причине терапевтам, работающим с комплексными травмами, особенно необходима супервизия[286].